# François L'Hermite
dit Tristan L'Hermite
Vous lisez un « article de qualité » labellisé en 2020.
Pour les articles homonymes, voir Tristan L'Hermite.
Ne doit pas être confondu avec François Lhermitte.
Œuvres principales
- La Mariane, tragédie (1636)
- La Mort de Sénèque, tragédie (1644)
- Les Amours, poèmes (1638)
- Le Page disgracié, roman (1643)

François L'Hermite du Solier, dit Tristan L'Hermite ou Tristan, né en 1601 au château du Solier près de Janaillat (Marche) et mort le 7 septembre 1655 à Paris, est un gentilhomme et écrivain français. D'abord page dans l'entourage d'Henri de Bourbon-Verneuil, fils naturel du roi Henri IV, puis homme d'épée au service de Louis XIII et de son frère Gaston, duc d'Orléans, il est passé à la postérité comme auteur polygraphe — en s'illustrant comme poète, dramaturge et romancier.
Son nom de plume fait référence à Louis Tristan L'Hermite, qui avait servi les rois de France de Charles VI à Louis XI et dont sa famille se considérait parente, au même titre que de Pierre l'Ermite qui prêcha la première croisade populaire au XIe siècle.
Auteur de cinq tragédies, d'une tragi-comédie, d'une comédie et d'une pastorale, de cinq recueils de vers galants, héroïques et religieux, d'un roman et de Lettres mêlées, Tristan aborde tous les genres. La publication des Plaintes d'Acante, en 1633, le révèle comme le successeur de Malherbe et de Théophile de Viau dans le domaine de la poésie amoureuse, élégiaque et lyrique. Le succès remporté en 1636 par sa première pièce de théâtre, La Mariane, où l'acteur Montdory fait sensation avant de jouer Le Cid, l'impose comme l'un des meilleurs auteurs dramatiques autour de Corneille.
Tristan accompagne les débuts de l'Illustre Théâtre de Molière, et offre un grand succès à Madeleine Béjart dans La Mort de Sénèque. Membre de l'Académie française en 1649, il protège également Quinault, dont il encourage la carrière en proposant les premiers éléments du droit d'auteur.
Son œuvre tombe dans l'oubli avec le triomphe du classicisme. Le XVIIIe siècle des Lumières et le XIXe siècle du romantisme semblent l'ignorer, malgré les influences ou les résonances que son œuvre suggère. Des professeurs, des érudits et des poètes proches du symbolisme redécouvrent Tristan, à partir de 1870, comme « un précurseur de Racine ». La thèse de Napoléon-Maurice Bernardin soutenue en 1895 entraîne la réédition de son roman, Le Page disgracié, ainsi que de nouvelles représentations de ses pièces, dans le cadre de conférences universitaires et mondaines.
En 1955, Amédée Carriat inaugure un courant d'études tristaniennes qui se développe bientôt en Italie, en Allemagne, au Canada et aux États-Unis. L'association Les Amis de Tristan L'Hermite, créée en 1979, assure la diffusion des travaux entrepris en littérature française du XVIIe siècle autour de l'écrivain creusois. Antoine Adam voit en Tristan « la plus noble figure de poète que puisse nous offrir l'époque de Louis XIII ».
La Mort de Sénèque est reprise à la Comédie-Française en 1984. Tristan figure dans trois anthologies de la Bibliothèque de la Pléiade, à partir de 1986, pour son œuvre dramatique, romanesque et poétique. Ses œuvres complètes sont publiées en 2002. Le Page disgracié est inscrit au programme de l'agrégation de lettres modernes en 2013, comme trois de ses tragédies en 2023.
Solitaire, indépendant, mélancolique, nostalgique et passionné, il est le poète des amours, de la nuit et des rêves. Son œuvre la plus célèbre, Le Promenoir des deux amants, a été mise en musique par Debussy sous la forme de trois mélodies publiées sous le même titre en 1910.

## Biographie

### François L'Hermite, gentilhomme
Gentilhomme de vieille lignée, François L'Hermite reste « en marge d'une société qui s'embourgeoise, où il se sent mal à l'aise », jusque dans « les compromissions de sa carrière d'écrivain ».

#### Ascendance
| Blason | Blasonnement : d'argent à trois chevrons de gueules. |

La maison de L'Hermite se déclarait issue de Pierre l'Ermite, prédicateur de la première croisade populaire au XIe siècle. Contesté au XIXe siècle, cet usage adopté par l'écrivain « ne prouve pas assez qu'il est son descendant, mais ses adversaires ne peuvent pas prouver qu'il se trompe ». Les L'Hermite du Solier représentent la branche aînée de la famille, tandis que leurs cadets, ayant pris parti contre les Armagnacs, ont suivi les ducs de Bourgogne aux Pays-Bas en créant les branches de Caumont et de Bétissart. Le premier château de L'Hermite est détruit pendant la guerre de Cent Ans. Bernard d'Armagnac autorise Jean L'Hermite, sieur du Solier, à ériger en 1424 le château où naîtra François L'Hermite.
L'écrivain emprunte son nom de plume à Louis Tristan L'Hermite, grand maître de l'artillerie et prévôt des maréchaux qui avait servi les rois de France de Charles VI à Louis XI. Contrairement à une idée reçue, il ne le comptait pas parmi ses ancêtres, mais seulement dans sa parenté. La généalogie familiale a été faussée par son frère Jean-Baptiste, généalogiste « entiché de noblesse » qui a multiplié les prétentions — bien inutiles, puisque Tristan et son frère appartiennent incontestablement à une ancienne famille de la Marche.
Cependant, lorsque naît leur père Pierre, le partage des biens entre neuf enfants, trente ans après un partage entre six, a beaucoup diminué leur patrimoine. En mai 1591, Pierre L'Hermite et ses oncles sont accusés du meurtre de Jacques Voisin, vice-sénéchal de Guéret retiré d'un étang près de Pontarion, « tout botté, avec une pierre au cou et une autre aux jambes, la tête trouée d'un coup de pistolet ». Détenus pendant 22 mois, les trois hommes sont renvoyés devant le parlement de Paris. Pierre plaide l'alibi, mais il est condamné à être décapité en place de Grève. Gabrielle d'Estrées intervient alors auprès de Henri IV pour obtenir sa libération.
Napoléon-Maurice Bernardin soutient que « c'est à son procès que Pierre L'Hermite doit son mariage. L'énergie et l'habileté de sa défense, le courage dont il a fait preuve, l'élégance de sa tournure et l'agrément de sa conversation » intéressent Pierre Miron, sieur de Malabry et descendant d'une ancienne famille : « Toute l'influence que Pierre Miron avait par lui-même, par sa parenté, par ses alliances, il la met au service du jeune Pierre L'Hermite » et lui propose d'épouser sa fille Élisabeth. Le mariage est célébré à la fin de l'été 1597.

#### Enfance
François L'Hermite, sieur du Solier, est né en 1601, mais cette date « n'est donnée qu'approximativement ». Divers indices sont présents pour la confirmer, dans les Lettres mêlées de l'écrivain et Le Page disgracié : « Parlant du petit duc de Verneuil, fils naturel d'Henri IV, né le 6 novembre 1601, Tristan dit : Nous étions presque d'un âge et de même taille, ». Dans son édition de l'Histoire de l'Académie Françoise établie par Paul Pellisson, l'abbé d'Olivet mentionne, en 1729, que le poète est mort « âgé de cinquante-quatre ans, le 7 septembre 1655 ». Une lettre où il parle de la « noble étoile qui l'a vu naître » laisse supposer qu'il est né sous le signe du Lion ou celui de la Balance, c'est-à-dire dans la seconde partie de l'année 1601.

L'écrivain évoque son enfance « avec une discrétion inouïe dans le nom du pays natal, lorsqu'il écrit Guéret au centre de la carte du monde imaginaire qu'il trace, avec des mots seuls, dans ses Éléments de Géographie. Cette signature cachée définit la fidélité de Tristan pour sa terre du Limousin : ni possessive, ni ostentatoire, ni distante ». Le lieu de sa naissance est « une des provinces les plus accidentées et les plus pittoresques, mais aussi les plus sauvages et les plus pauvres de France ». Édouard Fournier suggère que Scarron fait allusion à son ami Tristan dans un poème où il décrit 
Le pauvre malheureux chétif

De Marche en famine natif.
Le château du Solier, qui a disparu avant la fin du XIXe siècle, était « une solide forteresse » située entre Bourganeuf et Guéret, « composée d'un grand corps de logis haut de cinq étages, avec quatre grosses tours, l'escalier au milieu, partout crénelé, entouré de fausses braies, flancs, basses-cours et vieux fossés ». Tristan a deux frères, Jean-Baptiste et Séverin. Ce dernier meurt prématurément lors du siège de Royan, en 1622 — « raison de plus pour le peu de goût que témoigne le poète pour la guerre ».
À sa mort, en 1632, Pierre L'Hermite laisse une succession embarrassée à la suite de procès intentés par ses cousins dès son mariage et le paiement de fortes indemnités à la famille de Jacques Voisin. Ses fils perdent alors le château du Solier.

#### Tristan et ses protecteurs
Tristan L'Hermite, poète de cour, reste « tributaire des grands de ce monde, condition coutumière aux écrivains de l'époque ». Napoléon-Maurice Bernardin, son premier biographe important, observe qu'il change de maître « mais non de milieu », sans que le contact avec les plus grands princes améliore sa situation. Jean Serroy le montre ainsi « payant au prix fort le choix librement consenti d'être poète » tout en suivant « obscurément une stratégie de l'échec ». Jacques Madeleine lui prête une nature inquiète qui « ne lui permet pas de rester longtemps au même endroit ».

##### Un protecteur enfant: Henri de Bourbon

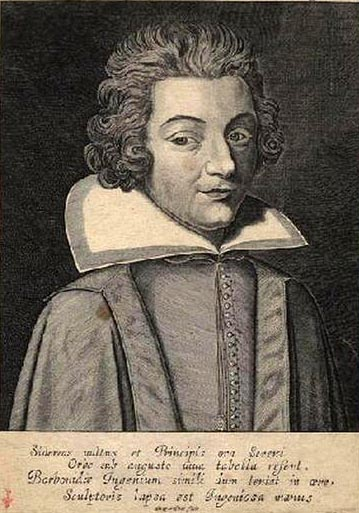
Henri de Bourbon-Verneuil, par Jaspar Isaac.

Confié dès l'âge de trois ans à son aïeule maternelle, Tristan L'Hermite est placé comme page ou gentilhomme d'honneur, auprès de Henri de Bourbon-Verneuil, fils naturel de Henri IV et de la marquise de Verneuil. Être page permet alors aux enfants de petite noblesse d'entretenir l'espoir, grâce à la protection de grands personnages, d'un avenir conforme à leur origine sociale. Cette situation préfigure celle qui le liera plus tard à un autre prince du sang, Gaston d'Orléans, le frère de Louis XIII.
Tristan manifeste très jeune une mémoire « prodigieuse » et un intérêt pour la poésie. Il se découvre aussi « le goût des histoires et la passion du jeu. Toute sa vie, Tristan restera un lecteur avide de trouver dans la littérature une échappatoire à un monde dans lequel il se sent mal à l'aise, et toute sa vie il restera un joueur, doublant le monde réel d'un autre monde où le hasard d'un coup de dés pourrait abolir enfin la malchance ». Et « par cette autre forme d'évasion qu'il trouve dans la littérature, il donne une légitimité à l'écriture. François L'Hermite devient donc vers vingt ans Tristan, poète, dramaturge et romancier. Le Page disgracié porte le sens, à la fois social et moral, de cette naissance de l'écrivain ».
Amédée Carriat s'interroge : « Faut-il prendre Tristan à la lettre dans ce récit de sa jeunesse ? » Sans doute, « la vie de courtisan n'est pas faite pour lui. Tristan a sa fierté : ce que le monde ne lui donne pas, il entreprend de le trouver en lui-même ». Ainsi, « choisissant une forme romanesque qui refuse l'idéalisation, il justifie le cheminement qui a fait de l'homme d'épée qu'il était destiné à être l'homme de plume qu'il est devenu ».
Pour toute son adolescence, la biographie de Tristan « comporte beaucoup d'incertitudes, et l'on ne peut y remédier que prudemment au moyen du Page disgracié et des clefs ajoutées au roman par Jean-Baptiste L'Hermite en 1667 ». Son héros « blesse gravement un cuisinier qui s'était déguisé en fantôme pour lui faire peur. Une autre fois, il blesse un homme qui l'avait bousculé. Il s'enfuit de Fontainebleau jusqu'à Rouen, puis à Londres. Là, âgé de quinze ans, il devient précepteur, et bien entendu amoureux, d'une jeune fille. Il est accusé d'empoisonnement, et s'enfuit encore : Écosse, Norvège… On comprend que c'est La Légende dorée de Tristan. On ne dispose malheureusement de rien d'autre pour parler sérieusement de sa vie à cette époque ». Un érudit poitevin, Henri Rousseau, estime qu'« il est vraisemblablement allé se réfugier dans la Marche, auprès des siens ».
Né « gentilhomme provincial et sans fortune, comme Chateaubriand, Tristan n'est pas passé d'abord par le collège ». Il entre au service de Scévole de Sainte-Marthe, « accueilli à Loudun vers 1618. Il devient son lecteur attitré et son bibliothécaire. Cette formation humaniste, qui fait la part belle aux Anciens, s'ouvre aussi à l'histoire, à la physique, à l'anatomie, et elle bénéficie du climat d'émulation intellectuelle qu'entretiennent deux fils de Scévole, eux-mêmes passionnés de belles-lettres et d'éloquence ».

##### Un protecteur inconstant: Gaston d'Orléans

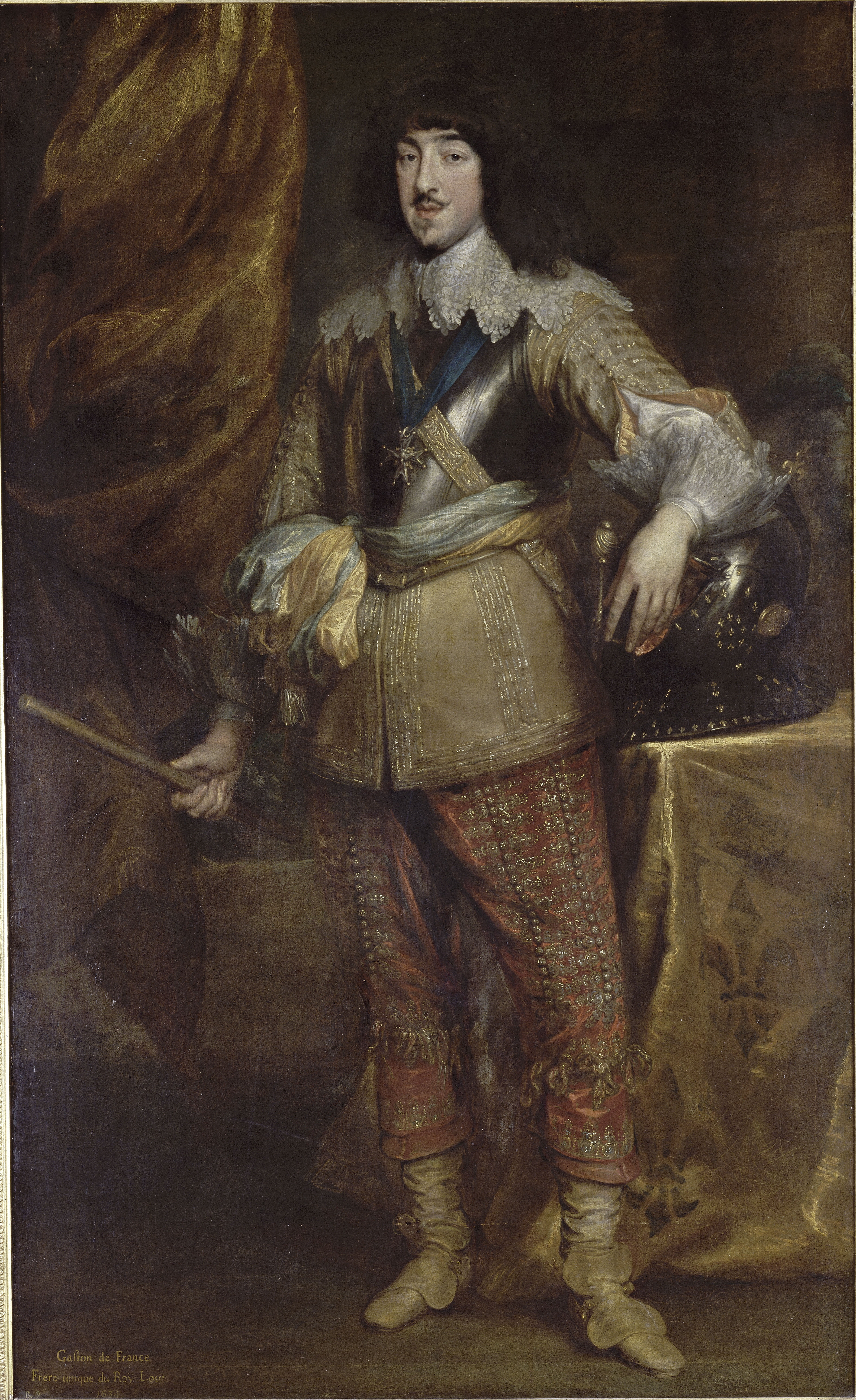
Portrait de Gaston de France, par Antoine van Dyck.
Musée Condé, Chantilly.

Reçu par Louis XIII comme gentilhomme de sa suite en 1621, Tristan participe aux campagnes contre les places fortes huguenotes du Sud-Ouest. Vers la fin de l'année ou au début de 1622, il entre au service de Gaston d'Orléans, frère du roi auquel il reste attaché pendant près de vingt ans.
Le duc d'Orléans, « qui manqua toute sa vie de caractère, et qui a trahi lâchement tous ceux qui s'étaient compromis pour lui, pouvait faire illusion » puisqu'il n'est alors âgé que de 14 ans : « son magnifique apanage permettait d'espérer que les gages modestes seraient compensés par d'abondantes gratifications. La reine n'avait pas donné d'héritier au roi, dont de funestes prédictions s'obstinaient à annoncer la fin prochaine. Si Monsieur portait la couronne, où ne s'élèverait pas la fortune de ces anciens domestiques qui auraient gagné ses bonnes grâces ? »
En fait, « parmi bien des défauts, Gaston en manifeste un qu'il porte à son plus haut degré : l'absence totale de reconnaissance pour ceux qui le servent, et une propension à les abandonner, voire à les sacrifier après les avoir compromis, propre à décourager les plus aveugles ». La naissance, en 1638, du dauphin « si longtemps attendu » ruine enfin ses ambitions.
Cependant, l'écrivain trouve auprès de « ce prince rétif — qui refuse la mise au pas que la politique royale est en train d'imposer à la noblesse, et qui manifeste hautement son individualisme — cet esprit indépendant que Tristan cultive comme un choix existentiel » : en le suivant dans ses errances, « il préserve ce qui lui est le plus cher, sa liberté ».
En 1634, Tristan accomplit une mission diplomatique en Angleterre auprès de la reine Henriette-Marie de France. Les Terreurs nocturnes témoignent de missions secrètes et périlleuses accomplies au service de Marguerite de Lorraine. Les Plaintes d'Acante, « le plus important poème qu'il ait encore écrit », permet au duc Frédéric-Maurice de Bouillon, frère de Turenne, d'obtenir la main de la comtesse Éléonore de Bergh. Émile Henriot note que « ses vers n'en sont pas moins charmants : c'est bien un amoureux qui parle ».
Son exil à Bruxelles, à la cour de l'infante Isabelle, gouvernante générale des Pays-Bas espagnols, lui fait perdre son procès dans la succession de son père. D'autre part, « le poète fait partie des serviteurs qui accompagnent Monsieur à leurs propres frais, car les difficultés financières que celui-ci rencontre l'empêchent de payer leurs gages à ses gens ».

Tristan, « avec une belle constance, a toujours choisi le mauvais parti. Un exemple de cette infortune est la hâte mise à faire relier, à la fin de La Lyre, une ode dithyrambique à Cinq-Mars au moment même où celui-ci, voyant sa faveur décliner, commençait à comploter la mort de Richelieu et l'alliance avec l'ennemi espagnol, ce qui devait lui coûter la tête l'année suivante ».

##### Un protecteur chimérique: Henri de Guise

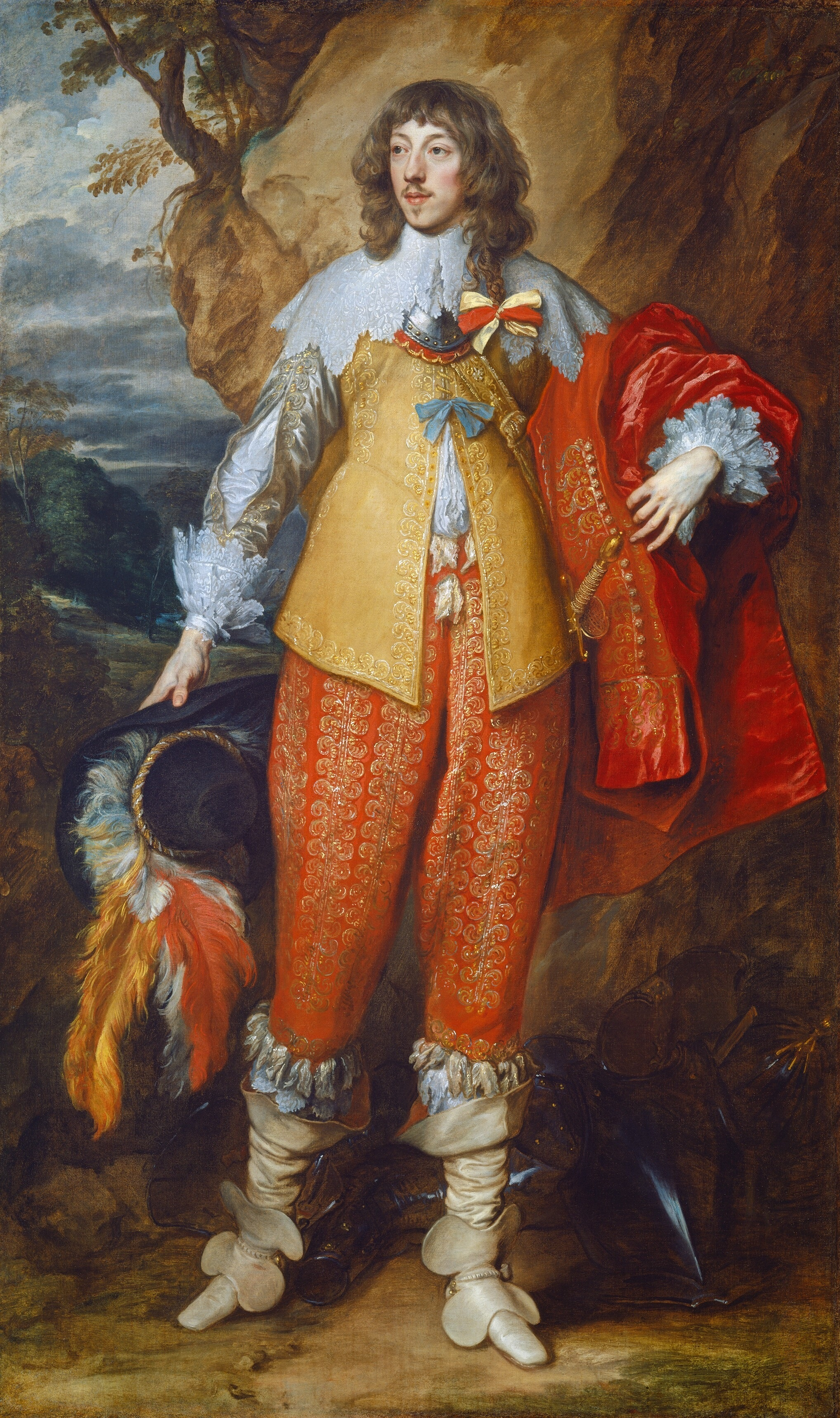
Henri II de Lorraine, duc de Guise, par Antoine van Dyck.
National Gallery of Art, Washington.

Définitivement abandonné par son maître à partir de 1645 et comprenant « amèrement qu'il a misé depuis vingt ans sur une mauvaise carte », Tristan offre ses services à Claire Charlotte Eugénie d'Ailly, duchesse de Chaulnes, pendant quelques mois puis se tourne vers le duc de Guise, Henri de Lorraine. Amédée Carriat brosse un portrait-charge de son nouveau protecteur : « Ce héros d'opéra-comique, cet excentrique un tant soit peu mégalomane, dans la vie duquel s'entremêlent les amours, les parjures, les duels, les complots, les mariages, est à peine plus digne d'estime que le duc d'Orléans ».
Ce choix « traduit la constance avec laquelle Tristan lie son sort à des seigneurs instables et fantasques. Comme Gaston d'Orléans, le duc de Guise est un aventurier, collectionnant intrigues amoureuses et expéditions militaires. Et, comme Gaston, il va décevoir les espoirs que le poète met en lui » : cette fois encore, « la Fortune semblait se plaire à donner à Tristan les plus légitimes espérances pour lui faire éprouver bientôt les plus cruelles déceptions ».
Le poète entre au service de la maison de Guise en 1646. Son maître « l'abandonne alors même qu'il vient de se lier à lui » en se lançant dans une opération militaire visant à secourir des Napolitains qui viennent de se soulever contre les occupants espagnols. Il parvient à entrer dans la ville en déjouant la surveillance de la flotte espagnole. Accueilli en libérateur, il s'installe à Naples, dont il se proclame duc.
La situation se dégrade rapidement et, au début de l'année suivante, le duc de Guise est fait prisonnier, « victime de ses inconséquences, de sa présomption, de ses folies, abandonné de tous ». La nouvelle de cette arrestation, parvenue à Paris en avril 1648, est « un coup de massue » pour Tristan, et cette captivité dure jusqu'en 1652.
Malgré sa mauvaise santé, le poète envisage alors de se rendre à Stockholm pour se placer sous la protection de Christine de Suède. La louange qu'il lui fait parvenir par son ami Urbain Chevreau ne lui attire pas la faveur espérée, mais le retour du duc de Guise à Paris lui permet de retrouver une charge de gentilhomme et de quitter son logement « au quatrième étage d'une maison modeste », aux Marais du Temple, pour s'installer à l'hôtel de Guise, où il va finir ses jours.
En 1654, cependant, le duc tente une seconde expédition pour conquérir Naples avec « un magnifique équipage de guerre et une bande de violons. Au lieu de lui ouvrir leurs portes, les Napolitains le reçoivent à coups de canon. Découragé par cet accueil inattendu, manquant de cavalerie et de vivres, le prince se décide à une retraite immédiate ». De retour à Paris en 1655, il trouve le poète « malade. Tristan a pourtant eu la force de tresser à sa gloire une ultime couronne » : La Renommée.

Cette constance face aux coups du sort révèle « un solitaire, un indépendant, qui s'applique à se tenir en marge des coteries, à l'écart des querelles, politiques ou littéraires ». Durant la Fronde, « la dureté des temps et les incertitudes qui s'y attachent le voient garder une réserve qui, à l'inverse des positions nettement revendiquées par certains de ses amis, Scarron, Cyrano, d'Assoucy, ne le compromet pas mais contribue à son quasi-effacement de la scène littéraire ».

##### Du cardinal de Richelieu au chancelier Séguier

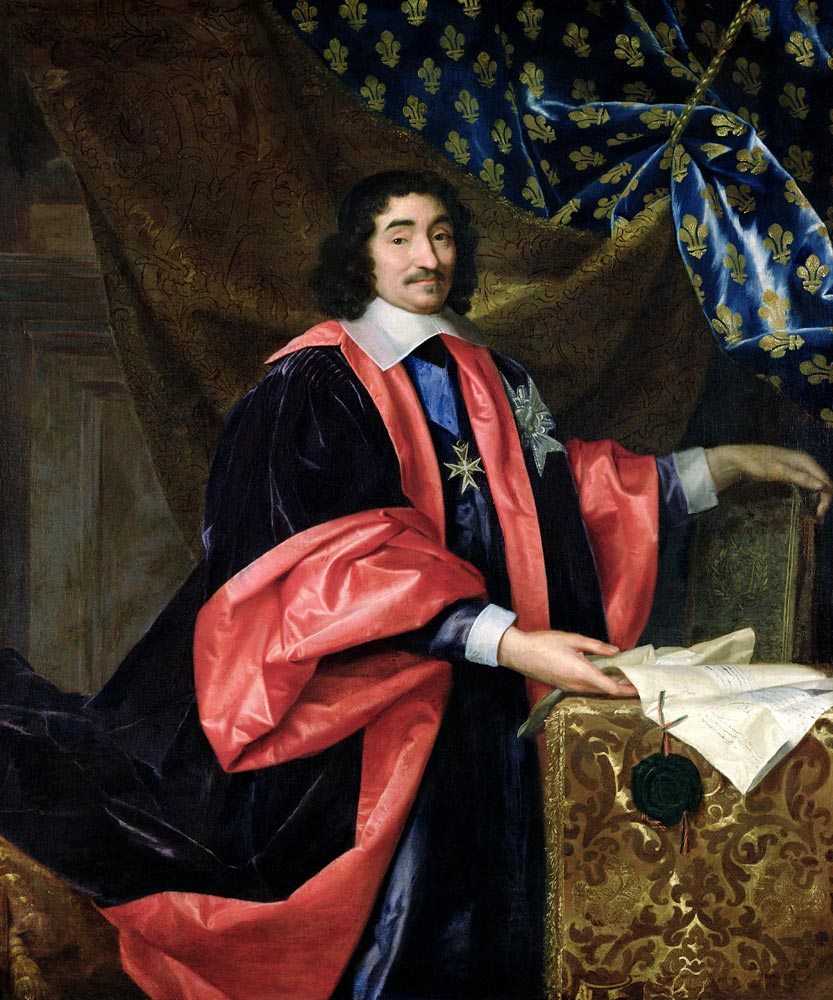
Pierre Séguier, par Henri Testelin.
Château de Versailles.

Malgré la notoriété que lui apportent Les Plaintes d'Acante en 1633 et La Mariane en 1636, Tristan n'est pas retenu par le cardinal de Richelieu pour faire partie de l'Académie française : « Vaugelas fait métier de dénoncer les ennemis du ministre et touche sa part des confiscations. Chapelain écrit à la tâche le poème de La Pucelle. Le Cardinal sait qu'ils manquent de talent, mais les autres lui sont suspects car ils sont au service des grands féodaux ». Les poètes « dans l'opposition ou indifférents à la politique, comme Vion d'Alibray ou Tristan L'Hermite, les hommes libres ne plaisent pas à Richelieu ».
Tristan est élu au fauteuil 17 en 1649, succédant à François de Cauvigny de Colomby, « écrivain médiocre » et l'un des membres fondateurs. Dans son discours de réception, très bref, il rend hommage au chancelier Séguier qui avait favorisé son élection.
Pierre Séguier, entré à l'Académie en 1635 et devenu son protecteur à la mort de Richelieu, en 1643, l'accueille chez lui dans son hôtel de la rue de Grenelle-Saint-Honoré. Cette société « officiellement reconnue, patronnée, chargée de privilèges » et toujours critiquée par les ennemis du Cardinal, n'a pas l'importance de l'Institut de France actuel. De fait, elle « languit. Les séances sont mal suivies. Richelieu impose des séances hebdomadaires en 1640 ». Le chancelier Séguier organise les séances chaque lundi et jeudi mais, en-dehors de gratifications ponctuelles, la charge n'est pas lucrative : les jetons de présence ne seront instaurés qu'en 1672 par Colbert, nouveau « vice-protecteur » sous Louis XIV, et les séances de réception ne deviendront publiques qu'en 1673, sur la proposition de Perrault.
Antoine Adam admet que l'« on s'étonnera peut-être de voir Tristan accueilli par les Académiciens. Les contemporains ignoraient les oppositions tranchées que certains historiens ont imaginées depuis. Ils faisaient grand cas des qualités lyriques de Tristan, de la noblesse de son inspiration, de la haute tenue de sa langue, et acceptaient cette poésie, très différente de celle de Malherbe mais qui s'imposait par sa valeur ».

Le poète témoigne envers le chancelier Séguier « une reconnaissance qui est sincère, et qui sera durable car il tient à la lui exprimer encore hautement quand, sous la Fronde, les sceaux lui sont retirés ». Cette fidélité « honore Tristan. Quand les sceaux sont rendus à Séguier en avril 1651, après le départ de Mazarin, le chancelier prend plus de plaisir au simple sonnet que Tristan lui adresse pour le féliciter qu'à l'épître flatteuse que lui envoie Boisrobert ».

#### Maladie et mort
Tristan souffre de tuberculose à partir de 1639, un mal « qui devait lentement le détruire » et qui « contribue sans doute à ses préoccupations religieuses ». Peut-être en ressent-il les premiers symptômes dès 1628. Il adresse plusieurs poèmes à des médecins. La Mort d'Hippolyte est dédiée à Charles Delorme, premier médecin de Gaston d'Orléans et « peut-être le plus grand charlatan de son siècle, ce qui n'est pas peu dire ». L'écrivain lui envoie deux lettres, qui lancent, « sous la politesse et la concision de la forme, un véritable cri d'angoisse » — en vain : la médecine ne peut rien pour lui.

Les Vers héroïques s'achèvent sur un sonnet où s'exprime « la résolution de quitter les vains plaisirs et d'attendre vertueusement la mort » :
Sortons de ces erreurs par un sage conseil

Et cessant d'embrasser les images d'un songe,

Pensons à nous coucher pour le dernier sommeil.
Ce tercet « représente bien le Tristan des dernières années : le pécheur repentant, le gentilhomme morose et déjà vieilli, l'artiste incomparable ».
Tristan L'Hermite meurt le 7 septembre 1655, dans son logement de l'hôtel de Guise, rue du Chaume. Amédée Carriat note qu'en dehors d'« un chroniqueur à l'affût de l'événement, et de ces messieurs de la jeune Académie française qui auraient à remplacer l'un des leurs, c'est à peine si l'on s'en aperçut ». La Muse historique de Loret porte la nouvelle aux Parisiens « en vers de mirliton ».
Son corps est inhumé dans l'église Saint-Jean-en-Grève. Adolphe van Bever rappelle que Rémy Belleau était mort, comme lui, dans l'hôtel de Guise mais, s'il avait eu l'honneur d'« être porté en terre par ses amis Ronsard, Baïf, Desportes et Jamyn, Tristan ne connut pas cette satisfaction » : Théophile, Hardy, Maynard et Faret étaient morts, Cyrano et d'Alibray venaient de mourir… Restaient Saint-Amant, Scarron, Quinault, d'Assoucy, Chevreau, Chapelle, Boisrobert. « Suivirent-ils sa dépouille ? On ne sait ».

### Tristan L'Hermite, homme de lettres

#### Patronyme et pseudonyme

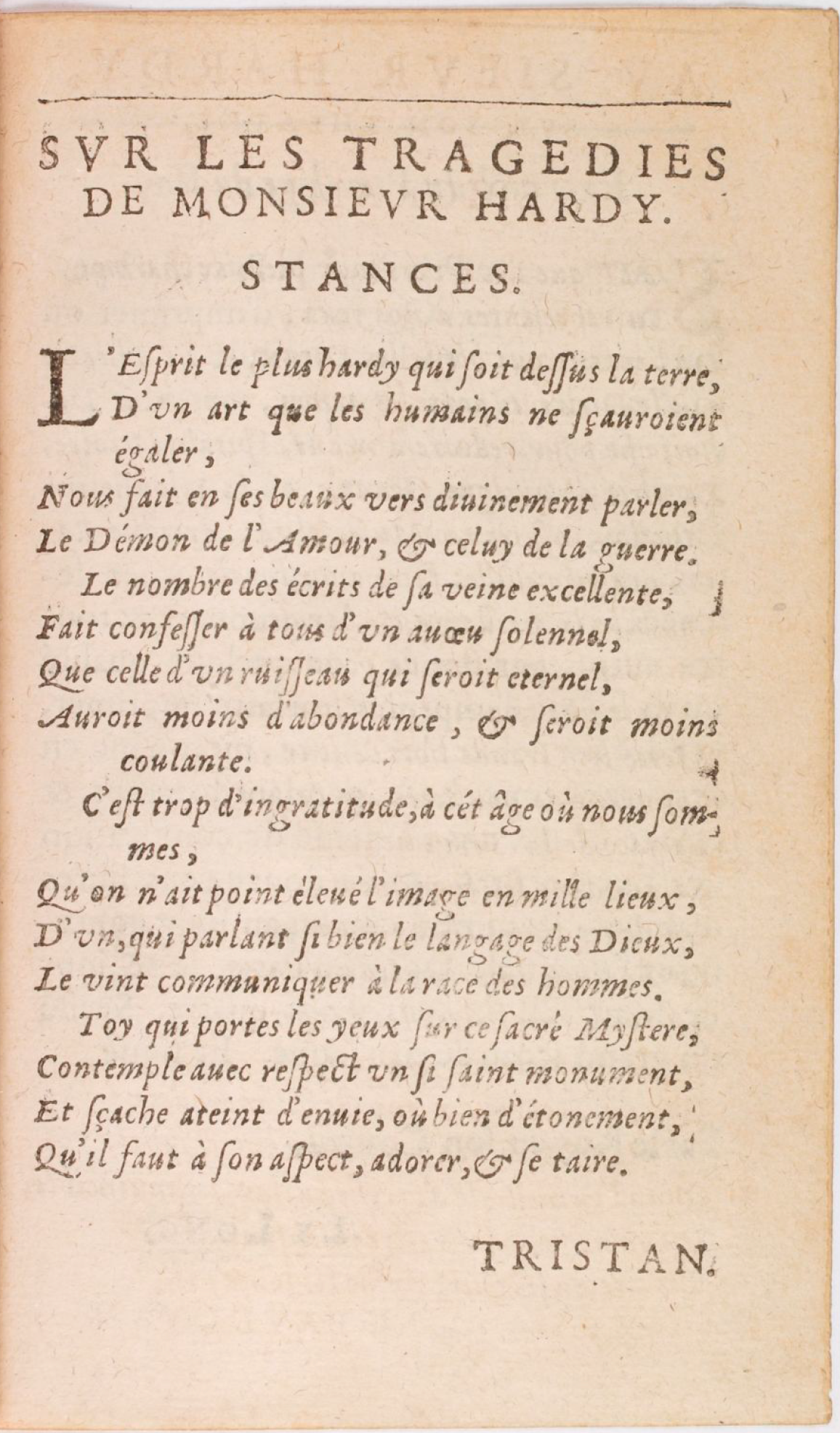
Stances pour l'édition originale du Théâtre d'Alexandre Hardy.

L'écrivain tient son prénom, François, « que ne portait aucun de ses ancêtres paternels, vraisemblablement de trois membres de la famille de sa mère, qui était à la fois petite-fille de François Miron, médecin de Henri II, nièce de François Miron, trésorier de France en Bretagne, et cousine germaine du fameux François Miron, le lieutenant civil ».
Le premier poème connu de Tristan L'Hermite est publié en tête de l'édition originale du premier volume du Théâtre d'Alexandre Hardy, en 1624 : celui-ci souhaite « encourager le jeune poète, dont il reconnaît déjà les qualités ». Sa première œuvre « imprimée seule, des vers de ballet composés pour le duc d'Orléans » sur une musique d'Antoine Boësset, date de 1626. Après une participation à un recueil collectif, où il figure avec Malherbe, Racan, Boisrobert et L'Estoile en 1627, l'ode intitulée La Mer est sa première œuvre importante, publiée en 1628.
Ces poèmes sont signés du seul prénom Tristan. Ce nom de plume qu'il s'est choisi dès 1621 fait référence à son ancêtre Louis Tristan L'Hermite mais crée un lien « implicitement établi » avec Tristan et Iseut et « peut faire écho aux Tristes d'Ovide, qui se distinguent par leur tonalité élégiaque ». Le choix de ce pseudonyme, « héritage à la fois familial et poétique », témoigne d'« une volonté de construire — au-delà de la réalité vécue — une certaine image de soi ».
« Noble mais pauvre », le poète entretient ses relations autour de Gaston d'Orléans : Tristan L'Hermite offre « l'exemple d'un comportement de fidélité en tant que gentilhomme, tout en étant à la croisée de multiples réseaux nobiliaires. Dans cette situation, sa posture en tant qu'homme de lettres est hésitante : peut-il privilégier une stratégie de reconnaissance compatible avec son rang ? » Motivé par « l'exigence de l'honneur », le choix de ses dédicaces autorise que « le nom et les titres de l'auteur apparaissent à la suite du titre de l'ouvrage. S'il y a un privilège à l'auteur, un espace est possible pour présenter son statut social, auquel le roi accorde sa bienveillance et sa protection ».
Romancier, poète et auteur dramatique, « notre gentilhomme ne cherche pas à faire une carrière d'homme de lettres. Tristan aime son art d'un libre amour, et sent tout ce que lui dérobent une vie aventureuse, un manque d'énergie et de patience, comme une santé misérable. Il voit les défaillances et les limites de son œuvre. Entre la retenue et l'abandon, entre une exquise minutie et un grand désir de liberté, d'étendue, de puissance, il hésite et se tourmente. Il reste insatisfait ».

Son œuvre se présente sous le signe de l'« unité multiple », comme un « labyrinthe où il convient de se promener sans tenir compte des distinctions de genres » : la variété des ouvrages « compose un ensemble dont la cohérence échappe aux règles de la continuité et de l'ordre linéaire, mais n'en est pas moins méthodique ».

#### Poésie
Avec cinq volumes publiés de 1633 à 1648, Tristan L'Hermite offre « l'œuvre lyrique la plus considérable de son époque » :
- Les Plaintes d'Acante et autres œuvres, publiées en 1633[B 35] à Anvers[B 64] et l'année suivante à Paris[B 65] ;
- Les Amours, nouvelle édition « très augmentée » des Plaintes d'Acante[B 66] en 1638[B 67] ;
- La Lyre, publiée en 1641[B 68] autour d'une « pièce maîtresse », L'Orphée[J 7] ;
- L'Office de la Sainte Vierge, publié en 1646[B 69] ;
- les Vers héroïques, publiés en 1648[B 70] ;
- les Hymnes de toutes les fêtes solennelles, publiés à titre posthume, en 1665[J 8], retrouvés en 1957[J 9].

Entre 1624 et 1654, dates extrêmes de sa production poétique, il y a peu d'années où Tristan ne publie pas en vers.
Ses poèmes paraissent souvent de manière indépendante, avant d'être réunis en recueils : La Mer, ode dédiée à Gaston d'Orléans en 1628, l'Églogue maritime dédiée à la reine Henriette d'Angleterre en 1634 et l'ode Au maréchal de Schomberg célébrant la victoire de Leucate en 1637 prennent place dans les Vers héroïques. L'ode À monsieur de Chaudebonne, de 1625, est intégrée dans La Lyre. Une autre, adressée à « monsieur le Grand », marquis de Cinq-Mars, est insérée par l'éditeur dans certains exemplaires de ce recueil. Une dernière ode, La Renommée, dédiée au duc de Guise, est publiée en 1654.

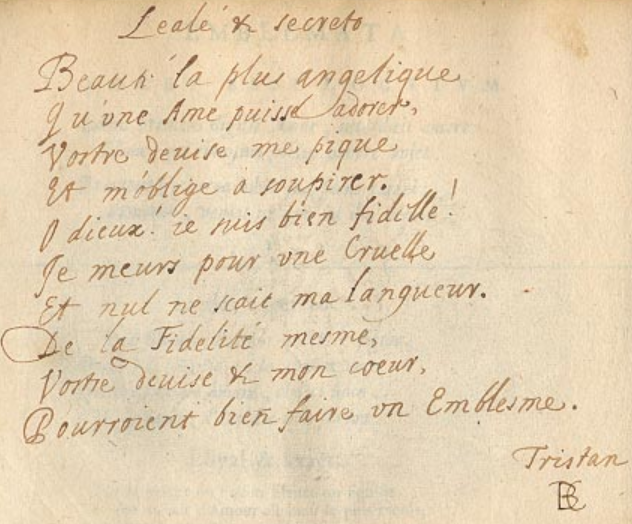
Leale e secreto, manuscrits de Glasgow.

André Blanchard mentionne la participation de Tristan à des recueils collectifs — dont Le Sacrifice des Muses dédié au cardinal de Richelieu, publié par Sébastien Cramoisy en 1635, et le Jardin des Muses publié par Antoine de Sommaville en 1642 ou 1643 — et ce jusqu'à sa mort en 1655.
Des poèmes inédits sont retrouvés et édités au XVIIIe siècle, au XIXe siècle et au XXe siècle. Certains poèmes, comme Les Forges d'Antoigné, ne sont édités qu'en 1955. Les manuscrits de Glasgow notés en marge d'un livre d'emblèmes, les Amorum emblemata de 1608, ne sont découverts et publiés qu'en 1997. Le plus souvent, Tristan ne republiait pas ses poèmes « pour des raisons politiques évidentes », ayant pris « visiblement plaisir à souligner une défaite humiliante pour Louis XIII et Richelieu ».
Dans ses œuvres, Tristan « traite tous les sujets et aborde tous les genres ». Adolphe van Bever ne le trouve « jamais inférieur à lui-même. On trouve de tout dans ces recueils : stances, odes, sonnets, chansons, madrigaux, épigrammes, vers de ballet, prosopopées, tombeaux, prières, morceaux épiques, discours de circonstance s'y mêlent à plaisir ». Attentif « aux modes successives de la poésie mondaine, il n'emploie jamais les formes marotiques — rondeau et ballade — n'écrit pas en vieux langage et demeure circonspect à l'endroit du burlesque ».

Bien que son œuvre poétique « se place sous le signe du sérieux : éloge ou déploration des héros, célébration respectueuse de la Dame, lyrisme amoureux et lyrisme encomiastique pratiqués comme de grands genres issus de nobles traditions », souvent Tristan « tel un nouveau Démocrite tourne en dérision tout sujet de gravité, y compris la poésie : écrivant des tragédies, célébrant Orphée, il prend soin de ne pas permettre au lecteur de l'identifier à son œuvre, il ne se prend pas pour le prince des poètes ».

#### Théâtre
Tristan L'Hermite est l'auteur de cinq tragédies, d'une tragi-comédie, d'une pastorale et d'une comédie. Gustave Lanson en déduit un « tempérament tragique ». Les tragédies « constituent le domaine qui l'a rendu célèbre au XVIIe siècle et qui a permis d'en conserver la mémoire dans les siècles suivants » :
- La Mariane, représentée au théâtre du Marais[B 71] en 1636[B 72] ;
- Panthée, représentée au cours de l'hiver 1637-1638[T 2] ;
- La Folie du sage, représentée à l'hôtel de Bourgogne en 1644[D 1] ;
- La Mort de Sénèque, représentée à la fin de 1643 ou en janvier 1644[T 3] par la troupe de l'Illustre Théâtre[B 73] ;
- La Mort de Chrispe, représentée en 1645 par l'Illustre Théâtre[B 74] ;
- Osman, publiée en 1656 par Philippe Quinault[T 4], mais dont la création remonterait à 1646-1647[T 5] ;
- Amaryllis, d'après Jean de Rotrou[C 5], représentée en 1652[B 75] ;
- Le Parasite, d'après une comédie italienne de Fabrizio de Fornaris[91], représentée en 1653 à l'hôtel de Bourgogne ou au théâtre du Marais[B 76].

Sa production théâtrale peut être divisée en trois périodes : les deux premières tragédies, marquées par « le conflit de volontés tendues et la constante majesté du ton », accordent une grande place aux monologues. La tragi-comédie La Folie du sage et les tragédies de la conjuration adoptent un ton plus « haletant, au dialogue nerveux et incisif ». Il se tourne enfin vers la pastorale et la comédie : comme lui, « Corneille, à la fin de 1651, abandonne la lutte. Il n'est pas exagéré de dire que vers 1652 la tragédie est morte ». Antoine Adam n'en estime pas moins celles de Tristan, « d'une beauté très classique et d'une parfaite pureté de lignes ».

#### Prose
Contrairement à ses poèmes, les ouvrages en prose de Tristan sont publiés sur une brève période — de janvier 1642 à février 1643 — correspondant aux décès rapprochés du cardinal de Richelieu et de Louis XIII. Or, « c'est surtout dans la prose de Tristan que l'on trouve quelques traces de libre pensée, et l'on se demande si la concurrence des dates est un pur effet du hasard ».

##### Le Page disgracié
Tristan L'Hermite est « l'homme d'un seul roman », Le Page disgracié, publié en 1643 dans des circonstances très défavorables : « l'exécution de Cinq-Mars avait fait une impression profonde. Le cardinal était mort en décembre, et tout semblait indiquer que le roi ne survivrait pas longtemps à son terrible ministre ».
L'œuvre, « brève, attachante », est composée de chapitres tracés « d'un trait net, rapide, un peu sec » : cette mise en forme est « nécessaire pour éviter la disgrâce qui pourrait frapper l'auteur — celle d'ennuyer, et pour préserver un droit fondamental du lecteur, celui de lire avec plaisir et légèreté — voire de ne pas lire ». Il s'y découvre « un art narratif très neuf, dont le maître mot est la liberté. Liberté de dire Je », même lorsque « cette volonté de raconter le fragmentaire d'une existence éclatée apparaît comme une volonté de retrouver une unité perdue, de saisir le sens d'un moi qui échappe ».
Dépassant les catégories littéraires, le roman autobiographique de Tristan, « autobiographie ou autofiction », est aussi un roman picaresque, une histoire comique qui « se fait roman d'analyse », un roman d'amour et de mœurs, d'aventures, d'apprentissage où « Tristan parle d'éducation pour insister sur le désastre qu'elle constitue », et enfin un roman à clef dans l'édition complétée par Jean-Baptiste L'Hermite.

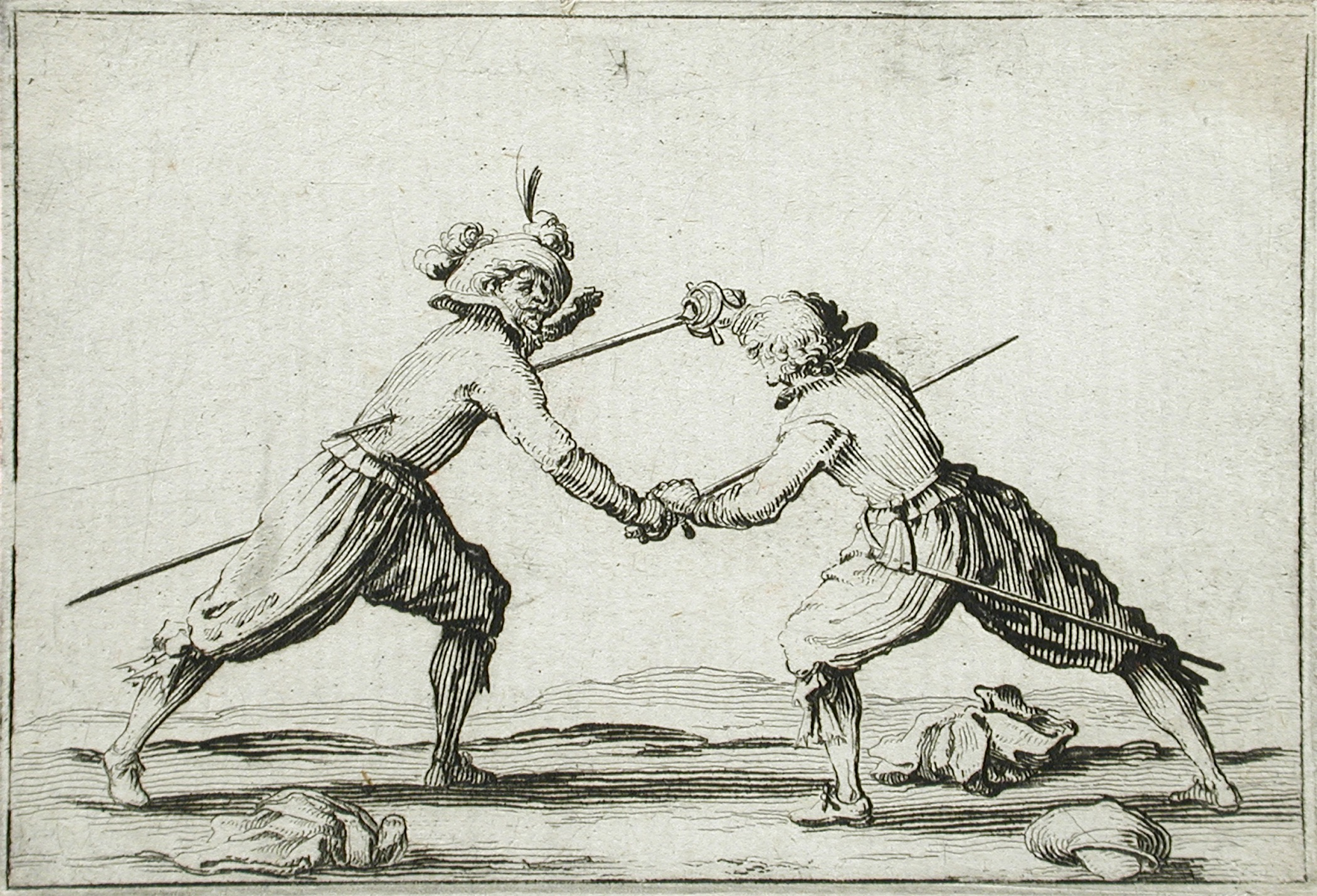
Le duel à l'épée, eau-forte de Jacques Callot.

Le récit s'interrompt après une « évocation de la guerre et de la peste, sur cette soudaine présence de la mort. Mais déjà le ton n'était plus le même ». Le héros « n'est plus le seul disgracié, le champ de l'expérience tout entier semble affecté du même signe. La maladie et la pauvreté finales métaphorisent la disgrâce matérielle et physique, que le récit a fait passer de l'ordre du symbolique dans l'ordre du phénomène ». Marcel Arland suggère que l'on pouvait pressentir cette ombre « dans les souvenirs les plus anciens, les plus légers, les plus heureux : c'était le meilleur temps, ce temps n'est plus et ce temps n'était que cela ».
Le roman « tombe dans l'oubli après la mort de son auteur. La publication en 1667 d'une seconde édition, loin de le sortir de l'ombre, constitue un détournement  particulièrement pernicieux », puisque « cette édition posthume a durablement amené à regarder l'œuvre comme un récit seulement autobiographique ». Le Page disgracié est « sans doute l'œuvre la plus personnelle de Tristan, non par l'authenticité de ce qu'il raconte mais, dans cette façon de transformer sa vie en récit, c'est la part la plus intime et la plus profonde de lui-même qu'il met à nu ».
Patrick Dandrey montre comment « la livrée perdue du page masque et révèle la page rencontrée du livre : la disgrâce du Page autorise la grâce du Texte, la mélancolie du proscrit s'est rédimée en inspiration de l'écrit ». Il importe peu « que tel ou tel épisode situé dans l'enfance ait été vécu plus tardivement — voire pas vécu du tout ! — que le voyage en Angleterre n'ait pas eu lieu à l'époque où le narrateur le situe, et que l'aventure amoureuse qu'il raconte traduise une idylle rêvée plus que le souvenir d'un premier amour ». Le roman de Tristan a « tout pour séduire un lecteur d'aujourd'hui », et Michel Chaillou y voit « le théâtre d'ombres de toute son œuvre ».

##### Autres œuvres
En dehors du Page disgracié, Napoléon-Maurice Bernardin estime que la prose de Tristan n'a « qu'une assez mince valeur ». Ce jugement dédaigneux a été contesté et nuancé. La critique littéraire a révélé comment « les remarques visant les institutions sociales se trouvent surtout dans son œuvre en prose. Cela n'a rien d'étonnant puisqu'il est beaucoup plus facile de dissimuler la pensée dans les ouvrages volumineux que dans les poèmes que l'on apprend par cœur ou les pièces de théâtre jouées devant la cour » :
- Lettres mêlées, correspondance publiée en 1642[B 77] ;
- Plaidoyers historiques publiés en 1643[B 78].

D'autres textes en prose sont attribués à Tristan :
- Principes de cosmographie[B 82] ;
- Carte du royaume d'Amour[C 1].

Des œuvres de son frère Jean-Baptiste lui ont été attribuées par erreur, dont le ballet La Chute de Phaëton,. Charles de Fieux de Mouhy mentionne « Sélim, tragédie représentée en 1645 » comme une œuvre de Tristan.

## Personnalité
Selon Philip Wadsworth, « la tragédie de la vie de Tristan, c'est qu'il fut trop fier, trop franc, peut-être trop maladroit pour réussir à la cour, et qu'il n'obtint jamais le loisir et la tranquillité dont il avait besoin ». Tristan, « pour son malheur vis-à-vis des contemporains, n'a cessé d'être lui-même ». Adolphe van Bever estime cet « esprit original, que rien ne saurait contraindre ni arrêter, digne de représenter l'idéal de son temps ».

### Portrait
La gravure réalisée en 1648 par Pierre Daret pour l'édition originale des Vers héroïques, d'après un dessin du miniaturiste Louis Du Guernier, est le seul portrait authentique de Tristan L'Hermite et a servi de modèle pour deux autres portraits destinés à illustrer ses ouvrages, au XVIIIe siècle, où il est toujours représenté « en buste, de trois-quarts ».

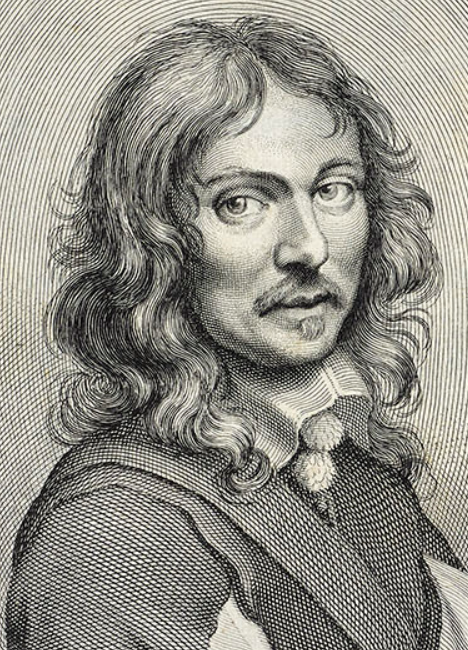
Portrait de Tristan L'Hermite, gravé par Pierre Daret.

Amédée Carriat note dans ce portrait que « la mise sobre du poète — simple pourpoint, écharpe unie en sautoir, rabat sans dentelles — met en valeur la séduction du visage, la splendeur des longs cheveux tombants, la douceur tendre, quasi féminine, du regard, un visage rond aux pommettes remontées, un nez au dessin délicat et, ombrée d'une discrète moustache, soulignée d'une royale à peine esquissée, une lèvre gourmande et sensuelle, qu'on imagine empourprée souvent par la fièvre ».
Jacques Prévot renonce à tracer un portrait du Page disgracié : « Est-il grand ou petit, blond ou brun ? Aucun de ceux qu'il rencontre ne nous apporte de lumière sur sa personne physique. Il les regarde, ils ne le regardent pas ». Tristan est « homme de bonne compagnie, parfaitement honnête et capable de secret, beau et avenant, soigné de sa personne et de manières délicates. Il s'est distingué à la guerre et dans toutes les occasions où un gentilhomme doit faire preuve de courage. Et il joint à ces qualités la culture la plus complète, une conversation agréable et spirituelle, l'art d'écrire le plus joliment du monde en prose et en vers ».
« Que savons nous encore de lui ? » interroge Marcel Arland. « On a prétendu qu'il s'était marié, qu'un fils lui était né et qu'il avait perdu sa femme et son enfant. On nous le montre, vers la fin de sa vie, dans son petit « hermitage » (c'est ainsi qu'il disait lui-même) aux Marais du Temple : pauvre logis mais où, parmi ses livres, devant sa table ou près d'un ami, il est un instant son maître. Nous savons surtout que cet inquiet avait une âme droite et un cœur sincère ».
« Violent, énergique, généreux, homme de cœur en même temps que d'esprit », René Bray le trouve avant tout fidèle « envers ses maîtres, qui ne l'en récompensent pas toujours, comme envers ses amis, qu'il avait su choisir » notamment parmi les écrivains, « Théophile et Hardy qui encouragent ses débuts, Faret et Saint-Amant, ses compagnons de fête, Boisrobert qui le recommande à Richelieu, Voiture, Conrart et l'Académie française qui l'accueillent ».

Marcel Arland distingue Tristan pour sa gentillesse, propre « à décourager la malveillance la plus acharnée ». Amédée Carriat se demande « quel poète peut se flatter de n'avoir jamais essuyé la plus petite épigramme, et qui en prodigua moins à l'endroit de ses confrères ? N'être cité que deux fois par Tallemant dans ses Historiettes, n'est-ce pas le signe d'une évidente discrétion ? »

### Tempérament

#### Mélancolie et nostalgie

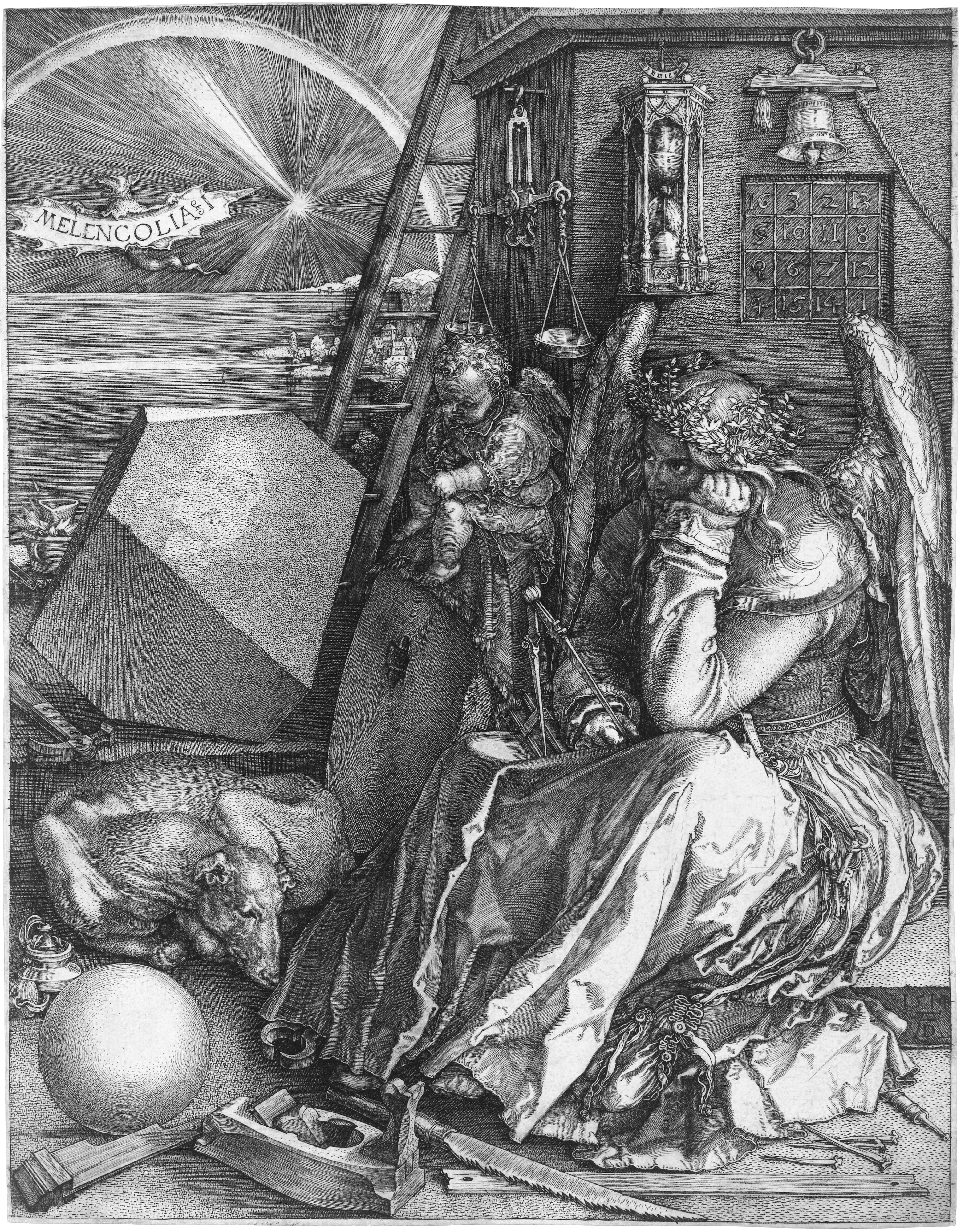
Melancholia I, d'Albrecht Dürer.

Tristan L'Hermite, « poète de la nuit et des amours insatisfaites, des souffrances de l'âme, de ses moments d'exaltation et de profonde dépression, est bien de ces mélancoliques que le XVIIe siècle s'est plu à définir ». Tristan « envoûte son lecteur par la douceur mélancolique d'une plainte qui révèle un cœur incurablement blessé ». Dans Le Promenoir des deux amants, plus qu'une allusion à la métamorphose de Philomèle, c'est le « lyrisme amoureux » qui inspire ces vers :
Ce rossignol mélancolique

Du souvenir de son malheur

Tâche de charmer sa douleur,

Mettant son histoire en musique.
Patrick Dandrey compare la posture du héros représenté en frontispice de la seconde partie du Page disgracié, « la joue reposant sur sa main droite repliée », à « celle qu'adopte l'ange morose et sévère de la Mélancholia de Dürer, que l'on retrouve chez le Penseur de Rodin. La mélancolie, voilà l'humeur dominante du page ».
Le premier départ, dans ce « livre nostalgique », est un arrachement au milieu familial dont témoigne l'absence de la mère, qui n'est désignée que par une périphrase. Maurice Lever nuance « la tonalité générale du Page disgracié, mélancolique mais qui alterne avec de longues périodes de bonheur » : le destin « interrompt le cours des jours heureux et les transfigure en paradis perdus ».
La jeunesse du page n'est « qu'une longue errance. La scène où elle se joue se déplace sans cesse ». Cette errance est « symptomatique. Le page n'a pas de demeure : son histoire n'est que la recherche de ce lieu fixe et sûr qu'est une maison », et « l'ethnologue, autant que le psychanalyste, pourrait insister sur cet isomorphisme de la maison et du ventre maternel ». Ainsi, « ce qu'il y a de plus vrai dans l'épisode du retour à la terre natale, c'est ce qui n'est pas dit mais pourtant si facilement capté, la déception évidente du page ».
Le sentiment « de la perte et du dépaysement est lié à l'exclusion du paradis de l'enfance, à la conscience de la chute dont souffre l'adulte, mais le narrateur n'a jamais vraiment connu la paix et la sérénité de l'enfant. Il a vécu l'enfance comme un mythe, une création imposée ». Tristan sait que « sa tristesse trouve des racines au plus profond de son être et de sa vie ».
Pierre Quillard lui rend hommage pour avoir su, « avant Lamartine et Hugo, intéresser le monde extérieur à la mélancolie des hommes ». Pour Patrick Dandrey, « de la chrysalide du page disgracié était appelé à sortir un poète solitaire et plaintif, qui allait porter pour couleurs et pour armes la tristesse paronymique de son prénom et l'érémitisme synonymique de son nom ».

#### Pseudonyme et patronyme
Tristan est, « de tous les poètes du XVIIe siècle, le plus énigmatique et le plus déguisé » : ses textes manuscrits et autographes sont « d'une insigne rareté ». Le poète, « que son statut rend anonyme, ne se dévoile jamais tout en inscrivant ses vers dans le tissu même de sa propre vie ».
Dans Le Page disgracié, où « pseudonymat et anonymat sont la règle », le héros se présente en Angleterre sous le nom d'Ariston — « nom d'origine grecque, construit sur ἄριστον, le meilleur » ou sur « Aristote croisant Platon dans ce mot-valise » — et ce nom « peut être rapproché de celui d'Ariste dans La Folie du sage ». Ainsi, « alors qu'il est censé raconter sa propre vie, Tristan se désigne par un prénom qui n'est pas le sien, mais qui en est presque l'anagramme. Ce mode de désignation témoigne des relations complexes qui s'établissent dans son œuvre entre fiction et réalité, si bien qu'Ariston n'est peut-être pas plus un double de Tristan qu'Ariste » — nom fictif qui apparaissait déjà en signature de la dernière des Lettres mêlées.
Cependant, « le héros de La Folie du sage est, comme Ariston, victime d'une disgrâce. L'auteur joue sur des effets de paronomase : Ariste fait écho à Ariston, Sage à Page — et, dans ses implications sémantiques, l'adjectif sage n'est pas sans évoquer le patronyme de l'écrivain : L'(H)ermite ». Le nom propre du narrateur est « parasité par des cadres externes. Le contenu du roman lui offre un nouvel emploi, ni désignatif ni vocatif : Ariston et Tristan s'effacent au profit d'une identité portée par une antonomase de nom commun, L'Étranger », dans un contexte où « son champ sémantique expose un sens sociologique — la réputation (se faire un nom), l'origine sociale noble (avoir un nom) et son identité (porter un nom) ».
Le Page disgracié « met en place le dispositif qui rendra possible la création de La Folie du sage. Son héros manifeste un intérêt marqué pour le théâtre, le jeu, la comédie : lorsqu'il ne se déguise pas, il se fait metteur en scène ». L'auteur lui-même « transforme progressivement sa passion pour le jeu en une passion pour le théâtre, trouvant là aussi le moyen de masquer l'identité du Je » : « Je, par conséquent, et Pas-Je » souligne Jacques Prévot.
Dans ses pièces de théâtre, composées « au moment précis où Corneille invente des héros forts qui se définissent dans la proclamation et l'accomplissement de leur moi, le romancier du Page disgracié peint un moi irrésolu, poussé de-ci de-là par tous les vents, ose un romanesque sans héroïsme » et fait prononcer presque le même vers par les personnages de La Folie du sage, de La Mort de Sénèque et d'Osman :
| Ariste Je me cherche moi-même et ne me trouve plus. | Sénèque Mon jugement s'égare en ces biens superflus, Je m'y cherche moi-même et ne m'y trouve plus. | Osman Je ne puis démêler un nœud si fort confus, Je m'y vois, je m'y cherche, et ne m'y trouve plus. |

Tristan fait entendre « une voix différente et se distingue par ses dissonances de ceux qui dogmatisent en tout et n'ont à la bouche que le mot de vérité ». Jacques Prévot y voit, « aujourd'hui, la preuve de sa modernité. N'est-ce pas cela, être libertin au XVIIe siècle ? »

### Caractère

#### Liberté de pensée
Les jugements portés sur la pensée de Tristan sont partagés : « des critiques notables croient qu'il a adhéré au mouvement puissant et secret du libertinage philosophique. D'autres critiques non moins notables, considérant l'absence de conviction dont il ne cesse de témoigner, ne le croient pas libertin du tout. D'autres enfin le présentent comme libertin dans sa jeunesse puis ayant évolué plus tard vers une attitude religieuse ».

##### Tristan joueur

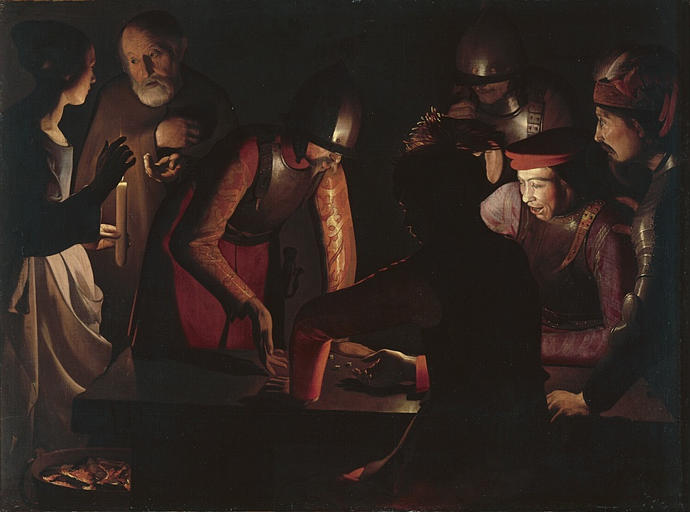
Le Reniement de saint Pierre, de Georges de La Tour.
Musée d'Arts de Nantes.

Comme le héros du Page disgracié, « Tristan est d'abord la proie du jeu ». Urbain Chevreau témoigne que « le jeu était sa passion dominante, et il perdait tout ce qu'il pouvait hasarder ». Pour son malheur, le page, « comme tous les joueurs passionnels, ne triche jamais ou plutôt il ne conçoit pas la tricherie. Il ne la soupçonne même pas chez ses partenaires ».

Dans la société française du XVIIe siècle, « le jeu est inséparable de la luxure » et témoigne de « l'indifférence au salut ». Ces thèmes sont illustrés dans deux tableaux de Georges de La Tour, contemporains du Page disgracié : Le Tricheur à l'as de carreau et Le Reniement de saint Pierre, où « les soldats toujours présents, qui s'en remettent au sort quand s'accomplit le pire péché, celui qui consiste à miser sur les biens terrestres, la vie pour Pierre, le désir d'inverser la fortune pour le Page qui croit que la disgrâce n'est que conjoncturelle », sont également condamnés par les Évangiles,,, : 

« Ils le crucifièrent et se partagèrent ses vêtements en tirant au sort. »

— Mc 15,24
Tristan « donne le ton » de son roman, non par un prologue mais par un « prélude du Page disgracié — avant le jeu », où son antihéros offre « l'image d'un perdant ». Grâce au jeu, cependant, « le page reprend ses droits sur le destin, en lui lançant à son tour défis sur défis. Qu'il gagne ou qu'il perde, du moins récupère-t-il ici son libre arbitre, même si l'espace ludique est celui de la simulation et même si cette liberté est de l'ordre de l'illusoire ».

Enfin, « derrière l'aveu, ne peut-on déceler le bluff du joueur ? » Le narrateur « double la mise, en quelque sorte, pour effacer les pertes en les racontant. Le seul plaisir est ce gain : plaisir de la fiction, plaisir imaginaire comme celui qui pousse au jeu, puisque le plaisir du lecteur ne peut être évoqué que sur le mode de l'incertitude, de l'espoir ».

##### Tristan libertin
Le héros du Page disgracié reconnaît qu'il « ne fut pas longtemps en cette cour sans y prendre la teinture de quelques petits libertinages », même si Jacques Prévot précise que le mot est utilisé « dans un sens atténué ». Le sujet de La Folie du sage exprime « la crise du néo-stoïcisme », philosophie chrétienne qui dominait la pensée européenne depuis le XVIe siècle, mais dont la solution « n'est désormais plus valable ».
Joan DeJean relève que les auteurs libertins se désignent par leurs prénoms : Théophile, Tristan, Cyrano. Jean Tortel admet que « Théophile, Saint-Amant et Tristan revendiquent toujours leur liberté. Sont-ils libertins ? Le premier sûrement, Tristan très probablement ». Pour François-Tommy Perrens, « le libertinage des jeunes années est incontestable » — si Le Page disgracié n'est qu'une autobiographie — et, en 1935, Antoine Adam le signale parmi les « vrais amis » du poète de La Solitude. Tristan « aurait même été l'un des plus extrémistes de ce groupe de libres penseurs ».
Cette thèse proclamant l'athéisme de Tristan déclenche une polémique, d'autant plus qu'elle bouleverse la chronologie, faisant naître l'écrivain en 1595 afin de l'identifier à « un marchand d'étoffes nommé Tristan L'Hermite » que Théophile aurait fréquenté à Amsterdam en 1613, « débauché, buveur, dominé par une femme : pour quiconque a deviné, derrière le masque, la vraie personnalité de Tristan, aucun doute que le portrait soit ressemblant ».
Cette ressemblance est loin d'avoir fait l'unanimité. Amédée Carriat considère que, « de bonne heure, sa mauvaise santé ne lui permit plus ces excès, s'il y en eut jamais ». Il convient de .
En 1937, Raymond Lebègue réfute les arguments d'Antoine Adam, « ingénieux mais fragiles » concernant son libertinage, sa naissance avant 1600 ou sa présence dans les Provinces-Unies. S'appuyant sur « les recherches généalogiques auxquelles Napoléon-Maurice Bernardin s'est livré », il rappelle que « dans les Pays-Bas espagnols vivaient depuis le XVe siècle des L'Hermite qui, comme Tristan, se croyaient issus de Pierre l'Ermite. Le marchand d'étoffes d'Amsterdam était-il leur parent ? Cela importe peu ».

##### Tristan philosophe

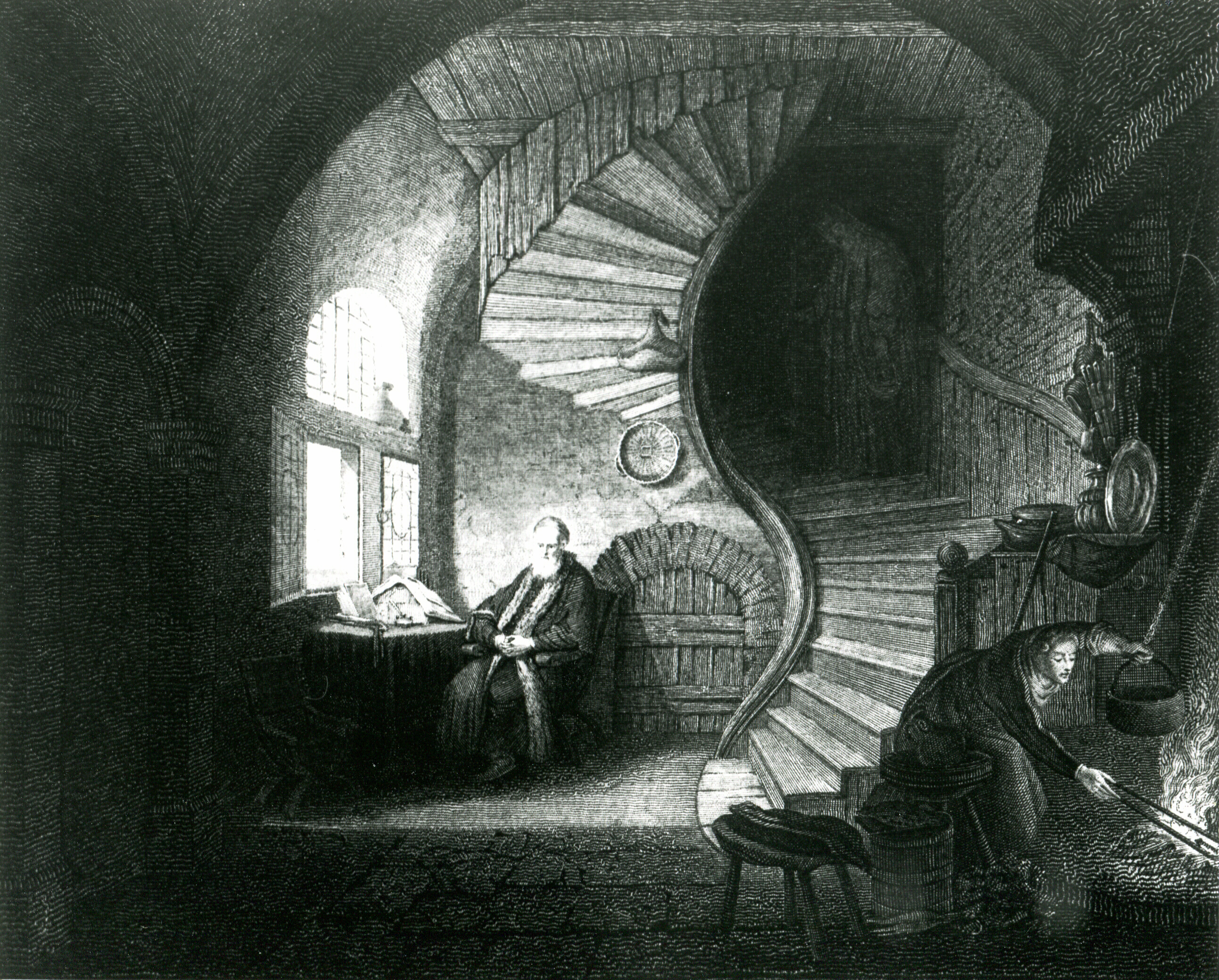
Philosophe en méditation, gravure d'après Rembrandt.

S'il montre « peu de goût pour la métaphysique », Tristan est attiré par l'occulte, le surnaturel et la magie. Il croit à l'alchimie et à l'astrologie. Sous sa plume, « Orphée devient un double d'Hermès, dieu de l'alchimie, emblème d'une poésie ésotérique et magique ».
Le Page disgracié montre une connaissance très précoce de « tous les contes qu'on fait de Jacques Cœur, Raymond Lulle, Arnaud de Villeneuve, Nicolas Flamel et autres, jusqu'à Bragardin ». C'est « avec beaucoup de subtilité et d'humour » que Tristan place sur le parcours de son héros — semé « d'épreuves que l'on pourrait qualifier d'initiatiques » — un homme possédant la pierre philosophale « qui n'est qu'un pseudo-philosophe » sinon un faux-monnayeur, avant l'« authentique alchimiste, le véritable initiateur, Scévole de Sainte-Marthe ».
Antoine Adam, évoquant l'intérêt de Cyrano pour la tradition gnostique, met Tristan au nombre des initiés qui « continuent cette tradition d'une sagesse mystérieuse ». Marcel Arland hésite à voir en Tristan « un esprit fort. Ami de Théophile, de Saint-Amant, de Scarron et de Cyrano, il a pu donner dans ce libertinage où se rejoignaient quelques-uns des meilleurs esprits du temps. Mais il n'y trouve pas une assise, pas même une attitude. Sa clairvoyance, qui le détourne des cris, des gestes ou des protestations passionnées, ne sert enfin qu'à lui faire mieux sentir son échec ».
Cette « histoire romancée d'un apprentissage malheureux » aboutit au « regard lucide d'un homme qui mesure l'étendue de ses rêves inassouvis. À la recherche du temps passé, Tristan ne trouve que l'assurance d'un temps perdu à courir après des chimères ». Son œuvre assimile l'écriture à une « sublimation, même si le sentiment de l'échec existentiel persiste. Ainsi, après avoir renoncé à prolonger le roman de sa vie, dans un élan de sensibilité blessée, il se tourne vers les recours spirituels en écrivant L'Office de la Sainte Vierge ».

Ce recueil est le seul qu'il signe, « sans doute par humilité, en reprenant son nom d'état civil : François L'Hermite ».

##### Tristan catholique

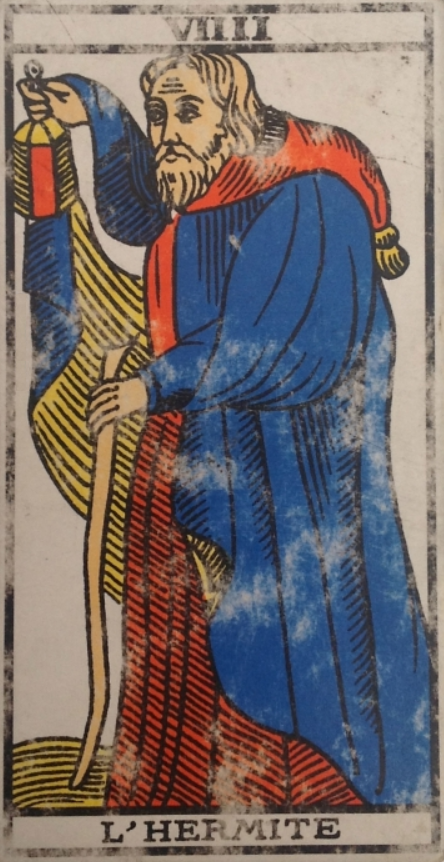
« L'Hermite », du tarot de Marseille.

La poésie religieuse de Tristan est « d'une relative minceur : quelque 3 000 vers, soit un sixième de son œuvre lyrique ». Ses deux recueils, L'Office de la Sainte Vierge et les Hymnes de toutes les fêtes solennelles, « le font ranger dans une catégorie d'auteurs qui ne passent pas pour les plus créateurs : celle des traducteurs de textes sacrés ». Antoine Adam n'y reconnaît plus « l'homme qui aimait le jeu, le vin et les idées audacieuses ».
Napoléon-Maurice Bernardin, qui admire « la franchise de l'accent, la sincérité de l'émotion, la fermeté du style et l'éclat des images », soutient que « dans la poésie religieuse le XVIIe siècle n'avait produit aucun poète supérieur à Tristan avant que Racine donne les chœurs d'Esther et d'Athalie » — opinion nullement partagée par Doris Guillumette, citant la Prière à Jésus-Christ : « Ce qui nous frappe le plus, c'est le manque d'originalité, l'impression que le poète se plie docilement aux exigences du genre. Les images paraissent figées, sans le ressort d'une expérience spirituelle vécue et profondément ressentie » — « saintes palinodies », ironise François-Tommy Perrens.
En 1941, Frédéric Lachèvre « tâche de réfuter la réputation d'athéisme qu'Adam avait faite à Tristan dans son ouvrage sur Théophile » — « injuste accusation qu'il n'a jamais méritée » — en lui opposant L'Office de la Sainte Vierge « comme une preuve irréfutable ». « Certes », réagit Amédée Carriat. « mais en 1646 ! Ne s'est-il pas aperçu que le poète s'y repent d'un « si grand endurcissement » au temps de sa jeunesse ? »
Adrien Baillet observe qu'« il n'est pas rare de voir sur notre Parnasse français des poètes galants touchés quelquefois de tendresse pour la dévotion ». Ces revirements sont fréquents, parmi les auteurs libertins : dans les années de réaction qui suivent le procès de Théophile, Boisrobert donne des gages au parti dévot en publiant une Paraphrase des Sept Psaumes de la Pénitence. De même, « Des Barreaux, le prince des libertins, écrit son fameux Sonnet religieux » et, « sentant la mort qui approche », Saint-Amant « ne se refuse pas aux pensées graves et prend la figure d'un sage chrétien ».
Pour Antoine Adam, « cette application à remplir les devoirs d'un chrétien, cette adhésion profonde à l'essentiel de la foi chrétienne, unies à un scepticisme décidé à l'endroit des superstitions, au rang desquelles figuraient certains dogmes, ne sauraient étonner ceux qui savent combien les meilleurs esprits étaient éloignés à la fois du libertinage et du catholicisme ultramontain ».
Cependant, « pour être devenu chrétien, Tristan n'en demeure pas moins philosophe » et, « à voir les noms de ses meilleurs amis, on se prend à soupçonner que, s'il était devenu sage, il continuait de fréquenter des gens qui ne l'étaient pas » : étant donné l'athéisme de Cyrano ou d'Assoucy, il convient de « savoir discerner derrière eux la présence de Tristan, de Scarron et probablement de Rotrou ». Les lettres de Mainard adressées à Tristan montrent combien « son autorité morale était grande ».

Sans prendre parti, Jacques Scherer conclut que « l'ambiguïté de sa pensée est peut-être le secret de la puissance de son œuvre dramatique ». Les vertus qu'on lui prête sont « celles du sage comme du chrétien : bon, doux et prudent », avec « les qualités de franchise qui font de Tristan un homme si attachant ».

##### Artifice et sincérité
En 1955, René Lacôte présente Tristan L'Hermite comme un « récidiviste du faux-semblant » et son œuvre comme « pure et insincère façade » — critique « injuste » selon Philip Wadsworth, mais qui motive une analyse sur l'artifice et la sincérité dans son œuvre. Cette question permet d'étudier sa libre-pensée, puisque Doris Guillumette est « persuadée que Tristan voile consciemment sa pensée. Il n'ignore pas les avantages de l'artifice. Il ne pouvait en être autrement : le contrôle de l'impression était rigoureux et, à partir de 1624, la pensée forte était surtout clandestine ».

Cette approche a pour conséquence d'approfondir l'anonymat du Page disgracié comme son caractère autobiographique romancé : 

« La vérité s'y présentera seulement si mal habillée qu'on pourra dire qu'elle est toute nue. On ne verra point ici une peinture qui soit flattée. C'est une fidèle copie d'un lamentable original, comme une réflexion de miroir. »

Joan DeJean oppose cette attitude à « la confrontation de La Rochefoucauld avec le miroir pour prétendre à la sincérité ». Le page de Tristan « est conscient de l'inutilité de tels instruments, et porte notre attention sur l'artifice du procédé ». En effet, « l'essentiel est de donner l'impression de la nudité et du réalisme absolu, non pas de présenter véritablement la réalité au lecteur ». Jean Serroy devine une interrogation qui, « à n'en pas douter, détermine la genèse du livre : Comment peut-on être Tristan ? »
Le maniérisme de La Belle esclave more se trouve également justifié : « On sait que ce poème est presque une traduction de Marino, mais ce ne serait pas la seule fois que Tristan imite un autre écrivain pour faire connaître ses propres sentiments » — et, si le dramaturge est tenu de cacher son épicurisme, « on se demande comment Tristan ose même aborder ces questions sur la scène » dans La Folie du sage. En conclusion de son étude, Philip Wadsworth considère qu'« artifice et sincérité, combinés avec bonheur, donnent à ses vers une qualité particulière qui le place en-dehors des autres poètes de son temps ».
Antoine Adam défend le conceptisme de Tristan contre « ceux qui ne comprennent pas que le poète lyrique parle une langue nécessairement artificielle, que la langue des poètes grecs était au plus haut point artificielle, que Baudelaire, Mallarmé, Valéry n'ont pas parlé autrement, et qu'il n'est pas de plus ridicule éloge à faire d'un poète que d'admirer en lui le naturel de l'expression ». Marcel Arland l'estime « à la fois savant et spontané : de là son prix. À l'instant où son poème va nous sembler trop bien conduit, surgit un caprice, un mouvement imprévu, qui n'est plus seulement un mouvement de rhétorique mais un soupir, un sourire, un abandon : l'homme est là ».
Michel Chaillou montre comment, « paradoxalement, c'est la rhétorique, par son artifice même, qui sert la passion. L'artifice sert la sincérité, parce qu'il y a une sincérité de l'artifice, et c'est cela qui fait sa grandeur ».

#### Contraintes matérielles

##### Le manteau de Tristan

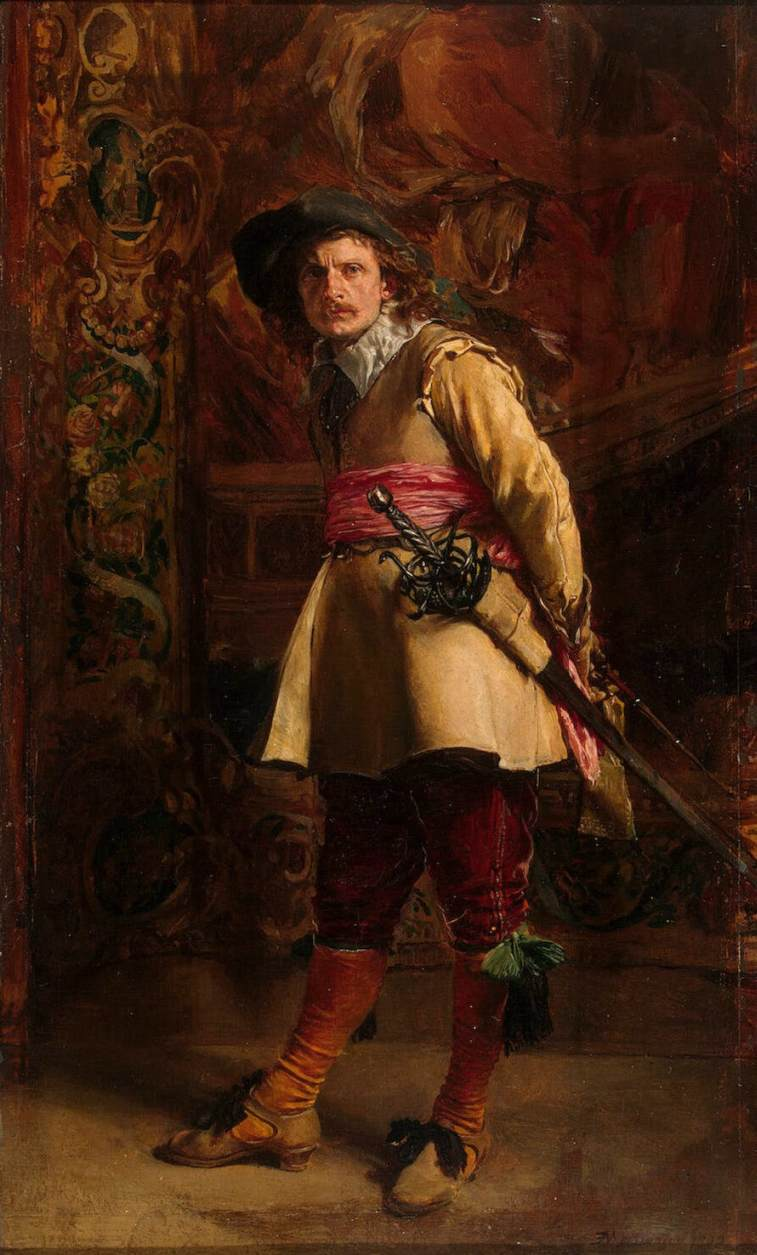
Mousquetaire, d'Ernest Meissonier.
Musée de l'Ermitage, Saint-Pétersbourg.

Évrard Titon du Tillet attribue à Tristan « le sort de tous les fameux poètes, dont le mérite n'a jamais été accompagné de l'opulence ». Antoine Adam trouve Tristan « pauvre, entre les plus pauvres des hommes de lettres de son siècle » et reproche à Napoléon-Maurice Bernardin d'avoir « tenté en vain de nier cette pauvreté ». Paul Pellisson retient qu'« étant poète, joueur de profession et gentilhomme de M. le duc d'Orléans, aucun de ces métiers ne l'enrichit ». Édouard Fournier, qui relève l'ironie de cette ressource du jeu d'argent pour Tristan, rappelle que « le théâtre rapportait peu » — et sa pauvreté, « un peu volontaire, et dont sa piteuse toilette était la déplorable enseigne, devint proverbiale ».

Un mot d'esprit est attribué au duc de Montausier et Habert de Montmor par Ménage, les frères Parfaict et l'abbé Goujet, au médecin Bourdelot par Tallemant des Réaux : 

« [Le duc de Guise] parlait d'un garçon nommé Quinault qui fait des comédies où il y a beaucoup d'esprit : « Vous voyez », dit-il, « c'est le fils d'un boulanger ; il n'enfourne pas mal. C'était le valet de Tristan ; Tristan était à moi, c'est comme Élie qui laissa son manteau à Élisée. — Cela serait bon », dit Bourdelot qui était présent, « si Tristan avait eu un manteau ». M. de Guise ne sut que répondre, lui qui s'était vanté que Tristan était à lui. »

Jean Serroy devine « un facteur commun dans la manière dont Tristan pratique ces trois activités de poète, de joueur et de courtisan : c'est le détachement ». Exprimant son mépris de « l'argent pour l'argent, il est sincère à coup sûr lorsqu'il l'écrit à son ami Chaudebonne » ou, sur le ton d'un madrigal « spirituel et charmant », dans la Plainte à la belle banquière. Au XVIIe siècle, la banquière est une femme intéressée qui compte l'argent de ses amants avant de céder :
Encore qu'à bien compter

Je ne puisse me vanter

Que de mille francs de rente,

Je me trouve plus content

Qu'un avare qui se vante

De plus de vingt fois autant.

Avec Vion d'Alibray, Tristan est « l'un des rares poètes de son époque à chérir à ce point la liberté, à refuser toute chaîne ».

##### Servitude et grandeur
Marcel Arland déplore que Tristan, « né pour l'indépendance, se soit trouvé condamné à la servitude, et à une servitude mal payée ».
La relation d'un poète à son protecteur est simple : « Les Condé, les Montmorency, les Guise ne sont pas des mécènes. Ils n'aident pas les poètes : ils les achètent. En retour se justifie, s'impose presque, l'utilité des poètes. Les odes, les satires, les épigrammes sont utiles au pouvoir. Ils font et ils défont l'opinion publique ». Ainsi, « au-delà de Malherbe, Tristan reste dans la ligne de la Pléiade, vivant du soutien libéral des Grands ».

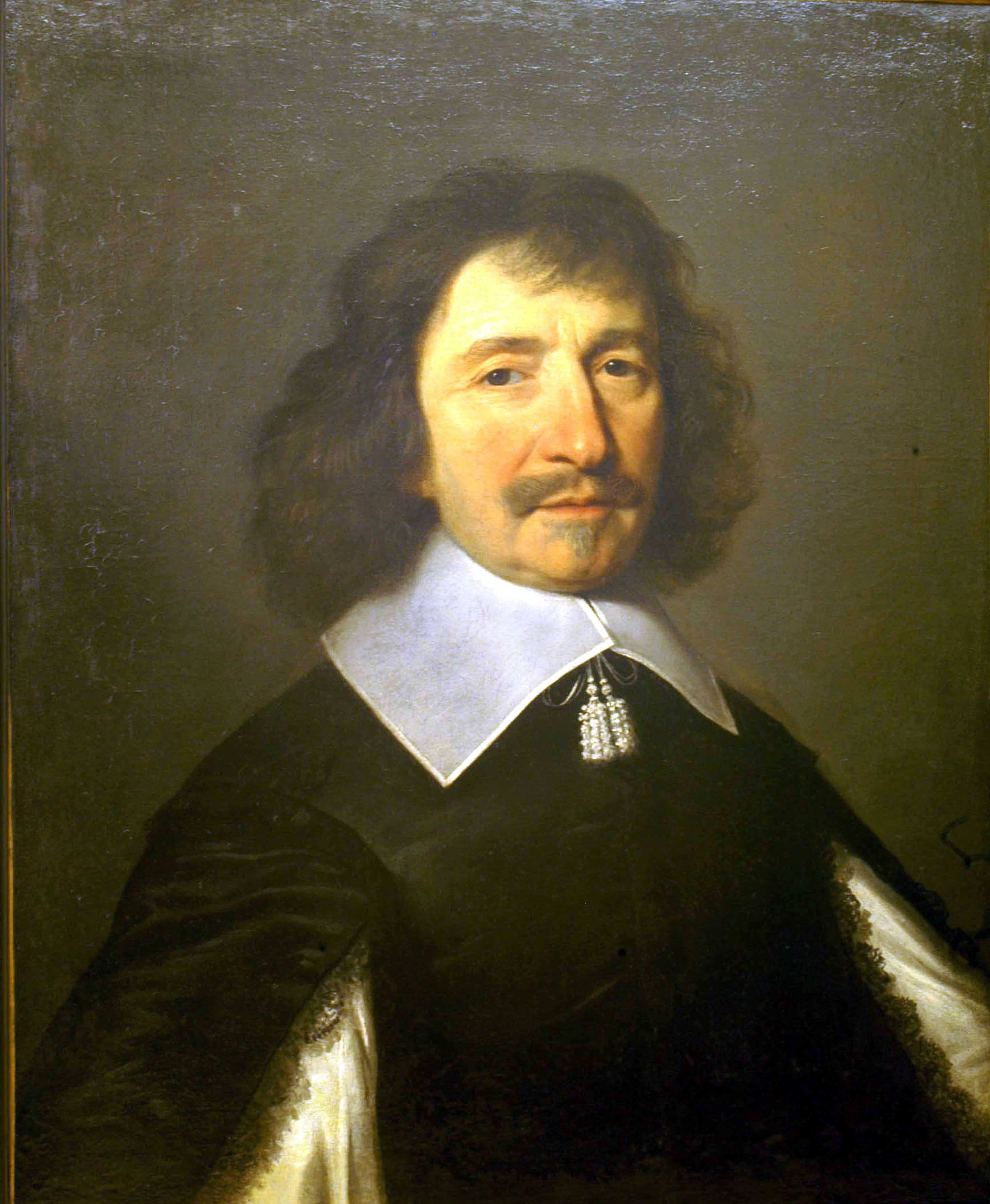
Portrait de Voiture, par Philippe de Champaigne (Musée d'Art Roger-Quilliot, Clermont-Ferrand).

Plus qu'une collection de poèmes composés sur vingt ans, les Vers héroïques sont organisés dans « le souci de dévoiler l'ambiguïté de l'échange entre le poète et son héros », dessinant la courbe d'« agonie d'une relation mythique ». Dès le titre est posé, comme « point de départ, le paradoxe dont le recueil va naître, variations sur ce constat d'échec et propositions de dépassement » : « le Grand ne respecte pas celui qui le célèbre. Il le traite avec une négligence coupable, qui témoigne d'un manque de générosité, c'est-à-dire de véritable noblesse ».
Aussitôt « quitté le champ de bataille, déposée la trompette de la célébration, le poète n'a plus affaire qu'à des ombres et demeure sans salaire ». Cependant, « sans lui, le guerrier n'est qu'un massacreur » et, « si ces vers sont bien héroïques, on ne saurait dire avec certitude que Gaston, Henri de Guise ou même Delorme ou Saint-Aignan sont des héros ».
Tristan met en scène « le déclin de façon toujours plus concise et plus frappante ». Au XVIIIe siècle, l'abbé Goujet s'aperçoit que, parfois « il flatte des courtisans, de qui il espérait des grâces, d'autres fois il reprend leurs vices, et même avec beaucoup de liberté ». Napoléon-Maurice Bernardin le trouve parfois « près de sortir des bornes du respect » : « Tout a été bousculé. Le poète est devenu figure héroïque, après avoir révélé combien le héros était réductible à une illusion dont lui seul est le maître ».

Dans ses Lettres mêlées, Tristan « ne se représente pas comme un sujet exceptionnel, plutôt comme la victime fière et mal résignée d'un système social injuste ». Deux poèmes — La Servitude et des stances adressées à Vincent Voiture — font rimer « bien cruellement » étude avec servitude :
Ma Muse fait tous ses efforts

Pour assembler tous les trésors

Qu'elle trouve dans son étude ;

Mais quoi ? la pesanteur des fers

Que lui donne la servitude

A meurtri tous ses plus beaux vers.
Les Vers héroïques peuvent se lire, « dans la succession habilement concertée des poèmes, comme l'inexorable récit de cette violence faite au Je lyrique même » : le poète apparaît « déclassé et irrémédiablement exilé de sa propre parole, par la multiplication des prosopopées qui marque la fin du recueil ».
La mélancolie de l'écrivain « résulte aussi d'une vision critique de la société qui l'entoure, malgré l'assurance de sa propre droiture et de sa franchise maintenue coûte que coûte ». Jean Serroy n'entend pas « faire pour autant de Tristan un Saint-Simon. La contemplation d'une cour peu à peu asservie entraîne moins chez lui révolte acerbe que distance attristée ». Cette « perte du lien social » aboutit au suicide de la poésie héroïque, où Tristan « s'évoque en tant que fantôme qui s'est épuisé à pourchasser le songe du mécène ».

## Caractéristiques de l'œuvre

### Esthétique
L'art poétique de Tristan L'Hermite se distingue par « une rhétorique de la pointe au service d'une esthétique de la surprise, concetto baroque, maniériste, mariniste voire précieux, mais avant tout tristanien ».

#### Maniérisme
Tristan est un « poète savant, qui cache son érudition par une imitation composite qui brouille ses sources ». Son maniérisme propose une « variation sur les mêmes thèmes, qui permet de se renouveler et de surprendre toujours par une formulation inattendue, d'où le goût des oxymores et des beautés paradoxales : la Belle en deuil, la Belle gueuse, la Belle esclave more ». Le poète « s'amuse même à décrire des œuvres d'art jamais sculptées ».

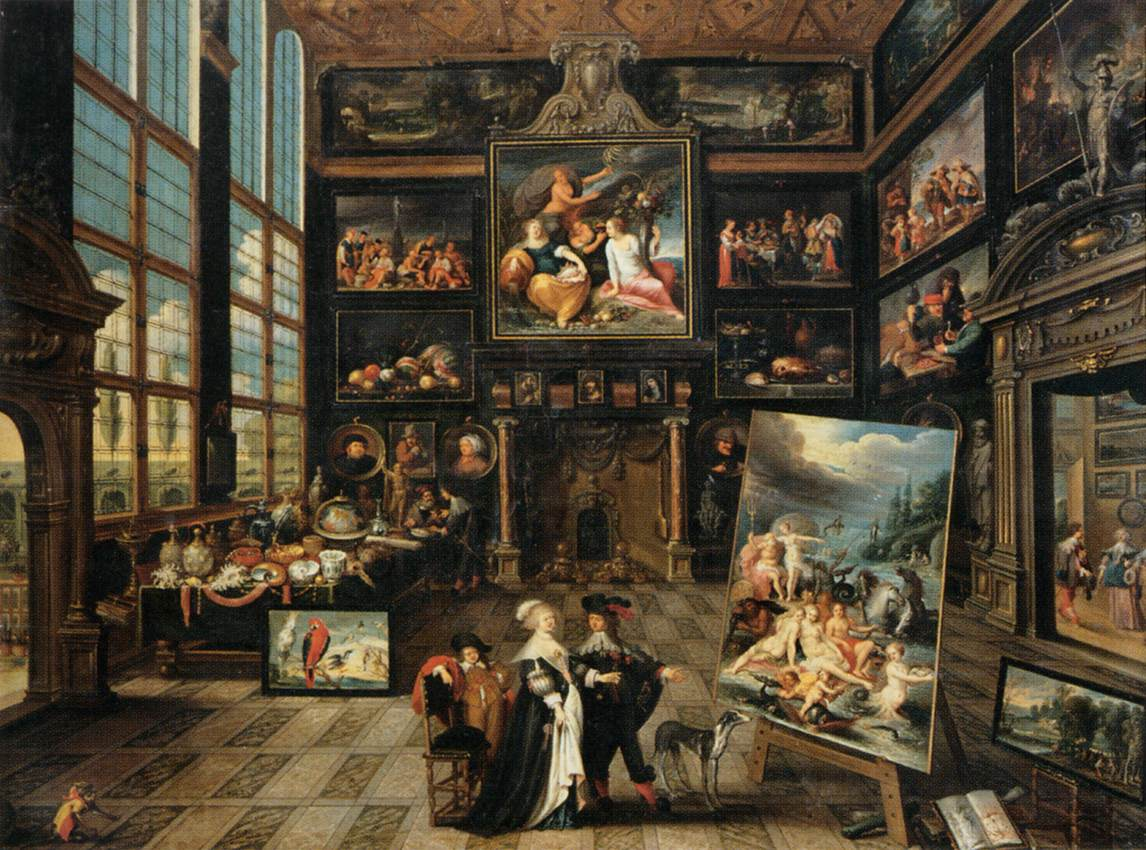
Intérieur d'une galerie de tableaux et d'objets d'art, de Cornelis de Baellieur. Département des peintures du musée du Louvre

La Mer est « maniériste par une rhétorique du contraste et de l'antithèse, par la signification des fantasmes d'engloutissement associant à la nature un moi narcissique ». La Lyre, par sa « composition savante, sous le signe de la négligence, fait de la disposition des poèmes au sein du recueil celle d'une galerie de tableaux. C'est au lecteur qu'il importe de définir son propre parcours dans ce labyrinthe de correspondances ».

Tristan imite à plusieurs reprises la manière de Théophile de Viau : La Maison d'Astrée s'inspire de La Maison de Sylvie, et Le Promenoir des deux amants réécrit La Solitude de manière précise :
Dans ce val solitaire et sombre

Le cerf qui brame au bruit de l'eau,

Penchant ses yeux dans un ruisseau,

S'amuse à regarder son ombre.

L'emploi d'une « même forme — quatrains féminins d'octosyllabes à rimes embrassées — sur le même sujet », avec la même rime initiale sombre / ombre, est un « hommage évident » de Tristan à son prédécesseur :
Auprès de cette grotte sombre

Où l'on respire un air si doux,

L'onde lutte avec les cailloux

Et la lumière avecque l'ombre.

S'il imite ainsi « quelquefois d'autres poètes », c'est toujours « d'une manière souple et lucide, assuré de ses propres dons ». Tristan paraît « néo-alexandrin » par sa pratique « maniériste, au sens où sa négligence savante témoigne d'une inquiétude, d'une indécision déjà patente chez ce tempérament mélancolique, et où le topos est au service du concetto ».

#### Préciosité
Marcel Arland admet que la poésie de Tristan peut « tourner à la mignardise et lasser par l'abus des pointes et des métaphores. Mais sous la parure même il garde sa franchise et son naturel. Le poète des Amours sait donner à l'image précieuse, parfois baroque, une fraîcheur inattendue et souvent une mystérieuse résonance ». Tristan s'exprime parfois « dans la langue des salons, mais avec plus de force et d'émotion ». S'il n'est pas sollicité pour la Guirlande de Julie, quelques poèmes adressés à des familiers de l'hôtel de Rambouillet se trouvent dans La Lyre et un poème des Amours s'intitule La Guirlande.
Antoine Adam rappelle que « Les Précieuses ridicules ne prétendent même pas donner des salons précieux une peinture exacte. Comment a-t-on pu imaginer que Mlle de Scudéry ait jamais appelé un miroir « le conseiller des grâces » ? Et croit-on vraiment que les précieuses demandaient à leurs laquais de leur « voiturer les commodités de la conversation » ? Nous avons d'authentiques témoignages sur la langue des précieuses, nous en savons assez pour comprendre à quel point Molière déforme la réalité ». De fait, « lorsque les Précieuses ridicules parlent du conseiller des grâces, elles ne font que transposer en vile prose une expression de Tristan » :
Amarille en se regardant

Pour se conseiller de sa grâce

Met aujourd'hui des feux dans cette glace

Et d'un cristal commun fait un miroir ardent.
— Le Miroir enchanté
René Bray le trouve « précieux par la moins bonne partie de son œuvre lyrique. Il a consacré une part de sa vie à écrire des madrigaux. Après Malleville et Voiture, il a traité le thème de la Belle matineuse », mais « Tristan vaut mieux que cela, beaucoup mieux ».

#### Baroque

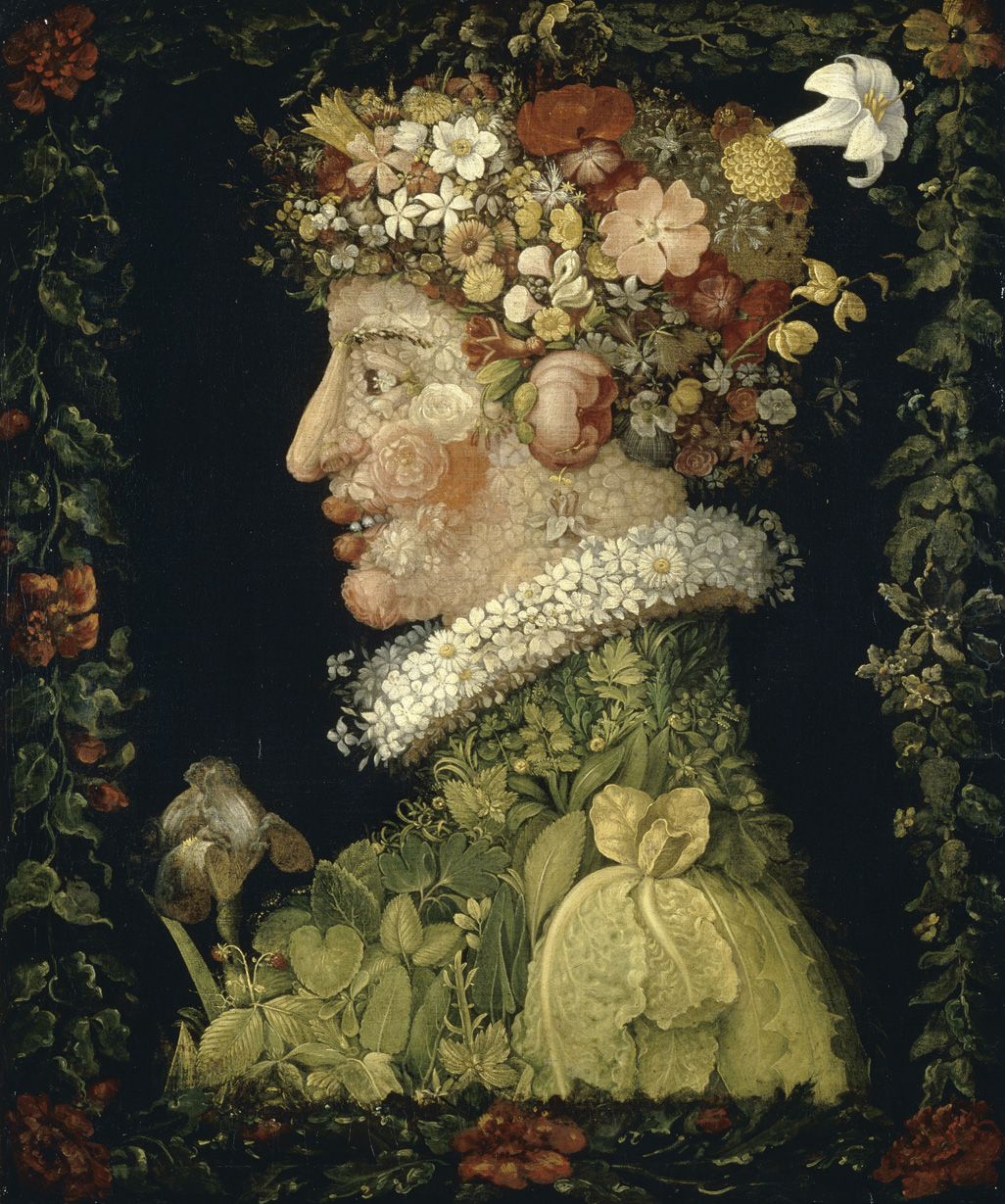
Le Printemps, de Giuseppe Arcimboldo.
Département des peintures du musée du Louvre.

Jean Rousset note que l'« on a vu plus d'une fois le Baroque et la Préciosité se rencontrer. On a vu aussi qu'ils ne se confondent pas » : « Quand le Baroque et le Précieux utilisent la même matière, miroir, neige ou eau, ils n'en font pas le même emploi. L'eau d'un poète baroque est l'image des métamorphoses, du flux et du reflux, du monde en mouvement. L'eau d'un poète précieux est du cristal ou de l'argent potable. La neige est pour Bussières un tourbillon, une danse de papillons et de fantômes volants, elle est pour Tristan le grain d'une peau, la glace d'un cœur, la blancheur d'une main ».

Cependant, des sonnets comme les Agréables pensées ou la Belle gueuse « transforment la femme en statue faite de matériaux précieux ou en visage arcimboldesque », et si « les femmes de Góngora demeurent fidèles aux canons de la beauté pétrarquisante », Tristan montre « un même sens du paradoxe et du contraste » dans la Belle esclave more :
Et l'Ébène poli qui te sert d'ornement

Sur le plus blanc ivoire emporte l'avantage.
La Belle en deuil offre plus qu'« un jeu baroque sur la mort et les ombres fugaces », mais « poursuit avec grâce ces variations sur l'amour et la mort » :
Car vous voyant si belle, on pense à votre abord

Que par quelque gageure où Vénus s'intéresse,

L'Amour s'est déguisé sous l'habit de la Mort.
Tristan décrit pourtant « des femmes réelles au travers de ses métaphores tandis que Góngora les transpose sans cesse dans le monde mythologique, les métamorphose en phénix, en Léda ou en Diane ». Dans ses Amours, « au travers de ce je maniériste qui envahit le vers et s'affirme, de cet amant baroque qui souffre pour étonner, Tristan vise avant tout le plaisir du lecteur. Le recueil échappe à toute monotonie non seulement grâce à la richesse des références mais aussi par sa cohésion ».
La « couleur baroque de Tristan vient de son goût pour la description, qu'il partage avec Théophile et Saint-Amant, ses initiateurs en poésie ». Il étend sa « louange paradoxale » au paysage. Dans ses Lettres mêlées, où « il décrit un beau désert », Tristan « déforme la beauté classique en présentant ces éléments d'une manière inattendue pour créer un sentiment de plaisir basé sur l'horreur ».
Avec son catalogue des arbres, des animaux et sa représentation des tourments des damnés, L'Orphée, « de conception baroque, est un tour de force où le poète se plaît à montrer sa virtuosité verbale ». Pourtant, « certains vers suggèrent le style de La Fontaine dans son Adonis et les tons tragiques de Racine » : « cet Orphée est donc sur la voie du classicisme ».

#### Préclassicisme
L'œuvre dramatique de Tristan « n'a ni la puissance, ni la souveraine beauté de la grande œuvre classique. Elle n'en assume ni le sens tragique ni l'obsession. Elle n'a pas sa profonde unité. Elle semble faite d'essais, de tentatives, de coups d'audace plus ou moins heureux. Ce sont des membres épars, qui laissent rêver d'un corps parfait ».
Considérant La Mariane, Marcel Arland soutient que « la dette de Tristan envers Hardy semble de même importance que celle de Racine, pour Phèdre, envers Euripide, Virgile et Sénèque ». Mariamne, « dans sa violence fumeuse, reste rudimentaire : le vers est maladroit, empêtré dans une lourde rhétorique, et l'expression souvent plate ou brutale. La pièce de Hardy peut frapper, mais elle ne séduit pas. Elle propose une illustre fable mais ne nous laisse pas y participer. Avec La Mariane de Tristan, une autre époque apparaît, un autre esprit, un art véritable ».
Dans ses poèmes, Tristan « n'est pas toujours précieux : il sait parler une langue harmonieuse et simple ». Ainsi, « quoique romantique à sa manière, il faut le considérer, à cause de la pureté de son style, comme un continuateur libre et génial de Malherbe et un précurseur important du classicisme. Il pousse très en avant la formation du langage poétique dont La Fontaine et Racine sont les héritiers. Il possédait assurément une des plus belles voix lyriques du XVIIe siècle, une voix qui nous touche encore aujourd'hui ».
Adolphe van Bever admire cette langue « pure, d'un éclat recherché, mais sobre et d'une forme tellement classique que peu de lecteurs s'apercevront que son texte a subi de légères modifications orthographiques » dans les éditions parues au XXe siècle. De fait, « la qualité littéraire des Plaidoyers historiques a contribué à l'élaboration de la prose française classique ».

#### Réalisme
Le Page disgracié est « un monument de la fiction réaliste en France ». Tout y est « conté avec aisance, sans recherche, dans une langue un peu négligée mais d'un parfait naturel. C'est une suite de tableautins prestes et charmants, à la manière d'un Téniers plus subtil, où la société du temps se trouve surprise ».

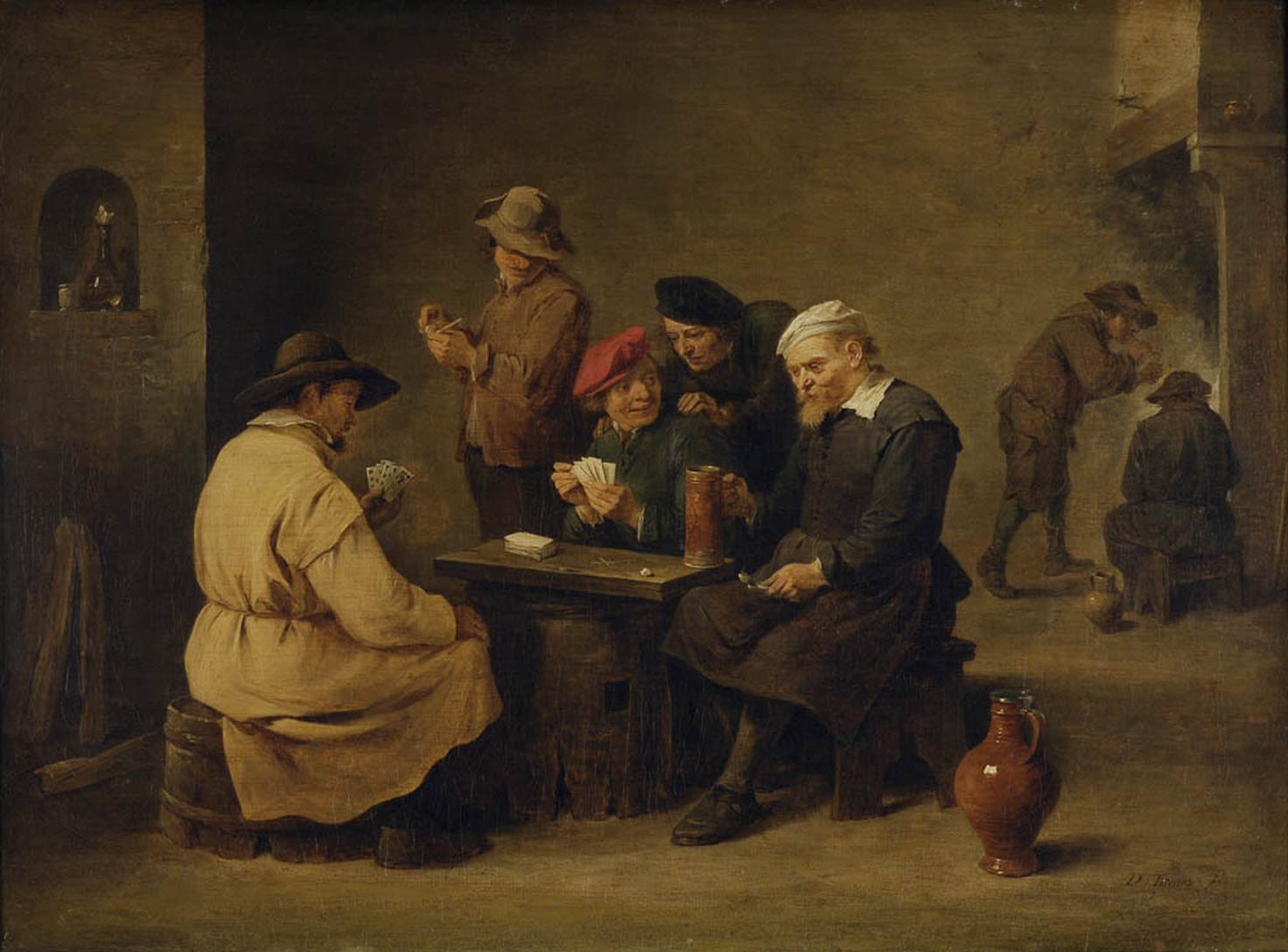
La partie de cartes, de David Teniers le Jeune.
Musée des Beaux-Arts de Strasbourg.

Tristan peut « filer la métaphore poétique ou s'en tenir au trait juste dans le portrait bref, n'exclut jamais le mot technique quand il est nécessaire, passe sans effort du grave au pittoresque, de la scène d'amour à la scène de comédie, excelle également dans la mise au jour des ridicules ou dans la production d'estampes à la Jacques Callot ». Considérant certains passages d'un « réalisme un peu gros », Marcel Arland imagine ce que Zola aurait écrit. Jean Tortel élève sa poésie jusqu'à un « érotisme à vif » mais Amédée Carriat trouve « plutôt chez lui une aversion innée de la vulgarité. Toute sa nature semble s'insurger contre un réalisme grossier ».
En revanche, les scènes de combat du Page disgracié sont « d'un réalisme saisissant : ils peignent les horreurs de la guerre de façon si vivante » que les louanges adressées au roi se teintent d'ironie et que « le passage sur la question d'honneur annonce la tirade sur la gloire dans les Lettres persanes. Il n'a pas été relevé par les critiques, placé discrètement entre deux atroces tableaux de guerre ».
Pour Le Parasite, Tristan « situe son personnage dans la réalité quotidienne du temps » et tient « à parler le langage de la rue. Ce n'est plus le style châtié des tragédies et des poésies lyriques, c'est la façon de s'exprimer du populaire, libre et peu relevée mais, telle quelle, d'une savoureuse verdeur et souvent d'une étonnante richesse et d'un pittoresque saisissant », où « les dictons populaires, les proverbes familiers, les locutions triviales se succèdent avec rapidité ».
La Mort de Sénèque surprend par « deux de ses aspects les plus réalistes et les plus actuels : l'argent et la police. C'est parce que Sénèque est immensément riche qu'il est menacé et perdu. L'aristocratique conspiration de Pison groupe des gens riches, et leur chute est causée par des pauvres. L'argent est véritablement au centre de la pièce, ce qui est exceptionnel au XVIIe siècle, surtout dans la tragédie ». Dans « les soupçons, les enquêtes, les interrogatoires, les tortures, les aveux, les pièges, les trahisons » qui entourent Néron, « c'est par leur parole et au moment où ils la profèrent que ceux qui sont interrogés décident de leur vie ou de leur mort. Et c'est de cette extrême tension du langage que naît la poésie théâtrale. Jamais la tragédie n'est davantage discours qu'en présence d'une police redoutable ».

### Thématique
L'œuvre de Tristan L'Hermite montre une grande cohérence thématique : « Tout avec Tristan nous ramène à l'amour, la nature végétale, la nuit, les eaux ».

#### Amours
Amédée Carriat considère qu'« une anthologie de la poésie amoureuse serait inconcevable sans Tristan » : « né sous Vénus », le poète « lui doit son charme physique, ses dispositions à la poésie, son goût des arts, son inertie heureuse devenant paresse à l'occasion, sa sentimentalité, sa sensualité ». La Mariane est « la première tragédie française fondée sur l'amour ». Son œuvre permet de « percevoir les battements d'un cœur amoureux, attentif à la vie cachée du silence, de l'immobile et de l'obscur ».
Marcel Arland présente Tristan comme « le vrai poète de l'amour. Il suffit de rapprocher ses poèmes amoureux de ceux de Voiture ou de Malleville pour en surprendre l'accent personnel et l'expérience intime. À peine, de l'un aux autres, l'écart est-il moins grand que des Maximes ou des Caractères aux remarques ou aux portraits de salons ». Le critique reconnaît qu'« il y témoigne de plus de grâce que de force, et de plus de finesse que de nouveauté. Du moins cette grâce et cette finesse ne sont-elles point communes ».
Jean Tortel insiste sur le caractère sensuel de ce « poète de l'amour réel, dont les voluptés se voilent d'une exquise mélancolie ». Amédée Carriat note que « la solitude de Tristan est une solitude à deux, où rôde toujours une présence, le souvenir de quelque tendre visage ». On ne trouve chez lui ni « l'expression d'un culte de l'amour pur aux résonances platoniciennes, ni les marques d'un érotisme offensant la bienséance », même si « le fond de sa nature est pétri de sensualité » :
Ses yeux que le sommeil abandonnait encore,

Ses cheveux autour d'elle errant confusément

Ne lièrent mon cœur que plus étroitement,

Ne firent qu'augmenter le feu qui me dévore.
— La Négligence avantageuse
Tel poème nous fait « participer à l'intimité quotidienne des amants » ou aux « regrets sur une absence ». L'expression passe « sans cesse du plan de l'érotisme à celui de l'Amour », dans un « nécessaire mouvement de va-et-vient ». Le cas de Tristan est « peut-être le plus significatif » parmi les poètes lyriques pré-classiques, ne cessant « d'être en contradiction avec eux-mêmes, ou se laissant surpasser par leur chant ».

#### Nocturnes
Antoine Adam considère que « le début de La Servitude, avec son invocation à la nuit, est d'un ton exceptionnel à cette époque ». Jean Tortel admire le poète qui « se soulève hors de lui-même » lorsqu'il « s'avance et rencontre la Nuit ». Celle-ci lui donne « un accent unique. Elle l'a entouré, elle a pénétré en lui. Il en a perçu les souffles, il les a retenus. Il s'est baigné aux sources nocturnes. Il est illuminé des lumières de la Nuit. Le grand Tristan, encore méconnu car il ne le cède en rien aux plus grands lyriques de tous les temps, est ainsi caché à l'intérieur de lui-même. Il est à lui-même sa propre nuit. Il s'ignorait peut-être, ou peut-être a-t-il été ébloui » par cette « nuit animée qui avait le visage d'une femme. Peut-être a-t-il réellement identifié l'amour à la grande Nuit… S'il en est ainsi, sa poésie est l'héritière du lyrisme scévien ».
Les nocturnes conviennent à son tempérament : « sa mélancolie ne s'accommode pas de la pleine lumière ». La poésie de Tristan suit « une sorte de rivière souterraine qui apparaît par places où elle contient tout le ciel. Instants parfaits » que l'on peut saisir pour « reconstituer une sorte de chant cosmique où le cristal nocturne vibre comme sous un archet, une cadence dont les mouvements s'accordent au cours muet de la nuit » :
Douce et paisible Nuit, déité secourable

Dont l'empire est si favorable

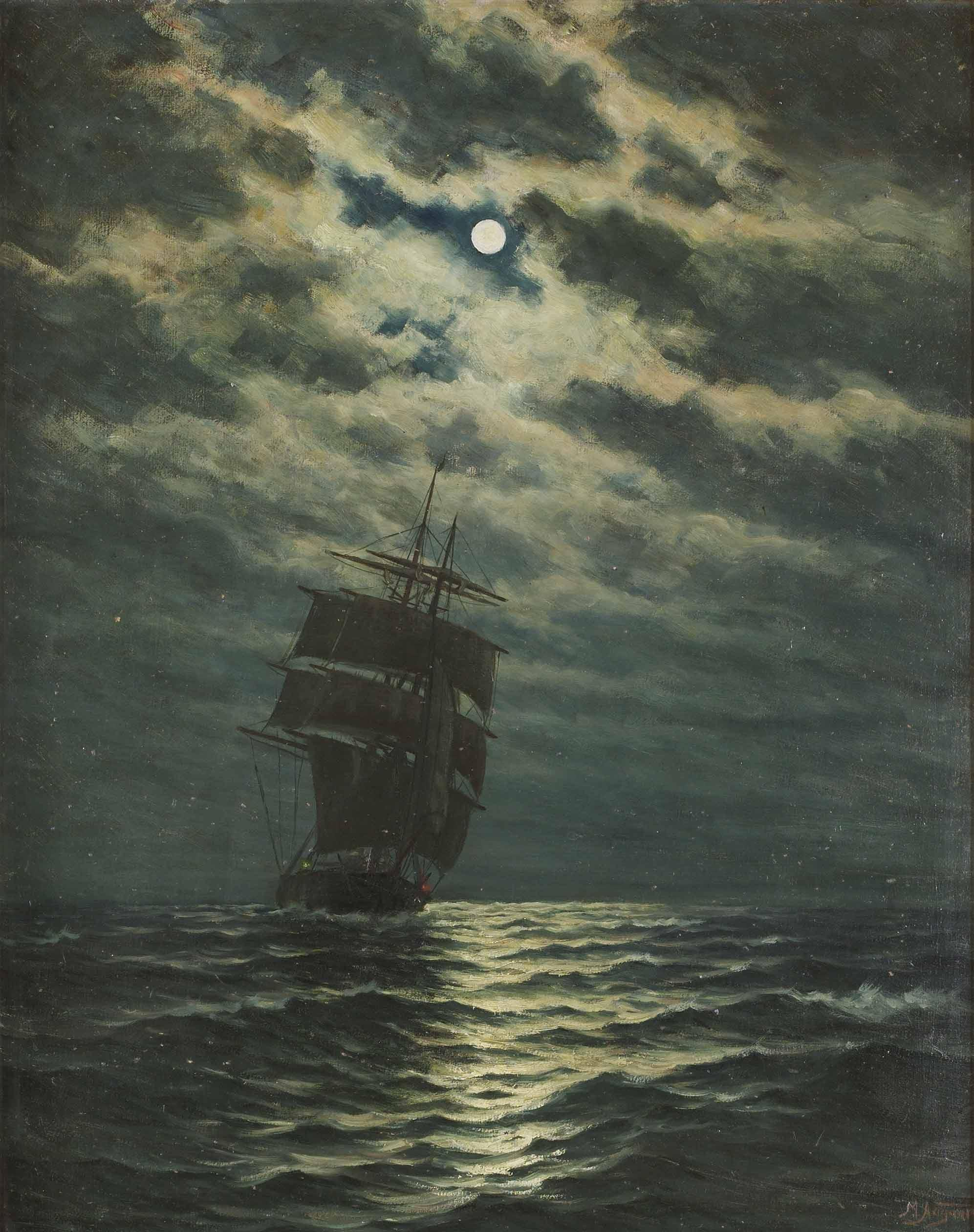
Navire dans la nuit, de Martin Aagaard.

À ceux qui sont lassés des longs travaux du jour,

Chacun dort maintenant sous tes humides voiles,

Mais, malgré tes pavots, les épines d'Amour

M'obligent de veiller avecque tes étoiles.
— L'Amant secret
Nuit fraîche, sombre et solitaire,

Sainte dépositaire

De tous les grands secrets, ou de guerre ou d'amour ;

Nuit, mère du repos et nourrice des veilles

Qui produisent tant de merveilles,

Donne-moi des conseils qui soient dignes du jour.
— La Servitude

Ces vers « sont de grandes vagues heureuses poussées par une main inconnue, mais qui viennent battre nos rivages. Le poète s'y déploie, il nage loin dans la mer. À aucun moment il ne s'effare. Il ne coule pas. Il n'appelle pas. S'il perd pied, on ne s'en aperçoit pas, tant le mouvement est aisé et totale la certitude de retrouver la terre ».

#### Marines
Dès 1892, Pierre Quillard s'émerveille de « la passion en lui quand Tristan parle de La Mer : il l'a contemplée à toutes les heures du jour, il en a saisi le mystère, la force et la douceur ». Un autre poème de jeunesse s'intitule Églogue maritime : « Tristan aime la mer ». Il se montre plus attentif encore au miroir d'« eau qui sommeille du Promenoir des deux amants, à la paresse profonde et la molle oisiveté des Plaintes d'Acante ». Jean Rousset interroge, dans la sensibilité baroque, « la nature de ce rêve au sein du paysage, de cette rêverie liée à l'eau » : dès sa première ode publiée, Tristan accorde son rêve à « la majesté de la mer », illustrant la thèse de Gaston Bachelard qui n'envisage « pas de grande poésie non plus sans de larges intervalles de détente et de lenteur, pas de grands poèmes sans silence. L'eau est aussi un modèle de calme et de silence ».
« Quel dommage qu'au moment de « rendre compte du caractère presque toujours féminin attribué à l'eau par l'imagination naïve et l'imagination poétique », Bachelard n'ait pas songé à Tristan ! » regrette Amédée Carriat, qui cite L'Eau et les Rêves pour son analyse du narcissisme idéalisant : « Devant les eaux, Narcisse a la révélation de son identité et de sa dualité, de ses doubles puissances viriles et féminines, surtout de sa réalité et de son idéalité ».
Jean Tortel analyse ainsi « la permission qui lui est accordée de se replier en lui-même, pour se retrouver, de se promener, de se mirer un moment dans les eaux calmes pour se joindre aux songes de l'eau qui sommeille. Si Tristan invoque Narcisse dans son Promenoir, c'est pour éviter de tomber ». Le poète, « en rêvant de disparaître dans l'eau profonde, en éprouvant la fascination de sa profondeur, subissait peut-être ce que le philosophe nomme le complexe d'Ophélie, assuré que le destin humain prend son image dans celui des eaux » :
Je tremble en voyant ton visage

Flotter avecque mes désirs

Tant j'ai de peur que mes soupirs

Ne lui fassent faire naufrage.
Selon Bachelard, « l'être voué à l'eau est un être en vertige ». Il y a chez Tristan une « obsession de l'eau pure » jusque dans la récurrence du motif de la chevelure, qui « est aussi un centre de métaphore marine et lumineuse. Dans La Mer, elle est blanchie d'écume » et le poème « produit donc une espèce de fusion des formes éphémères que revêtent le ciel, l'eau, la terre et la femme » : d'une part, « il suffit qu'une chevelure dénouée tombe — coule — sur des épaules nues pour que se réanime tout le symbole des eaux », d'autre part « l'Océan même se féminise » sous sa plume.

#### Rêves

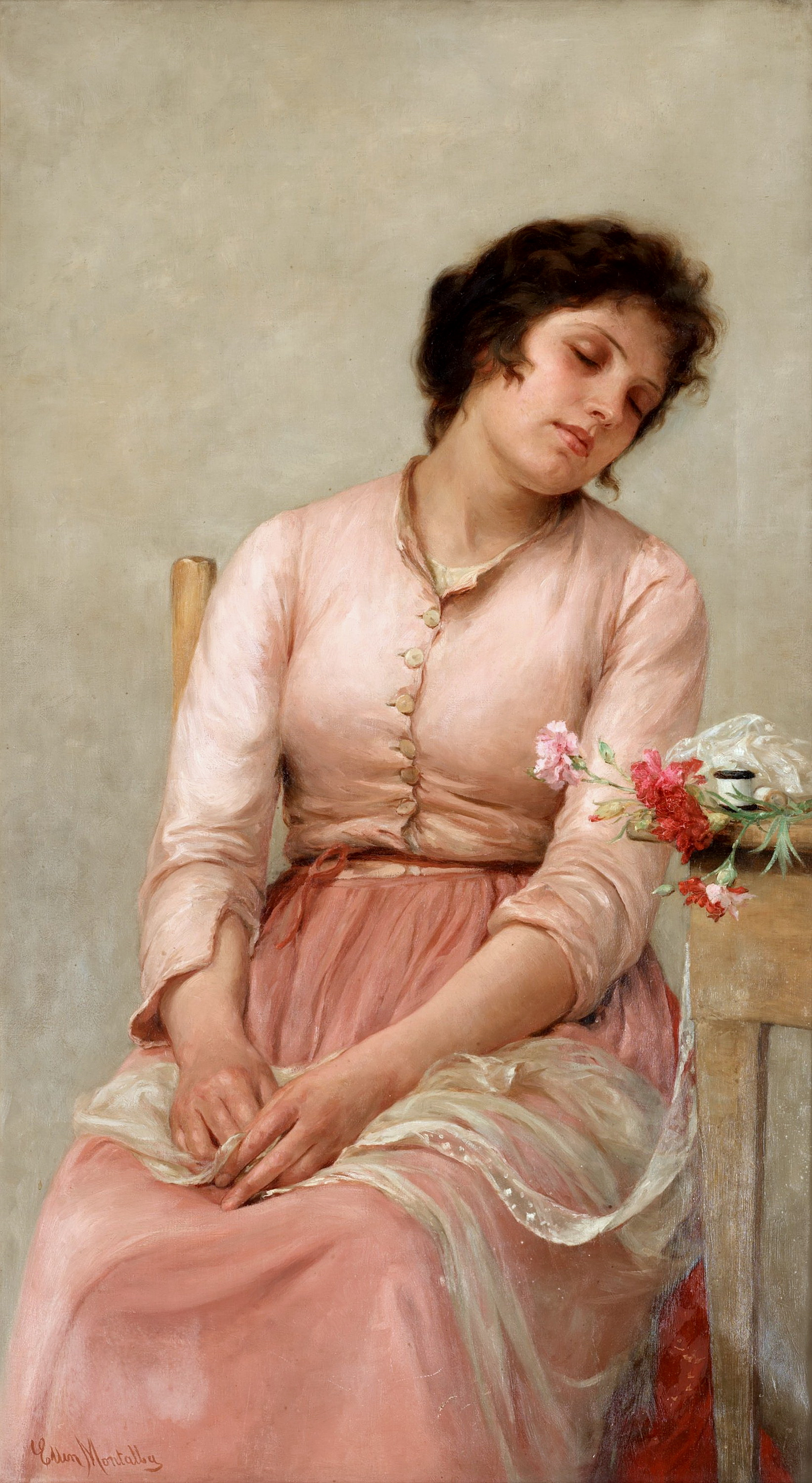
Dreams, d'Ellen Montalba.

Selon Michel Chaillou, « Tristan a la vocation du songe plus que de la nuit ». Citant les Essais de Montaigne (« Les deux voies naturelles pour entrer au cabinet des dieux et y prévoir le cours des destinées sont la fureur et le sommeil »), il considère que « Théophile y entre par la fureur, Tristan plus par le sommeil. Mais ils entrent tous les deux au cabinet des dieux ».
Le rêve est « omniprésent » dans son œuvre : « c'est sur un songe que s'éveille le Tristan des Vains Plaisirs ». Dans ses poèmes, « le songe devient miroir : le rêveur devient le reflet de celle qu'il aime » et « la belle aussi devient alors miroitante. Naturellement, l'eau comme le songe reflète un monde apaisant et idéalement amoureux ». À l'opposé des songes érotiques, plus fréquents sous sa plume, Les Terreurs nocturnes sont « intéressantes pour cet imaginaire qui condense toute une série de figures menaçantes et hostiles, euphémisées la plupart du temps », mais offrant « dans ce cauchemar l'évocation de la chute politique de Gaston ».
Toutes les tragédies de Tristan accordent une place aux rêves : La Mariane « commence avec l'éveil trop précoce d'un Hérode trop peu clairvoyant et s'achève sur l'évanouissement du roi devenu trop lucide ». Le songe de Panthée « annonce toutes les morts en une seule ». Dans La Mort de Chrispe, le songe se dédouble entre « celui de l'empereur Constantin, annoncé par des présages surgis dans la vie éveillée et interprété par celui de Lactance. L'interprétation du songe est ainsi stratifiée entre un rêve qui l'éclaire et la réalité qui le reflète ». Le songe de Sabine Poppée, dans La Mort de Sénèque, « va plus avant dans cette esthétique réflexive. Si Sabine est épouvantée par ce songe, elle ne s'en sert pas moins pour persuader Néron de se débarrasser de Sénèque ».
Cet intérêt porté à l'interprétation des rêves a surpris, au XVIIe siècle : l'abbé d'Aubignac émet des réserves envers le dialogue « sur la nature des songes dans La Mariane », qui « fait relâcher le plaisir aussi bien que l'attention du spectateur ». Scudéry hésite devant « ce discours des songes que Tristan a mis dans la bouche de Phérore, qui n'était pas absolument nécessaire mais, étant si bien lié à la vision que vient d'avoir Hérode, il y ajoute une beauté merveilleuse ». L'interprétation est « poussée à l'extrême dans Osman » : Hérode, « tourmenté d'un songe affreux, s'éveillait en sursaut dès le lever du rideau, tandis que le rideau se lève sur la sultane endormie et rêvant tout haut ».

Par « le jeu comme par l'écriture, Tristan rejoint un autre monde qui est, pour lui, le seul authentique : celui de ses rêves. Dans ce voyage intérieur, Le Page disgracié marque une étape décisive ». Henri Coulet considère que « vouloir séparer le vrai du faux dans Le Page disgracié, c'est ne pas voir la raison d'être de ce livre : il est l'histoire de l'essai fait par Tristan pour maintenir le rêve dans la vie, l'imaginaire dans le réel, et de son échec ». La démarche du romancier aboutit à ce « paradoxe émouvant : c'est par ce refus du compromis et d'un bonheur imparfait que Tristan parvient à préserver son rêve ».

## Tristan L'Hermite, «héritier et précurseur»
Appartenant à une époque « transitoire, post-renaissant ou pré-classique », qualifié de « précurseur de Racine et d'héritier de Marino », Tristan L'Hermite représente « un cas exemplaire » dans l'histoire de la littérature : la critique littéraire a souvent cédé « au démon de la comparaison » pour lui attribuer une « figure d'héritier » et une « figure de précurseur ».

### Héritages

#### Modèles classiques

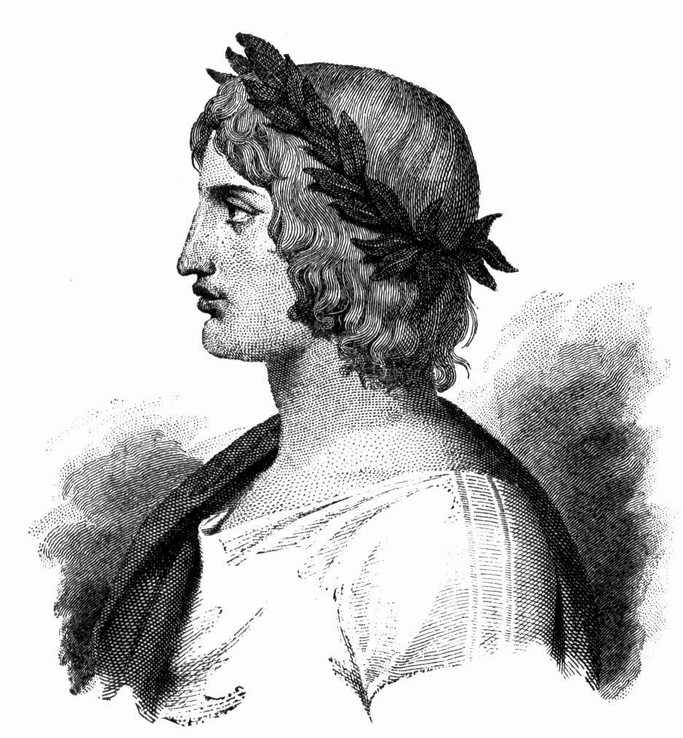
Virgile.
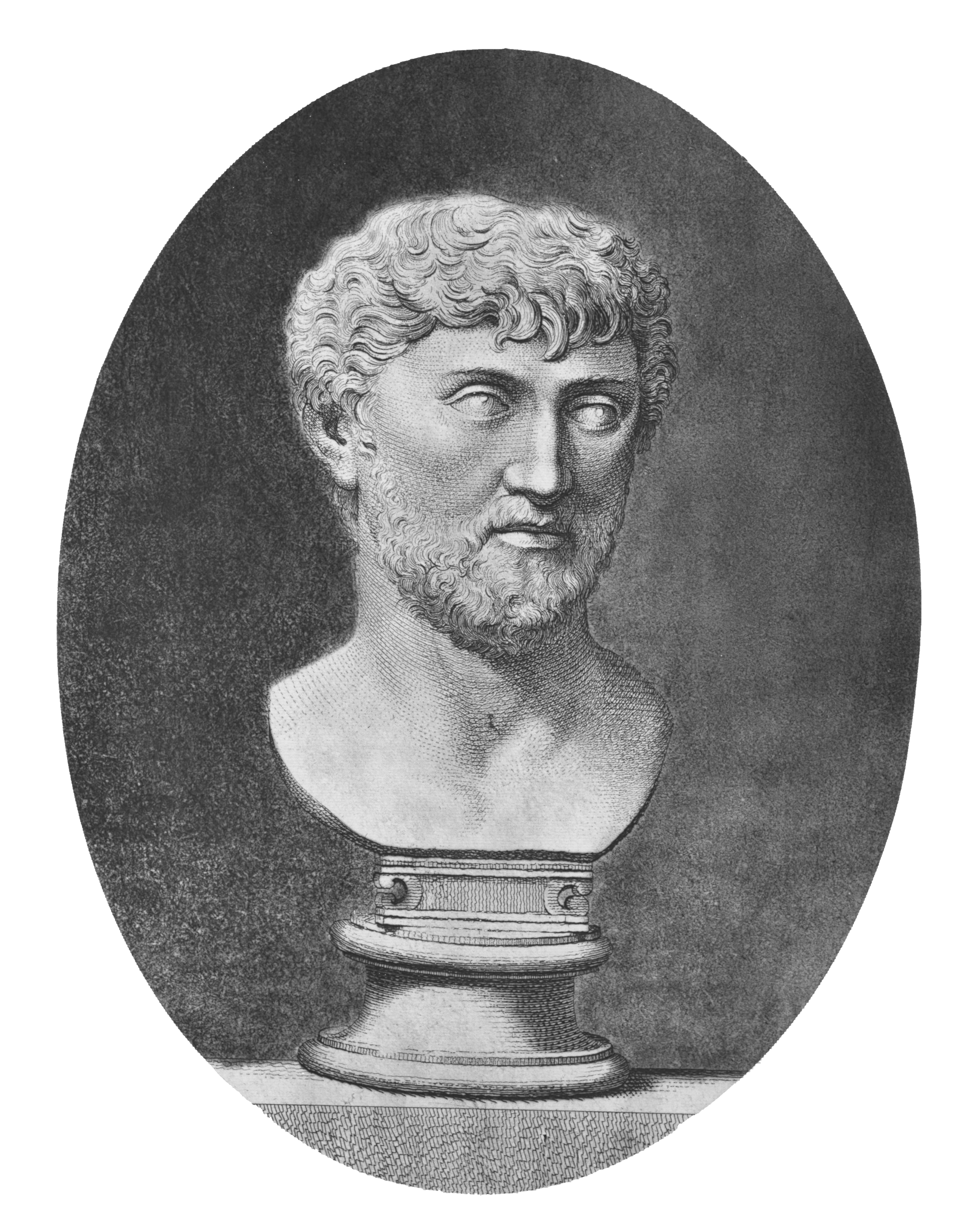
Lucrèce.
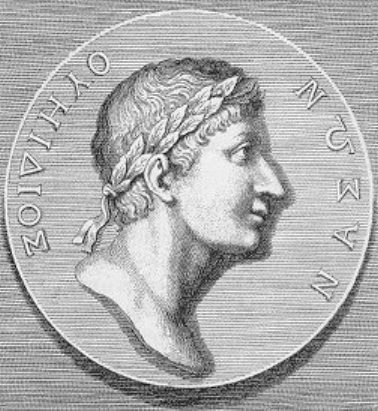
Ovide.

Jacques Madeleine présente Tristan L'Hermite comme « plus instruit que tout autre gentilhomme de son temps ». Ses Plaintes d'Acante sont suivies d'annotations où le poète mentionne les Métamorphoses, Virgile, Horace et Lucrèce, « celui-ci d'une façon inattendue car il en fait, à côté d'Ovide, un inventeur de remèdes à l'amour ». Pour les poètes grecs, Musée, Homère, Théocrite, Anacréon et Pindare, il les cite en latin, et peut-être ne les connaît-il que par leurs traductions latines.
La crise de folie d'Ariste, dans La Folie du sage, offre à Tristan l'occasion de se lancer dans une énumération de noms d'auteurs anciens. Le Page disgracié montre une scène semblable où le héros, atteint de « fièvre ardente accompagnée de frénésie », délire d'érudition scientifique et philosophique : « Tristan pouvait documenter son personnage ». Jacques Madeleine s'amuse de ces « développements que peu d'auteurs étaient capables d'écrire à l'époque » puisque, « de tous ces auteurs anciens, presque aucune œuvre n'a survécu et, de celles qui ont échappé au désastre, un petit nombre avait été imprimé à l'époque où Tristan écrit La Folie du sage. Comment Ariste a-t-il pu composer cette si riche bibliothèque ? »

#### Modèles italiens

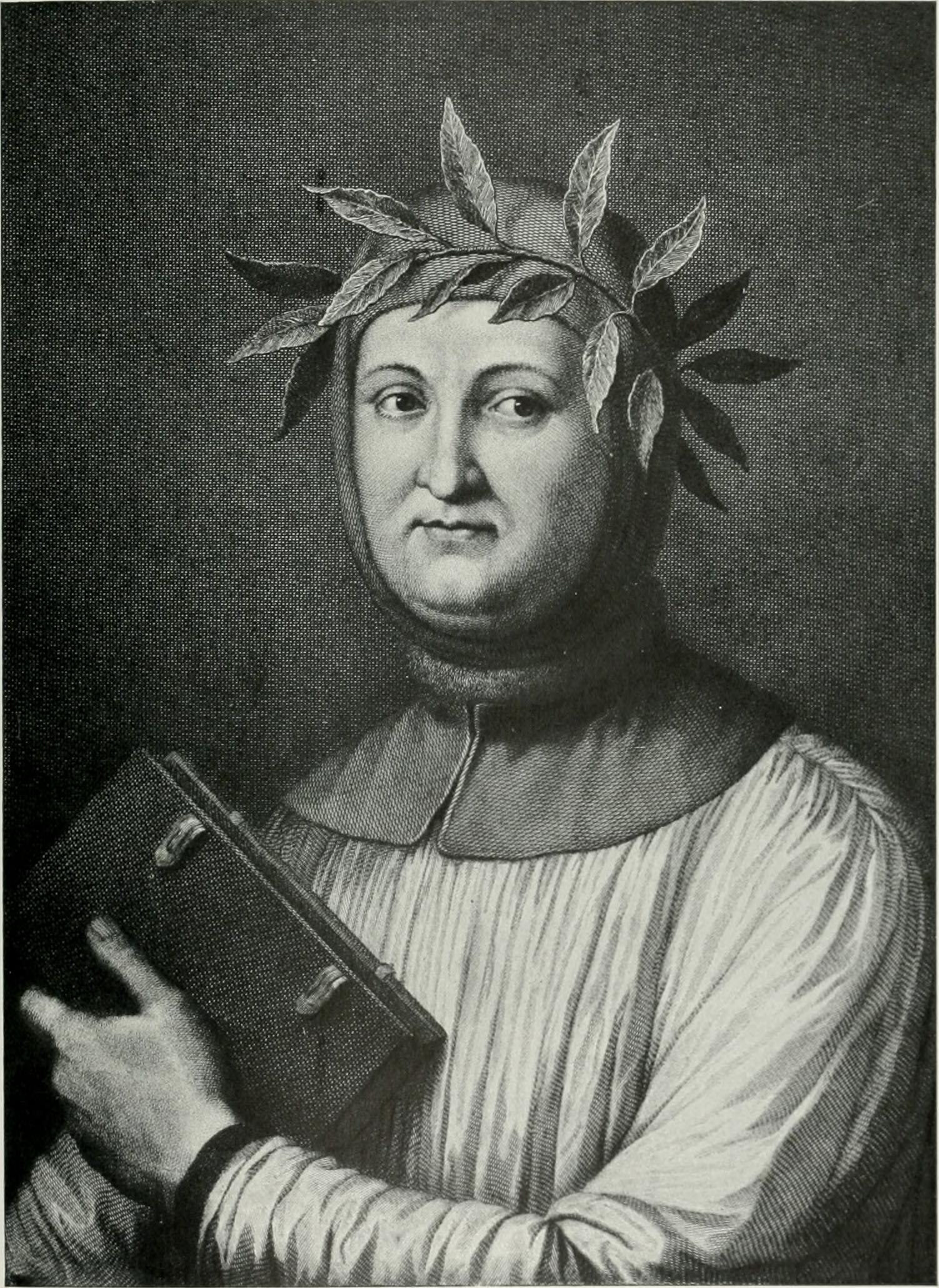
Pétrarque.
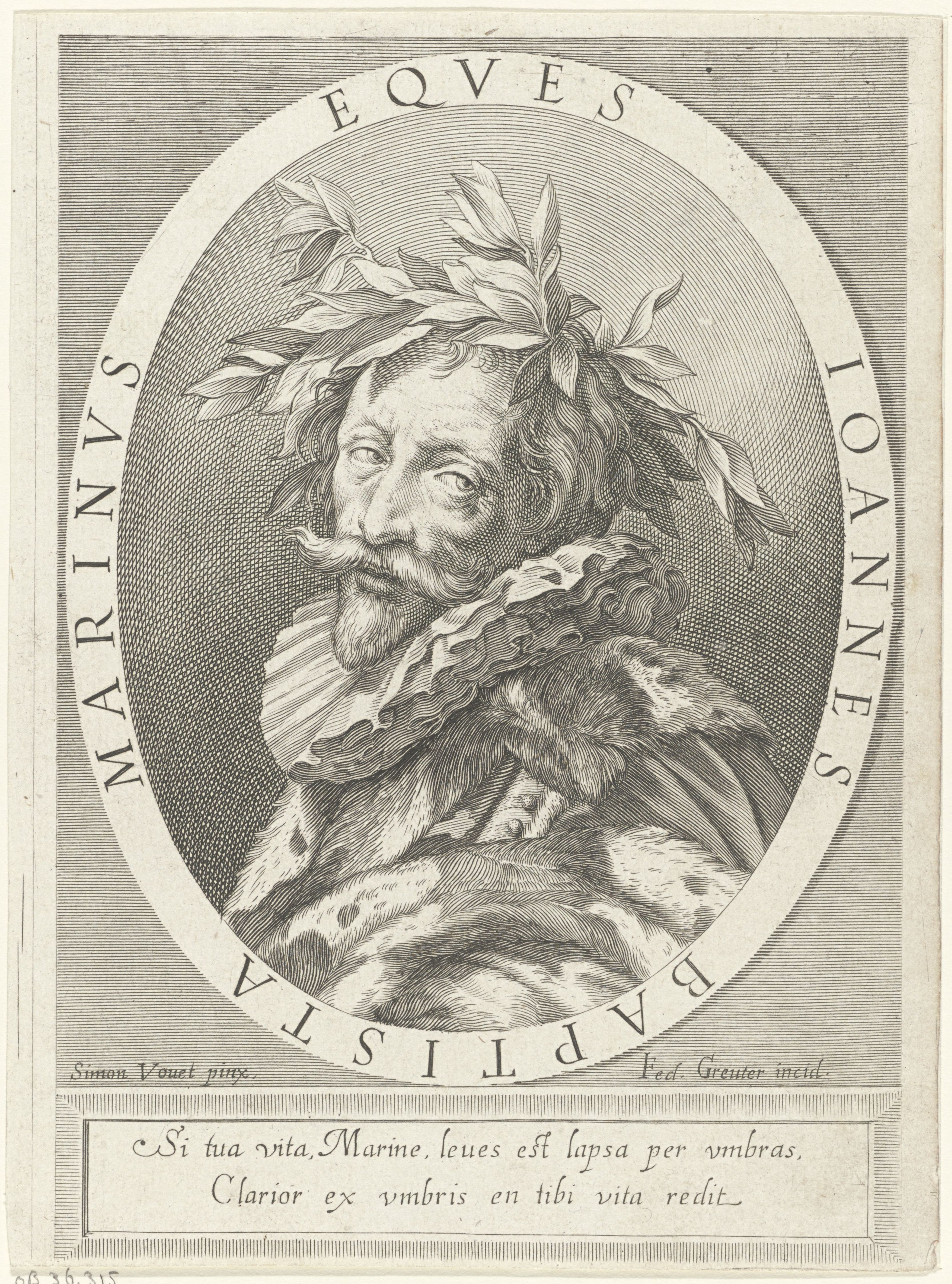
Giambattista Marino.
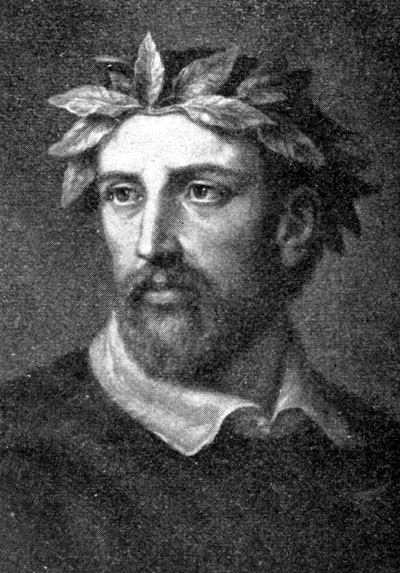
Le Tasse.

Adolphe van Bever reconnaît que « les Latins ont beaucoup influencé Tristan, les Italiens aussi : Ovide et Marino en particulier. Du premier, il a le goût de l'invention, de la fable, du second la préciosité, la pointe, le concetto. Il a une façon charmante d'exprimer la nature, soucieux d'être entendu de ses contemporains ».

Sa poésie offre « les dernières sublimations du pétrarquisme et l'imagerie plus sensuelle de Marino ». Celui-ci fait de l'oiseau « un atome résonant, une voix empennée, un son volant, un souffle vêtu de plumes, un plumage sonore, un chant ailé ». Urbain Chevreau montre comment Tristan reprend ces métaphores au début de L'Ambition tancée :
Aux rayons du soleil, le paon audacieux,

Cet avril animé, ce firmament volage,

Étale avec orgueil dans son riche plumage

Et les fleurs du printemps et les astres des cieux.

Si « la querelle des Anciens et des Modernes l'eût laissé indifférent », Le Page disgracié décrit une dispute entre son héros et un écolier pour décider « lequel l'emportait, pour la magnificence et la beauté du style héroïque, de Virgile ou du Tasse » : 

« Il y eut en la compagnie un grand garçon, fort bien fait, qui dit avec un sourire dédaigneux qu'il n'y avait nulle comparaison à faire de ces deux génies, assurant que le Mantouan surpassait l'autre infiniment. L'audace dont il soutint cette opinion me piqua, je me rangeai soudain de l'autre parti et, bien que je n'ignorasse pas que l'Énéide est un parfait modèle du poème héroïque, je mis la Jérusalem beaucoup au-dessus de Troie et de Carthage. »

Cette querelle aboutit à un duel, tout en annonçant deux vers d'une Satire de Boileau : 
À Malherbe, à Racan, préférer Théophile

Et le clinquant du Tasse à tout l'or de Virgile.
 que Théophile Gautier juge « ridicules » dans Les Grotesques. Jacques Madeleine se demande, à ce propos, si « Tristan aurait eu le courage de s'armer contre Ovide, comme il le fait dès qu'il ne s'agit que de Virgile ».

#### Modèles français

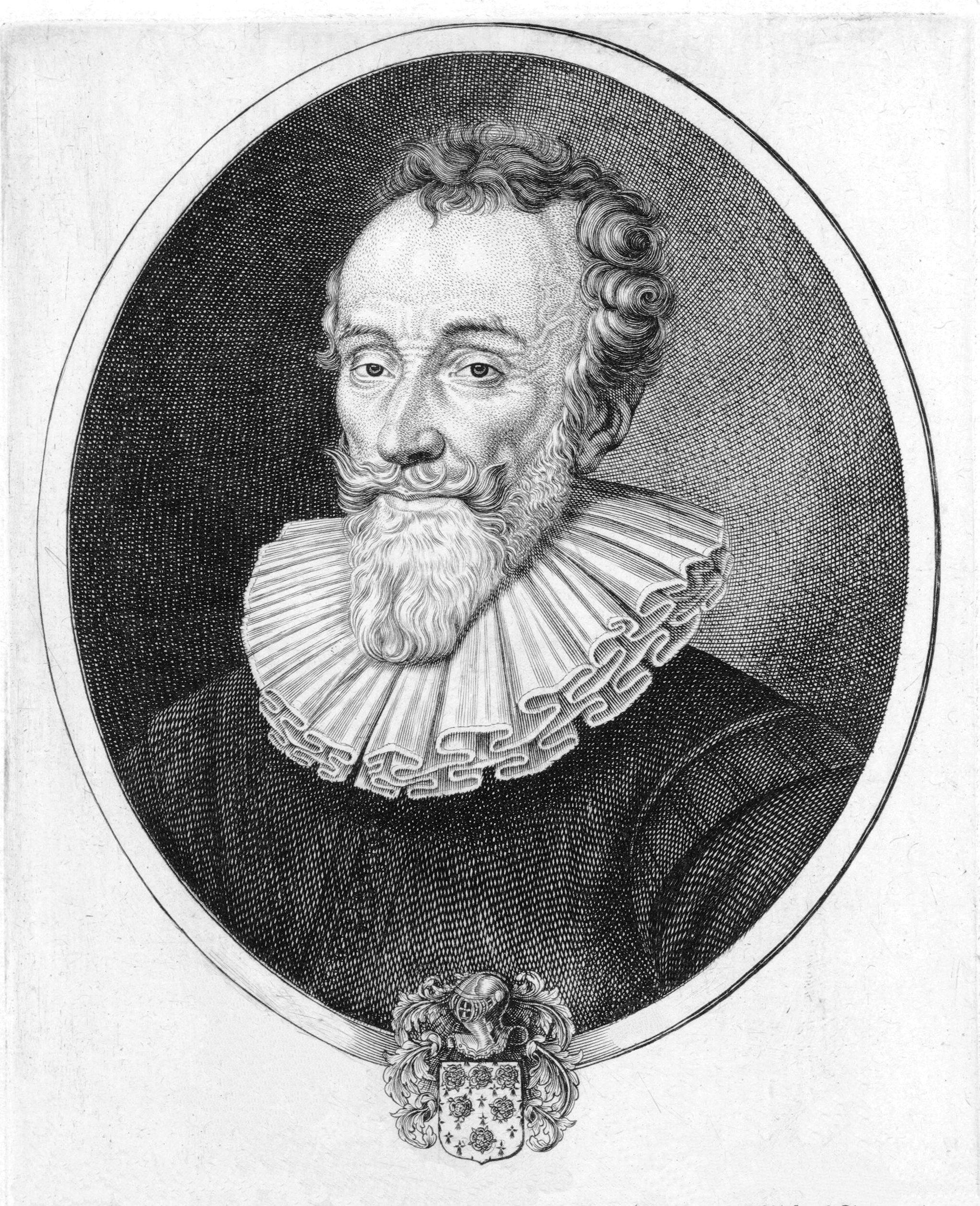
François de Malherbe.

Tristan L'Hermite admire Malherbe « sans en devenir le disciple. Sa belle Consolation à Idalie montre que, tout en exploitant des souvenirs de Ronsard, il sait écrire avec une fermeté et une rigueur toutes malherbiennes ». Amédée Carriat distingue cependant le vieux maître « soucieux des règles et des lois » du jeune poète « soucieux avant tout de librement épancher son cœur ».
Les Misères humaines, dans La Lyre, rendent hommage à ce modèle français après avoir évoqué ceux de l'Antiquité, Homère, Pindare, Virgile, Horace et Ovide :
Malherbe qui fut sans pareil

A trouvé le dernier sommeil

À la fin de ses doctes veilles,

Lui dont les écrits en nos jours

Sont des plus savantes oreilles

Les délices et les amours.
Ayant « beaucoup retenu de la leçon de Malherbe », Tristan trouve « des accents tendres et voilés que l'on chercherait en vain dans le marbre dur des strophes malherbiennes ». Jean Tortel considère pourtant que « l'attitude de Tristan n'est pas différente de celle de Malherbe. Tous deux savent qu'il est une ressource de l'esprit qui ne manquera pas tant qu'ils voudront s'y reporter. La raison que Tristan appelle prudente et forte reste pour lui comme pour Malherbe l'appel unique, le suprême recours ».

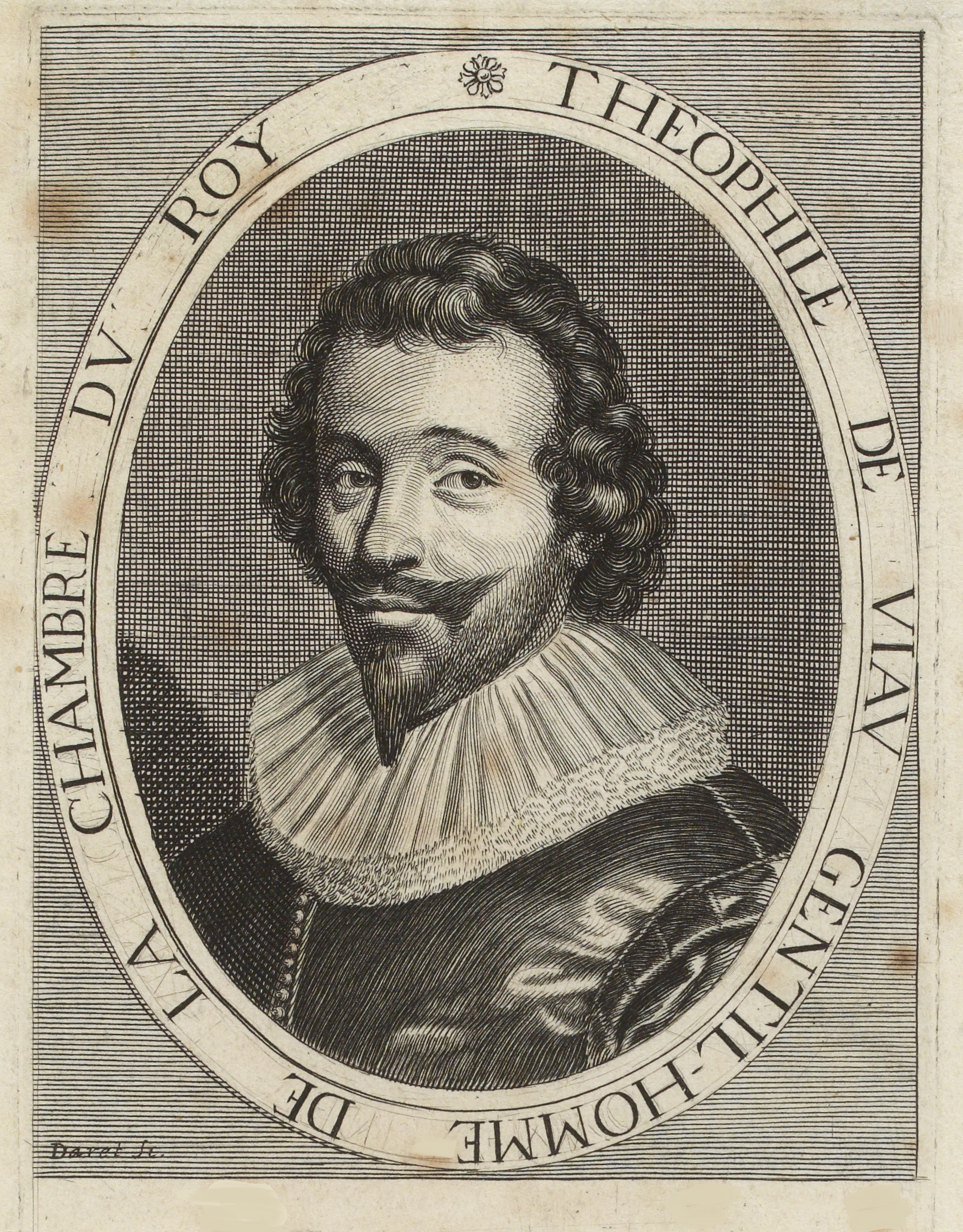
Portrait de Théophile de Viau, gravé par Pierre Daret.

Les rapports entre Tristan L'Hermite et Théophile de Viau sont plus personnels : les spécialistes de la littérature française du XVIIe siècle s'accordent pour identifier Théophile avec l'« écolier débauché qui faisait des vers » rencontré dans Le Page disgracié,. Leur amitié serait déjà ancienne lorsqu'ils participent ensemble au siège de Clairac, sous les ordres du roi, en 1621,.

L'un et l'autre aiment la poésie des « rêveries confuses et douces, le mouvement libre de la fantaisie décrivant, au gré de ses humeurs, les passions de l'amour, une belle journée, un jardin, une source, des forêts, un coucher de soleil. Tout est matière à poésie. Le métier des vers les inquiète un peu, car ils comprennent mal qu'un poète puisse peiner lorsqu'il compose ». Une correspondance entre les deux poètes, réduite à deux lettres échangées en septembre et novembre 1625, est conservée dans le recueil des Lettres mêlées. Ayant lu l'ode À monsieur de Chaudebonne, Théophile adresse ses louanges à son jeune confrère : 

« Votre excellent génie ne démentira pas les prédictions que j'en ai faites. Au reste, ne mêlez point de soucis étrangers à votre mélancolie naturelle, et ne soyez triste que de nom. »

Par-delà ces deux modèles, les poèmes de Tristan renvoient souvent à la poésie médiévale française du Roman de la Rose, de François Villon et de Mathurin Régnier jusqu'à Maurice Scève, et « témoignent d'une connaissance profonde de toutes les traditions poétiques ».

L'étude des strophes prouve « non seulement que Tristan a parfaitement assimilé l'enseignement malherbien mais qu'il manifeste une exceptionnelle invention rythmique ». Philippe Martinon lui attribue la paternité de « douzains que le huitain aab cbccb termine. Ils ne sont pas parfaits, mais c'est ce que le XVIIe siècle a fait de mieux en ce genre ». Tristan l'emploie sous plusieurs formes, dont la plus satisfaisante compose l'ode Au maréchal de Schomberg, « le poème le plus héroïque des Vers héroïques ». Antoine Adam accorde à Tristan « une science des formes lyriques qui ne se retrouve chez aucun de ses contemporains. Il se plaît à former pour ces stances les combinaisons les plus variées. C'était là, en 1648, une science en voie de se perdre ».

#### Le «Shakespeare français»

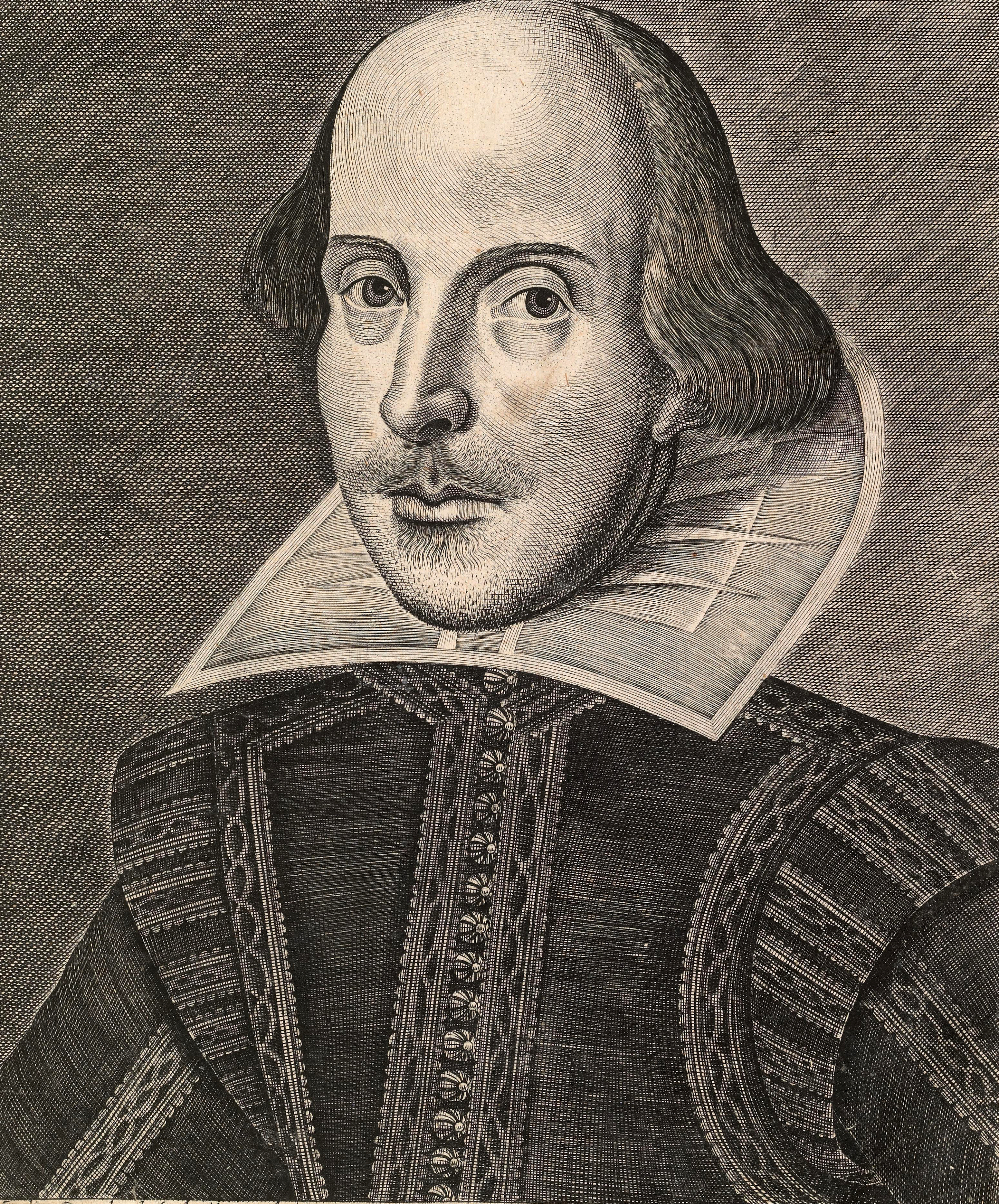
William Shakespeare, portrait gravé par Martin Droeshout pour le Premier Folio, en 1623.

En 1870, Ernest Serret est le premier à trouver une scène de La Mariane « plus shakespearienne que racinienne ». Comparant cette tragédie au « beau drame d'Henri VIII », il considère que « la Mariane de Tristan et la Catherine de Shakespeare sont sœurs : elles habitent le même ciel poétique, presque au même rang ».
Pierre Quillard estime que le drame « précurseur de la tragédie classique » La Mort de Sénèque « n'est pas inférieur aux drames historiques de Shakespeare ». Découvrant La Folie du sage en 1892, il s'amuse d'« une Sardaigne aussi chimérique que la Bohême de Shakespeare » — parallèle étendu par Jacques Madeleine, en 1917 : Le personnage de la tragi-comédie de Tristan « est roi de Sardaigne comme, dans Le Conte d'hiver de Shakespeare, Léonte et Polixène sont, l'un roi de Sicile et l'autre roi de Bohême, comme Thésée est duc d'Athènes dans Le Songe d'une nuit d'été, et comme il y a un prince de Maroc dans Le Marchand de Venise ». Tristan présente la réclamation même de Shylock dans le 28e de ses Plaidoyers historiques.
Napoléon-Maurice Bernardin soutient l'opinion d'Ernest Serret, qui voit dans l'Hérode de Tristan « un de ces rares personnages qui s'emparent de l'âme des spectateurs, comme Othello », en rapprochant également Mariane de Desdémone : « Dans le cadre de la tragédie française, qui ne permet pas les amples développements et les gradations à peine sensibles du drame de Shakespeare, il a su faire une étude assez exacte, assez puissante des progrès, des emportements et des remords de la jalousie pour mériter d'être rappelée même à côté de cet incomparable chef-d'œuvre d'Othello ».
Puisqu'il est établi que « Tristan passe en Angleterre en 1634, son attention a-t-elle alors été attirée sur Shakespeare ? Ce n'est pas impossible, puisque l'analyse littéraire a cru trouver dans Hamlet et Roméo et Juliette les sources de La Folie du Sage ». Cette thèse est soutenue en 1959 par Claire-Éliane Engel : Tristan « ne pouvait ignorer le théâtre de Shakespeare, qui jouissait alors d'une assez grande notoriété », et les rapprochements sont « trop nombreux et souvent trop précis pour n'être que de simples coïncidences ».
Les Plaintes d'Acante sont composées en septains que Philippe Martinon identifie comme des strophes royales — « choix bizarre » qu'il justifie ainsi : « On sait que Tristan se réfugia quelque temps en Angleterre, dans sa prime jeunesse. C'est là qu'il connut cette combinaison, qui y jouissait d'une vogue extraordinaire, sous le nom de rime royale de Chaucer. Ignorant certainement qu'elle fût d'origine française, il crut que ce qui plaisait aux Anglais plairait aux Français, et tenta de l'acclimater chez nous ».
Shakespeare emploie deux fois cette strophe « qui unit à la langueur élégiaque les possibilités épigrammatiques du distique final, distique présent aussi dans le sonnet shakespearien », pour The Rape of Lucrece (« Le Viol de Lucrèce ») et A Lover's Complaint (« Complainte d'une amante »). Si Ovide sert de modèle aux deux poètes,, les Plaintes de Tristan montrent Acante seul qui se lamente sur les rigueurs de sa maîtresse avant d'être rejoint par une « nymphe » qui lui conseille des remèdes à l'amour, alors qu'une jeune fille s'exprime dans A Lover's Complaint, « abandonnée, une fois séduite » et qu'un second personnage « se borne à écouter ».
En 1969, un article intitulé « Le mythe du Shakespeare français » rend compte, malgré « des similitudes nombreuses et frappantes », des « thèmes qui unissent le théâtre de Tristan et celui de Shakespeare touchant l'ensemble de la littérature baroque » : Tristan, comme Shakespeare, « connaît les sujets de grand intérêt de son époque. Il a probablement lu Érasme. Il connaît Rabelais et Montaigne ». Pour expliquer cette coïncidence qui fait encore débat dans la critique tristanienne, il semble quelque peu « téméraire de supposer que Tristan ait pu avoir été influencé directement par Shakespeare ».

La tragédie française du début du XVIIe siècle, « comme le drame élisabéthain, ne se préoccupe guère du respect des règles et manifeste un goût pour la violence ». Ainsi, les « tragédies de la vengeance » de Tristan ont pu aussi être comparées à celles de Marlowe, Kyd, Webster, et Ford, : « Par ses qualités et par ses défauts, Tristan fait figure d'un Élisabéthain transplanté en terre française ».

### Influences

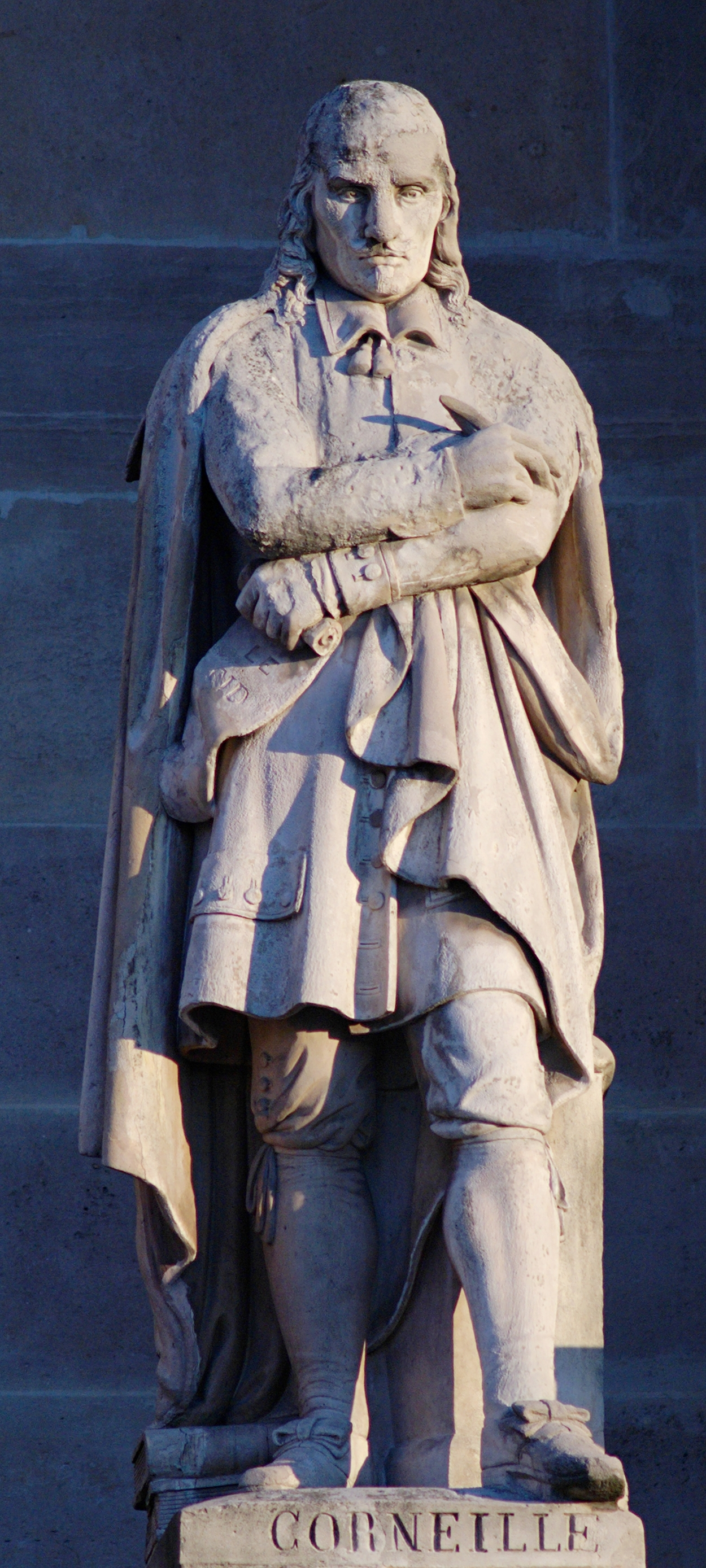
Corneille.
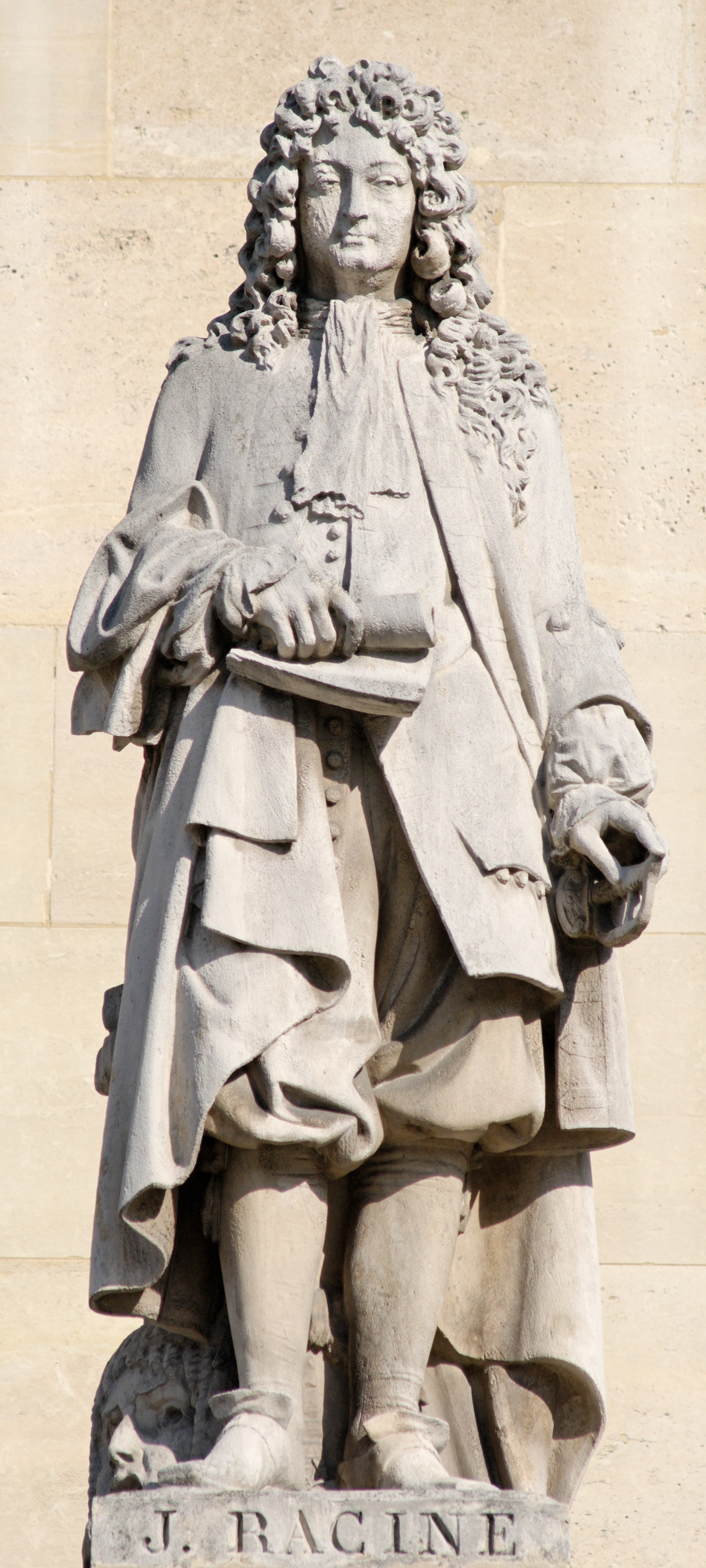
Racine.
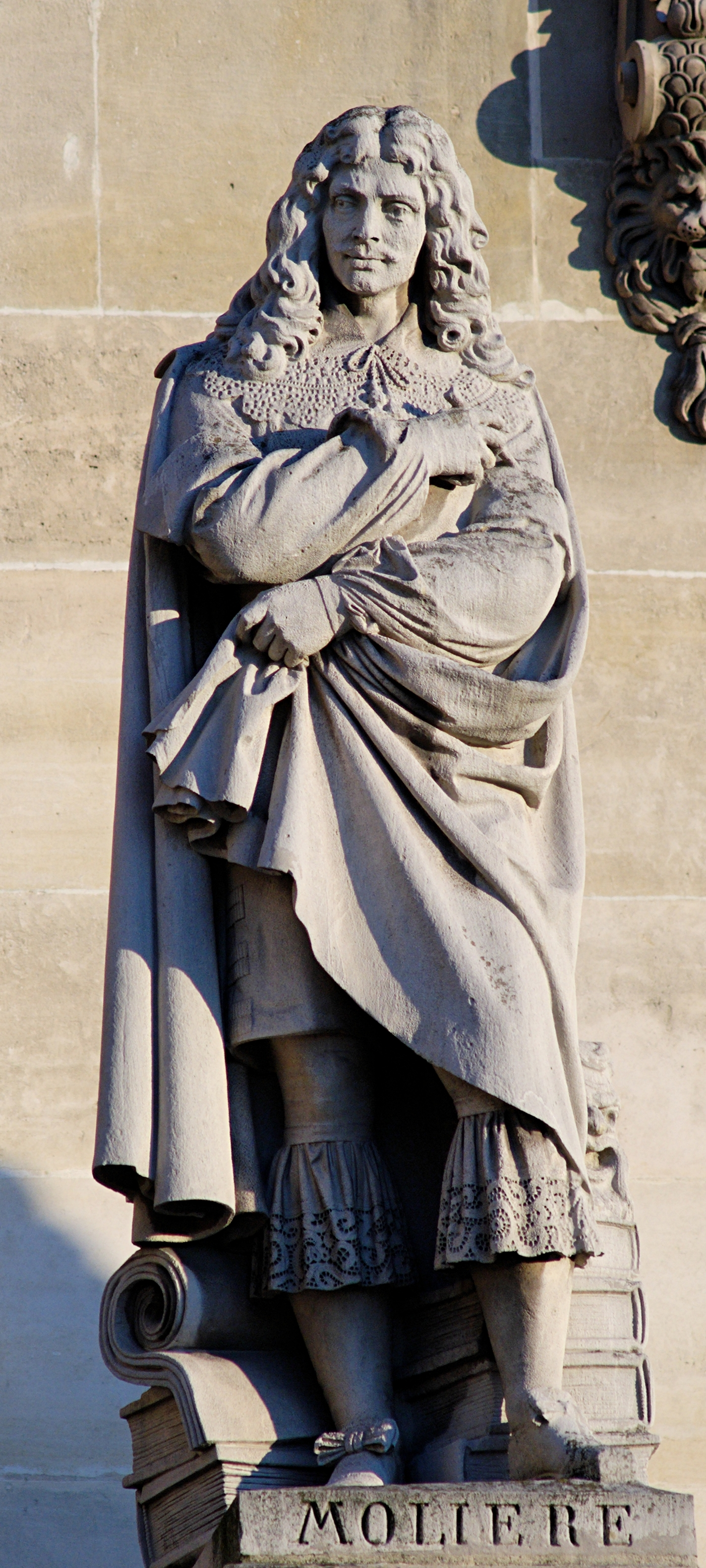
Molière.

Adolphe van Bever considère que « l'œuvre de Tristan eut une action lente, mais incontestable, sur les hommes de sa génération et sur ceux qui lui succédèrent ».

#### Corneille
Antoine Adam soutient que, « la formule de l'héroïne cornélienne a été donnée dans la pièce de Tristan » où Mariane s'écrie :
Moi ? que je me contraigne ? étant d'une naissance

Qui peut impunément prendre toute licence,

Et qui, sans abuser de cette autorité,

Ne règle mes désirs que par l'honnêteté ?
La pièce datant de 1636, « il est piquant que cette définition soit donnée par Tristan à une date où Corneille n'a pas encore écrit ses tragédies ». Ainsi « on imagine sans peine les réflexions qu'une si remarquable création put inspirer à Corneille, et comment il fut amené à concevoir une tragi-comédie où s'intégrerait ce qu'offrait de plus précieux la tragédie de Tristan » — projet qui devait, le 4 janvier 1637, « exprimer l'idéal de toute une époque, Le Cid ».
Les tragédies de Tristan l'ont fait considérer comme un rival de Corneille. Le succès de La Mariane est à opposer, « non à celui du Cid, mais à celui de Médée, qu'elle fit oublier ». Le succès d'Amaryllis « fait pâlir celui de Nicomède ». Cependant, ses tragédies n'ont pas « la langue presque incessamment soutenue de Corneille » et Amédée Carriat trouve peu d'affinités entre les deux auteurs : « c'est la nature même de l'homme, non le social ou le mondain, qui est chez Tristan, comme chez Racine et à la différence de Corneille, le ressort du tragique ». La comparaison « aboutit à cette évidence que Tristan n'a pas su faire preuve d'audace novatrice », même si ses pièces « font de lui peut-être le dramaturge le plus attachant de son époque à côté de Corneille ».

#### Racine
En 1870, Ernest Serret publie un article intitulé « Un précurseur de Racine : Tristan L'Hermite ». Ayant découvert La Mariane qui l'a « surpris, charmé et ravi tour à tour », il présente une biographie de l'écrivain et les premiers éléments de critique littéraire de son œuvre, dans une perspective où il prend place entre Ronsard et André Chénier. L'article présente Tristan comme « celui qui aurait permis à Racine de développer son génie » même s'il « ne saurait être égalé à son brillant successeur ». Cette hypothèse est exprimée par Ferdinand Brunetière dans le cadre de conférences à l'Odéon en 1892, peut-être de manière indépendante, et l'article de Serret, « s'il a servi de point de départ, est rapidement oublié ».
Napoléon-Maurice Bernardin rend hommage à cet « article assez court, mais intéressant », dont il emprunte le titre pour soutenir sa thèse en 1895. Émile Henriot reconnaît en Tristan « le père spirituel de Racine ». Gustave Larroumet le présente comme « un prédécesseur de Racine ». Cette « substitution du mot prédécesseur à celui de précurseur trahit la prudence du critique ». La thèse de Bernardin « suscite quelques réserves mais s'impose comme un point de repère indispensable » : l'image du « précurseur de Racine » est définitivement établie, et « cette périphrase sert dorénavant à désigner Tristan ». Bernardin, conférencier mondain, organise des représentations d'extraits des tragédies de Tristan sur scène et patronne la première édition moderne de son théâtre complet.
Sa thèse suscite d'autres réserves : Jacques Madeleine regrette d'y lire « plus de deux-cents pages » consacrées aux ouvrages dramatiques contre « vingt-cinq pages pour les recueils de sonnets, de poèmes et de stances ». En 1909, il revient sur la soutenance de thèse de 1895 : parmi les membres du jury, Émile Faguet regrettait « que le chapitre sur les poésies soit si court », ajoutant que « Pierre Petit de Julleville a tenu à lire à l'auditoire la Belle banquière, qui m'a paru obtenir un vrai succès. C'est plus qu'il n'en fallait pour rétablir l'équilibre ! »
Cette vision de Tristan « saint Jean-Baptiste d'un Jean Racine » s'est imposée « comme un lieu commun de l'histoire littéraire », avec « des correspondances presque parfaites : Andromaque fait écho à La Mariane, Britannicus à La Mort de Sénèque, Phèdre à La Mort de Chrispe et Bajazet à Osman ». Il semble que Racine a « emprunté deux vers » de la tragi-comédie de Tristan pour ses tragédies :
| Je vous rendrai le sang que vous m'avez donné.— La Folie du sage, acte V, scène II La plus soudaine fin me sera la meilleure.— La Folie du sage, acte III, scène III | Vous rendre tout le sang que vous m'avez donné.— Iphigénie, acte IV, scène IV La plus soudaine mort me sera la plus chère.— Britannicus, acte V, scène VIII |

Les emportements d'Hérode peuvent être comparés à ceux de Phèdre pour l'« admirable parti que Racine a tiré de ce mouvement » :
| Trouverai-je un refuge au centre de la terre, Où mon crime se trouve à couvert du tonnerre, Où je me puisse voir sans peine et sans effroi, Où je ne traîne point mon Enfer après moi ?— La Mariane, acte V, scène II | Où me cacher ? Fuyons dans la Nuit infernale. Mais que dis-je ? Mon Père y tient l'Urne fatale. Le Sort, dit-on, l'a mise en ses sévères mains. Minos juge aux Enfers tous les pâles Humains.— Phèdre, acte IV, scène VI |

Une comparaison s'impose même entre les acteurs chargés d'interpréter les héros de Tristan et de Racine : en 1637, Montdory avait été frappé d'une attaque d'apoplexie en jouant Hérode ; en 1667, Montfleury meurt d'épuisement pour avoir joué avec trop de véhémence les fureurs d'Oreste.
Dans son édition du théâtre de Racine pour la Bibliothèque de la Pléiade, Georges Forestier montre combien Tacite représentait « une mine de sujet neufs » pour son Britannicus, en 1669, « même si ceux qui lui avaient ouvert la voie étaient des plus illustres : Tristan L'Hermite et Pierre Corneille avec Othon, en 1664 ». De même Bajazet « ne fait pas seulement renaître une tradition » de tragédies à sujets turcs, mais « s'inscrit dans la continuité de l'Osman de Tristan », qui lui a suggéré plusieurs passages de sa pièce,,.
Marcel Arland, abordant Le Parasite qui « tient dans son œuvre la place des Plaideurs dans celle de Racine », conclut bientôt qu'il s'est « écarté de Racine. Et ne faut-il pas s'en écarter, si l'on ne veut enfin accabler Tristan, si l'on ne veut d'autre part, à ne voir en lui qu'un précurseur de Racine, lui imposer d'injustes limites ? »

#### Molière
Jean-Baptiste Poquelin rencontre Tristan L'Hermite en 1643, lors de la création de l'Illustre Théâtre : « Les Béjart étaient fort liés à Tristan le poète. Ils l'étaient plus encore à son frère Jean-Baptiste L'Hermite, auteur et comédien ». C'est sans doute grâce à Tristan que la troupe obtient « le droit de se dire « entretenue par Son Altesse Royale », encore que la formule ne doive pas faire illusion. Gaston, qui ne payait pas toujours ses officiers, n'a certainement pas songé à soutenir de façon plus efficace les comédiens qui portaient son nom ».
Durant les vingt mois de son existence, la troupe « fait de bonne besogne » en assurant notamment les créations de La Mort de Chrispe et de La Mort de Sénèque. Madeleine Béjart remporte un immense succès dans cette tragédie où, selon Tallemant des Réaux, « son chef-d'œuvre était le personnage d'Épicharis, à qui Néron venait de faire donner la question ». L'échec de l'Illustre Théâtre n'en est pas moins « rapide et complet », et « il n'est pas certain que Tristan se fit payer sa collaboration ».
Jacques Madeleine relève « d'assez fréquentes rencontres du Parasite avec L'Étourdi ». Si les deux auteurs adaptent la même pièce de Fornaris, et si Molière, « comme Tristan, distinguait mal la distance qui sépare Plaute de ses imitateurs italiens », l'analyse révèle l'emploi des mêmes mots, « orthographiés de la même façon », et souvent « tout un vers où l'on est obligé de reconnaître une certaine parenté » :
| Je m'en allais la voir, cette belle assassine.— Le Parasite, acte I, scène V On dit qu'il bat le fer dans les meilleures salles.— Le Parasite, acte II, scène II Non, je vous dis encor que je le ferai pendre.— Le Parasite, acte V, scène VI | Que dit-elle de moi, cette gente assassine ?— L'Étourdi, acte I, scène V Et j'ai battu le fer en mainte et mainte salle.— L'Étourdi, acte IV, scène II Quoi qu'il puisse coûter, je veux le faire pendre.— L'Étourdi, acte II, scène IV |

L'étude comparative d'Eugène Rigal démontre que « Molière avait pu voir jouer Le Parasite » et que cette comédie est une source de L'Étourdi. Ces rapprochements sont significatifs, puisque « Victor Hugo soutient que L'Étourdi est la mieux écrite de toutes les comédies de Molière », appréciation cautionnée par Antoine Adam : « Les formules pittoresques, hardies, les vers jaillissants abondent et font penser au meilleur style des romantiques ».
En 1687, Charles Perrault associe « Les Molières naïfs, les Rotrous, les Tristans » dans son poème Le Siècle de Louis le Grand, qui provoque la querelle des Anciens et des Modernes.

#### La Fontaine
Jean Serroy propose de mesurer « la place qu'occupe Tristan dans les lettres françaises du XVIIe siècle à la place qu'il a pu occuper dans le cœur et l'inspiration de celui qui en fut le poète majeur, La Fontaine ».

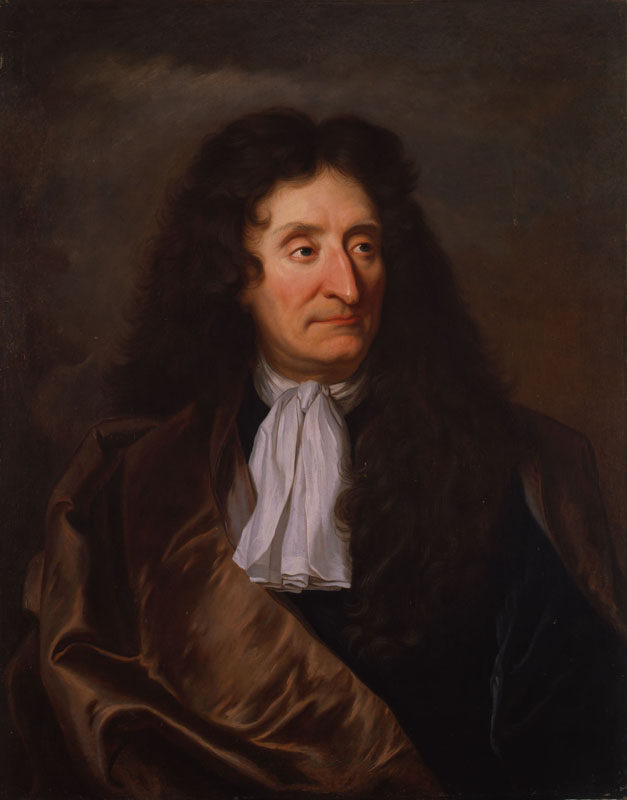
Portrait de La Fontaine, par Hyacinthe Rigaud.
musée de Montserrat.

Considérant « une histoire du sentiment de la nature au XVIIe siècle », Antoine Adam ne trouve « aucune raison d'accorder moins de place à Tristan qu'à La Fontaine ». Les contes et les fables que le jeune héros du Page disgracié récite pour distraire son maître, depuis celles d'Homère et d'Ovide jusqu'à celles d'Ésope et de Peau d'âne, annoncent l'œuvre de Charles Perrault et montrent « dans quel climat culturel pouvait baigner La Fontaine » : 

« Je vins à lui conter une certaine aventure d'un loup et d'un agneau qui buvaient ensemble au courant d'une fontaine. Je lui représentai comme le loup qui buvait au-dessous de l'agneau le vint accuser de troubler son eau par une malice noire ; je figurai encore l'humble et modeste répartie de ce doux animal, que l'on querellait mal à propos. »

Amédée Carriat estime que « La Fontaine doit à Tristan beaucoup plus qu'on ne pense », trouvant « chez l'un et l'autre une même nature accueillante et aimable, propre avant tout à fournir le cadre d'un bonheur naturel, à favoriser la méditation solitaire, à raviver la tendresse amoureuse ». Il suggère ainsi que « La Fontaine s'est souvenu du sixain suivant dans Le Lion et le Moucheron » :
On arme pour les deux cabales ;

On n'entend plus rien que timbales,

Que trompettes et que clairons :

Car avec tambour et trompette,

Les Bourdons et les Moucherons

Sonnent la charge et la retraite.
— La Comédie des fleurs
Tristan, « plus que tout autre poète de son temps, et frère en cela de La Fontaine, a méthodiquement pratiqué le mélange des genres et des styles ». Marc Fumaroli suppose que les deux écrivains ont pu se rencontrer chez Valentin Conrart, secrétaire perpétuel de l'Académie française, et voit dans un vers de La Fontaine, « l'un des plus beaux de notre langue, un merveilleux hommage au poète des Plaintes d'Acante » : « Jusqu'au sombre plaisir d'un cœur mélancolique ».
Tristan représentait « aux yeux de la jeune génération, non seulement la poésie mais la liberté et la franchise françaises. On ne saurait exagérer la transfusion d'élégance de cœur et de langage qui s'est produite entre ce poète-gentilhomme et le jeune bourgeois de Château-Thierry, mais né poète, qu'était alors La Fontaine ».

#### Quinault

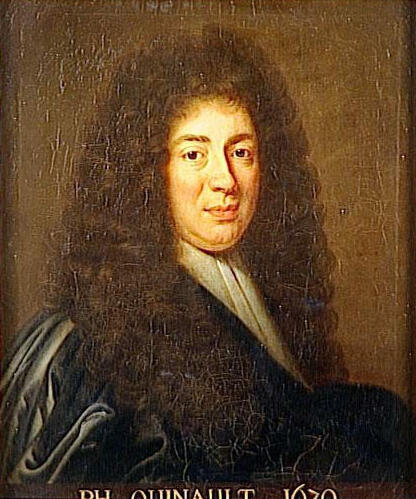
Portrait de Philippe Quinault,
Château de Versailles.

Tristan L'Hermite « favorise les débuts dans la carrière théâtrale d'un jeune écrivain, qu'il considère comme son élève, Philippe Quinault », futur librettiste des opéras de Lully. L'auteur de La Mariane est « un maître on ne peut mieux préparé pour instruire et pour former le jeune Quinault », le seul disciple qu'il ait eu de son vivant, placé auprès de lui comme valet mais qu'il présente au duc de Guise et au comte de Saint-Aignan, qui deviendront aussi ses protecteurs : « l'activité littéraire qui commence de Quinault doit beaucoup à l'activité littéraire qui s'achève de Tristan ».
La relation entre les deux auteurs est résumée dans l'« anecdote du neuvième ». Suivant l'exemple de son maître, Quinault remanie Les Deux Pucelles de Rotrou, qui deviennent Les Rivales : lue par Tristan aux acteurs de l'Hôtel de Bourgogne comme si elle était son œuvre, « la pièce est acceptée. Mais quand il révèle qu'elle est d'un jeune inconnu de dix-huit ans, les comédiens ne veulent plus en donner que cinquante écus au lieu de cent. Finalement, on décide d'accorder à l'auteur le neuvième de la recette totale, tant que la pièce sera « dans sa nouveauté », moyennant quoi elle appartiendra ensuite aux comédiens ».
C'est à cette présentation que les frères Parfaict rattachent l'origine des droits d'auteur. En admettant que l'anecdote est contestée, Napoléon-Maurice Bernardin entend « continuer, jusqu'à plus ample informé, à faire remonter à Tristan l'origine d'une mesure qui contribua beaucoup à relever la position des auteurs dramatiques » et Édouard Fournier, dans « l'incroyable notice qu'il a consacrée à Tristan », conclut que « les droits d'auteur n'ont pas d'autre origine. Ce service et le talent de Quinault sont, sans contredit, ce que nous devons de mieux à Tristan L'Hermite ».
Cet « élève de Tristan » ne semble pas avoir été « sans reproches sous le rapport de la modestie et de la probité littéraire ». Furetière oppose louanges et blâmes dans l'un de ses Factums : « Ce n'est pas un petit honneur pour Monsieur Quinault d'avoir servi l'illustre Monsieur Tristan, chez qui il a fait son apprentissage de poète. Cet élève a eu bien de l'avantage par-dessus son maître, car si d'un côté il n'a pas su faire des vers aussi bien que lui, de l'autre il a su mieux faire sa fortune ».
Amédée Carriat trouve « peu opportun de répéter qu'il légua à Quinault son esprit à défaut d'un manteau qu'il n'avait point. C'est un lieu commun de charger les poètes d'une si noire misère ». Pour Adolphe van Bever, « un écrivain ne saurait être médiocre lorsqu'il servit à créer des grands hommes. N'aurait-il eu que ce mérite d’être un initiateur qu'il aurait droit à notre admiration. Mais il n'y a pas seulement un précurseur en Tristan L'Hermite ; il y a un homme du XVIIe siècle, qui vit sa vie, sans s'inquiéter du jugement de la postérité, et un artiste qui renoue la tradition ».

## Postérité

### Regards sur Tristan
Pour des générations de lecteurs, « les lettres françaises des années 1600-1660 étaient représentées par une poignée d'auteurs importants : Malherbe, Descartes, Corneille, Pascal. La critique moderne a ouvert ce domaine privilégié à des écrivains peut-être secondaires mais fort intéressants. Dans cette pléiade longtemps négligée, Tristan est une des étoiles les plus brillantes ».
« Solitaire, indépendant », l'auteur du Page disgracié « n'a jamais trouvé de son temps ni dans la postérité la reconnaissance qu'il était en droit d'attendre ». Adolphe van Bever ne le réduit à « aucune école, aucune époque précise. Son lyrisme, asservi à des idées, à des sentiments naturels et simples, mérite d'être entendu de tous temps ».

#### XVIIesiècle

##### Jugements contemporains

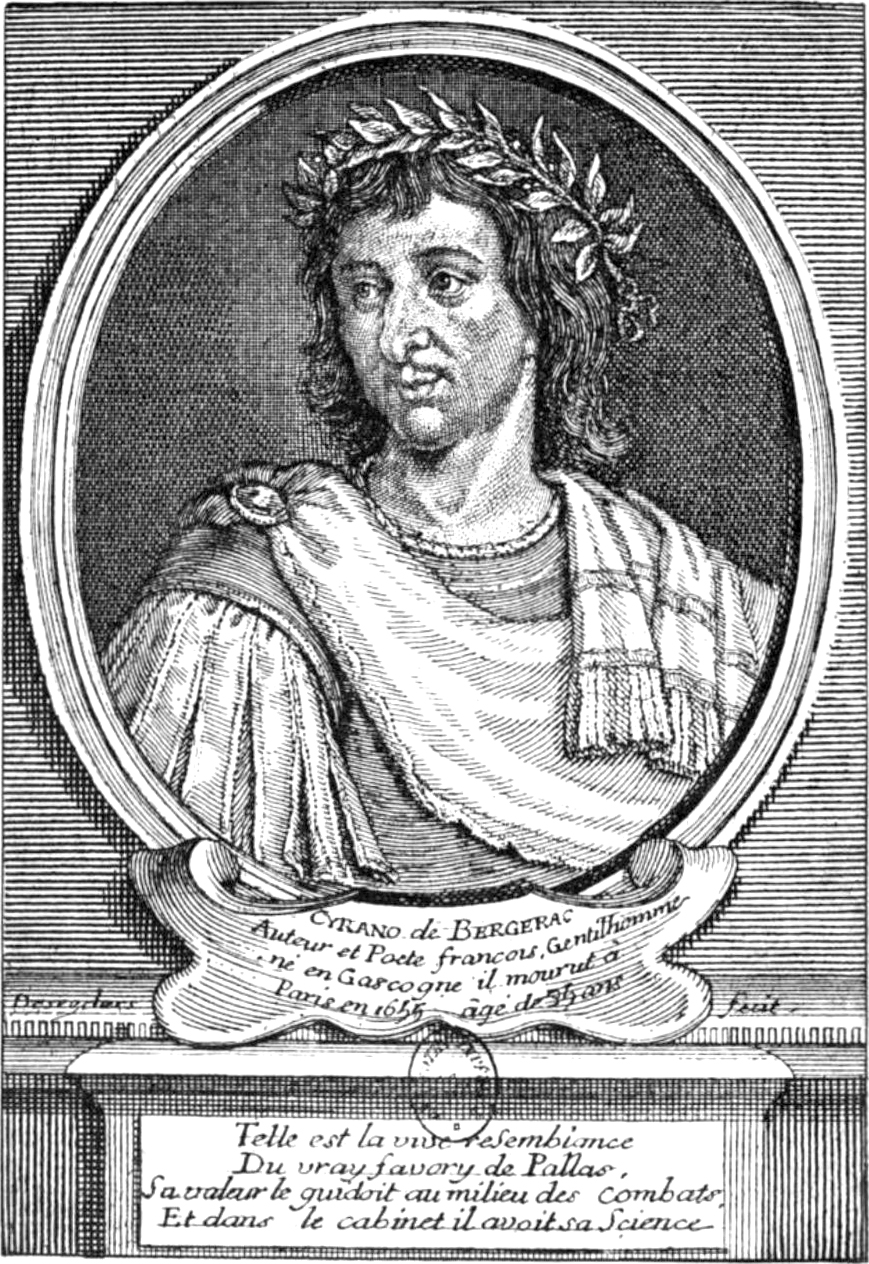
Cyrano de Bergerac.

Dès 1639, trois ans après ses premières représentations, La Mariane a « l'honneur peu fréquent de recevoir une suite, dont le titre même lui était un hommage », La Mort des enfants d'Hérode ou la Suite de la Mariane, de La Calprenède. D'autres pièces « portent la trace d'imitations précises du chef-d'œuvre que l'on venait d'applaudir ».
En 1654, La Mort d'Agrippine de Cyrano de Bergerac rappelle « La Mort de Sénèque de Tristan, et ce rapprochement prend tout son sens lorsqu'on songe à l'amitié qui unit les deux hommes ». En 1656, dans la préface de sa tragédie Jeanne de Naples, Jean Magnon rend hommage au « délicat Tristan » dans un éloge des principaux dramaturges du XVIIe siècle allant de l'« inimitable Corneille » à l'« agréable Boisrobert ».

En 1660, avec « peut-être une légère mauvaise humeur, que le grand homme avait conçue à entendre dire et répéter que le succès de La Mariane eût contrebalancé celui du Cid », Corneille, « rend cependant justice à son rival lorsqu'il pose en principe que la catastrophe doit être réservée au cinquième acte d'une tragédie et finir la pièce » : 

« Le contraire s'est vu dans La Mariane, dont la mort, bien qu'arrivée dans l'intervalle qui sépare le quatrième acte du cinquième, n'a pas empêché que les déplaisirs d'Hérode, qui occupent tout ce dernier, n'aient plu extraordinairement, mais je ne conseillerais à personne de s'assurer sur cet exemple. Il ne se fait pas des miracles tous les jours. »

Jean Loret, « passant en revue tous les poètes contemporains et jugeant leurs vers » en 1653, déclare :
Ceux de Tristan sont immortels.
Dans la première partie de son Roman comique, publiée en 1651, Scarron décrit une représentation de La Mariane par une troupe itinérante, où trois comédiens parviennent à interpréter les seize personnages : « Il faut qu'une tragédie soit bien émouvante pour saisir un auditoire dans de pareilles conditions », commente Napoléon-Maurice Bernardin.

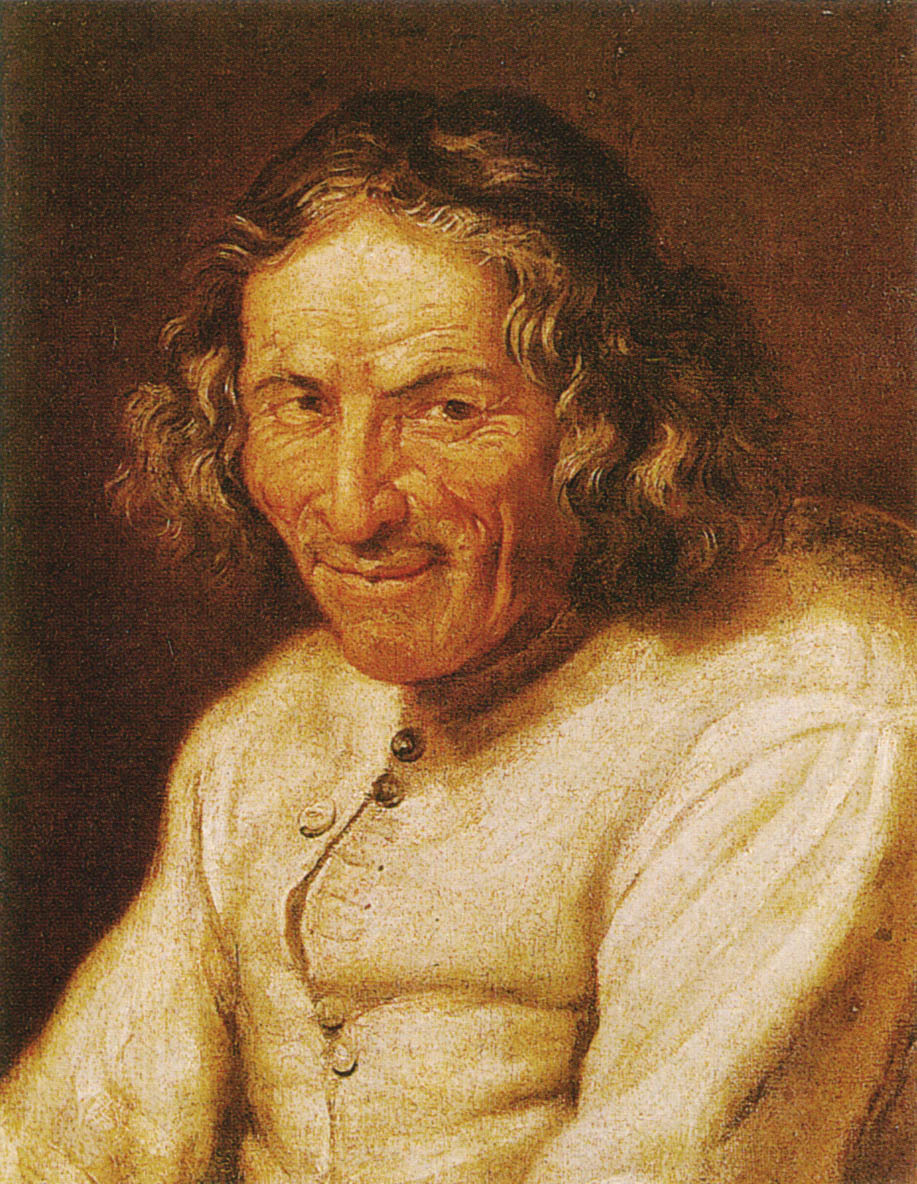
Portrait de Scarron.
Musée de Tessé.

Dans une épître adressée au comte de Saint-Aignan, Scarron évoque 
Tristan qui chante comme un ange

Quand il entonne une louange.

Dans une autre Épître chagrine évoquant les poètes pauvres de son temps, malgré la protection du chancelier Séguier, Scarron déplore que
Notre ami Tristan, gentilhomme

Autant qu'un Dictateur de Rome,

Qui fait des vers si noblement

Et dont le tour est si charmant,

Attend encor que la Fortune

Contre lui n'ait plus de rancune.

De fait, la gloire de Tristan va « s'obscurcir peu à peu pour s'éteindre avec les derniers survivants du règne de Louis XIII » avant qu'il ne tombe, dès les années 1670, « dans le plus injuste mais aussi le plus complet oubli ».

##### Classicisme
Le classicisme instauré avec le règne personnel de Louis XIV, en 1661, fait oublier les poètes de la génération précédente. Selon Émile Faguet, « cela tient à ce que Boileau ne l'a pas nommé. Ce silence est presque un arrêt de mort. Tristan était extrêmement loin de le mériter ». Amédée Carriat déplore que « le XVIIe siècle s'écoule là-dessus, et le froid XVIIIe siècle. Les décrets de l'anti-poète Boileau ont réussi dans leur propos : jeter sur les poètes de cette première moitié du siècle, Tristan en particulier, le voile du parfait oubli ».

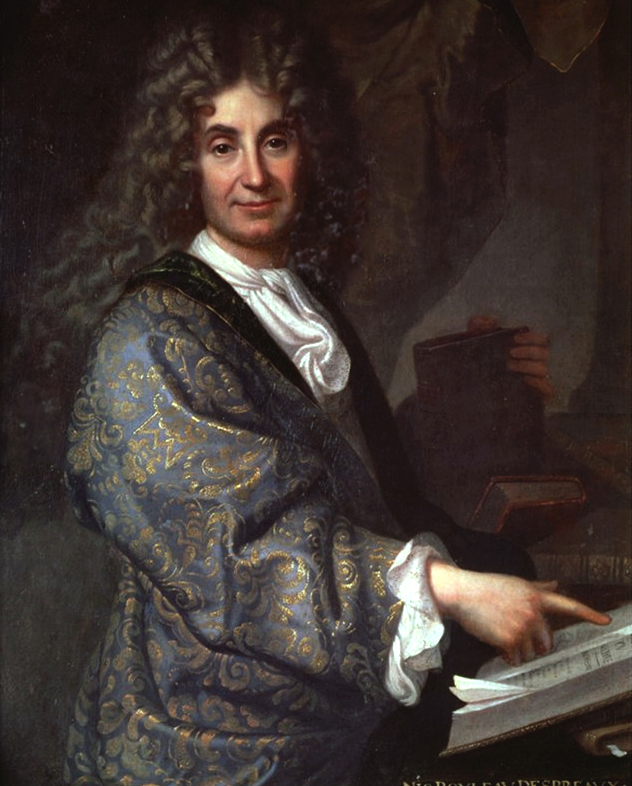
Portrait de Boileau, par Jean-Baptiste Santerre.

Antoine Adam n'accable pas le seul Boileau : « L'œuvre lyrique de Tristan aurait dû lui assurer une place importante dans notre histoire littéraire. Il ne l'a pas obtenue, pour des raisons évidentes. Ce solitaire était sans relations avec la chapelle malherbienne. Il n'était l'ami, ni de Chapelain ni de Balzac. Dans leur correspondance figurent des écrivains du dernier ordre, qu'ils blâment ou qu'ils louent mais que du moins ils connaissent. Tristan est pour eux comme s'il n'existait pas. Il ne fréquentait pas non plus l'Hôtel de Rambouillet. Il resta donc en dehors du cercle où se fixaient définitivement les réputations. Parce que Chapelain et Balzac l'avaient ignoré, Gilles Boileau et Furetière l'ignorent à leur tour, puis Despréaux. Le silence du législateur du Parnasse scella définitivement la ruine de sa réputation ».
De même, Tallemant des Réaux fréquente Chapelain, et Conrart « sans doute avec une assiduité plus grande. Choix significatif. Ce n'est pas Tristan, ce n'est pas Saint-Amant que Tallemant des Réaux décide de fréquenter. Il semble ignorer le premier. Il parle du second avec un injuste dédain ».
Tristan n'est pas un satirique, « à la différence de Boileau, et il semble que la peinture des mœurs ne l'attire pas ». Il offre plutôt des réflexions de moraliste cynique dans Le Page disgracié — réflexions « d'un style remarquable » qui annoncent les Maximes de La Rochefoucauld — avec « la plus belle peinture de l'amour qu'offrent les romans de l'époque ».
Si « Tristan ne se mêle pas de politique », c'est pour « ce mépris dans lequel il tient la politique » qu'Amédée Carriat devine « quelquefois un secret humour » dans ses Vers héroïques. Les Plaidoyers historiques abordent des sujets qui feront débat sous la Révolution : abolition des privilèges, abolition de l'esclavage, droits des femmes devant l'institution du mariage.

Ces revendications se retrouvent jusque dans son œuvre poétique : « Un thème qui domine dans l'œuvre de Tristan est celle du mérite personnel, qui ne s'accorde pas toujours avec la condition d'une personne ». Doris Guillumette le révèle « très conscient des problèmes sociaux de son temps » lorsqu'il « introduit l'idée de progrès et se rapproche ainsi des grands penseurs du XVIIIe siècle qui osent croire que l'homme peut forger sa propre destinée ».

#### XVIIIesiècle

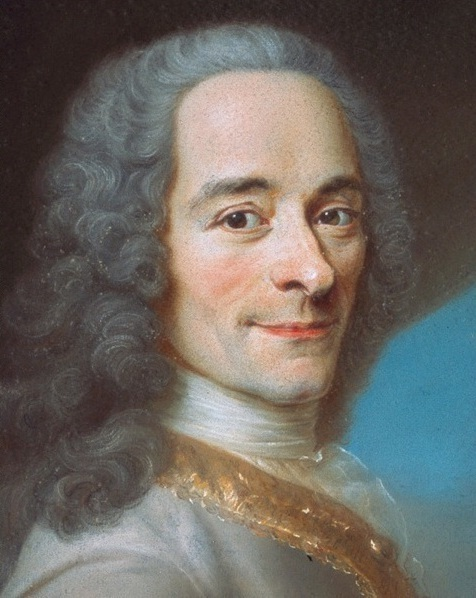
Portrait de Voltaire, d'après Quentin de La Tour.
Château de Ferney-Voltaire.

Au début du XVIIIe siècle, le silence qui entoure le nom de Tristan est « particulièrement accablant », à la seule exception de La Mariane, qui jouit d'un « durable succès » : la pièce est régulièrement représentée à Versailles, de 1686 à 1703, et par les demoiselles de Saint-Cyr. Louis XIV « aimait la tragédie de Tristan ».
Voltaire, dans ses Commentaires sur Corneille publiés en 1764, éreinte ce « très-mauvais ouvrage, mais très-passable pour le temps où il fut composé » : « La Mariamne de Tristan, jouée la même année que Le Cid, conserva cent ans sa réputation, et l'a perdue sans retour. Comment une mauvaise pièce peut-elle durer cent ans ? »
En 1724, Hérode et Mariamne de Voltaire « tombe tout à plat ». Remaniée l'année suivante et accueillie « avec une bienveillance qu'elle ne méritait guère », cette tragédie relève « moins de la Mariane de Tristan que des tragédies de Racine, sur le plan desquelles elle est calquée avec plus de fidélité que de bonheur ». Marcel Arland trouve la pièce de Voltaire « fort inférieure à celle de notre poète ».
Ernest Serret, qui n'est « pas de ceux qui affectent un dédain superbe » envers Voltaire, juge sa Mariamne « morte aujourd'hui. La Mariane de Tristan est encore vivante ». Jacques Scherer note que « La Mort de Sénèque est une pièce presque sans amour. Cet idéal ascétique que Voltaire proclame sans pouvoir le réaliser vraiment est celui de Tristan ».

Dans son édition du Page disgracié en 1898, Auguste Dietrich relève le passage suivant : 

« Un prince de l'Église de mes proches parents fut émerveillé des choses qu'il ouït dire de moi, et fut encore plus surpris lorsque, me caressant un jour et me raillant sur des demandes que j'avais faites de la forme des Enfers, je lui témoignai en ma manière de m'exprimer que je doutais qu'il y eût des ténèbres où il y avait de si grands feux allumés. »

« Voilà une réflexion qui sent son petit Voltaire, mais Tristan n'a pas tenu ses promesses d'esprit fort ». À son tour, Doris Guillumette « se demande pourquoi l'éditeur conclut ainsi, car si le petit qui observe a trois ans, le poète qui se souvient en a quarante-deux. La remarque de l'enfant est amusante, mais elle montre aussi une indépendance d'esprit que l'on retrouve dans son œuvre ».
« Mi-sérieux mi-plaisant, à chacune des stations du sentier amoureux », Tristan « érige une sorte de menu temple, autel et oratoire. Voici L'excusable erreur, Les Tourments agréables, Le Dépit corrigé, Les secrètes consolations que l'on retrouve chez Marivaux ». Pierre Quillard devine sous « les titres de certains poèmes des Amours un esprit compliqué, qui serait le précurseur de Marivaux ». L'auteur des Fausses Confidences pouvait « puiser dans cet arsenal — si Tristan était encore lu en 1730 », précise Amédée Carriat.
Heinrich Körting, « le premier à étudier sérieusement Le Page disgracié », propose un rapprochement avec Les Confessions de Rousseau. À la différence du philosophe genevois, « Tristan, sans dissimuler ses fautes, garde toujours les convenances, ne se drape pas dans l'orgueil de ses confessions et ne s'en fait pas un piédestal ». L'écart est aussi grand, de son héros — le premier adolescent de la littérature française, « bouleversant de charme » selon Michel Chaillou — et des « jeunes garçons querelleurs, effrontés et cyniques » de son roman, « à l'être espiègle, mutin, charmant et poétique incarné par le Chérubin de Beaumarchais, aussi grand que de la réalité à la fantaisie ».
En 1754, l'abbé Goujet apprécie « dans presque tous les poèmes de Tristan, le génie, le naturel, un style aisé et coulant, un tour ingénieux ». En 1782, Sautreau de Marsy estime que « son talent n'est pas à dédaigner. Il a quelquefois le style très poétique. On peut lui reprocher de la recherche dans les idées et dans les expressions » mais, « à ce défaut près, qu'on doit attribuer au temps où il vivait, il faut convenir que Tristan conserve toujours la physionomie d'un poète ». Certains de ses vers « le feraient prendre pour un disciple d'André Chénier ». L'inspiration gréco-latine des Plaintes d'Acante « annonce les bucoliques de Chénier ».

#### XIXesiècle

##### Romantisme

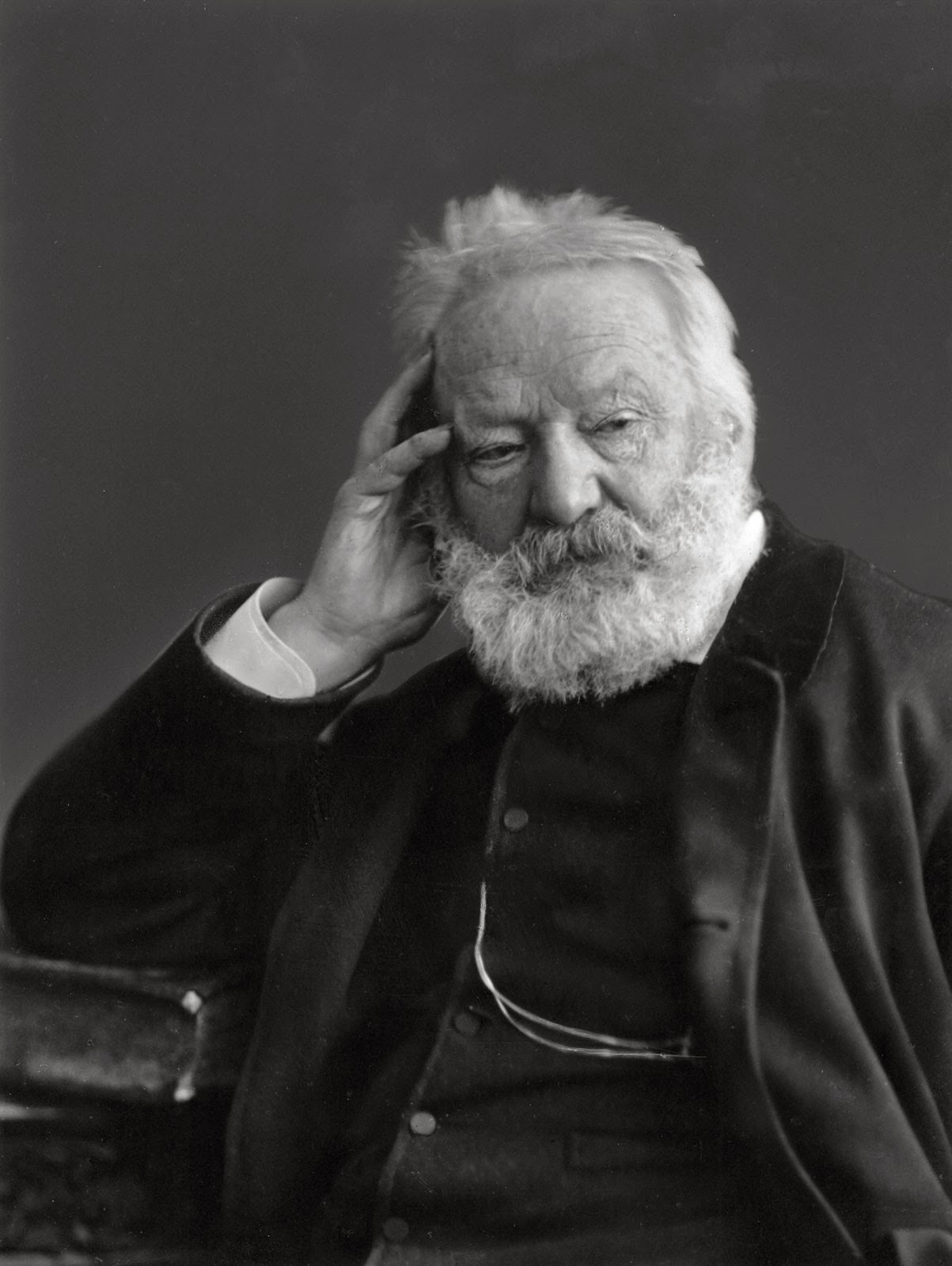
Victor Hugo.
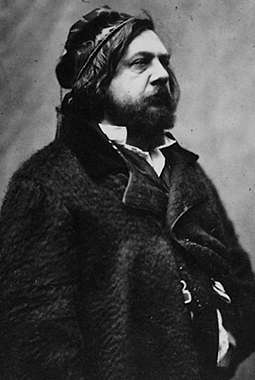
Théophile Gautier.
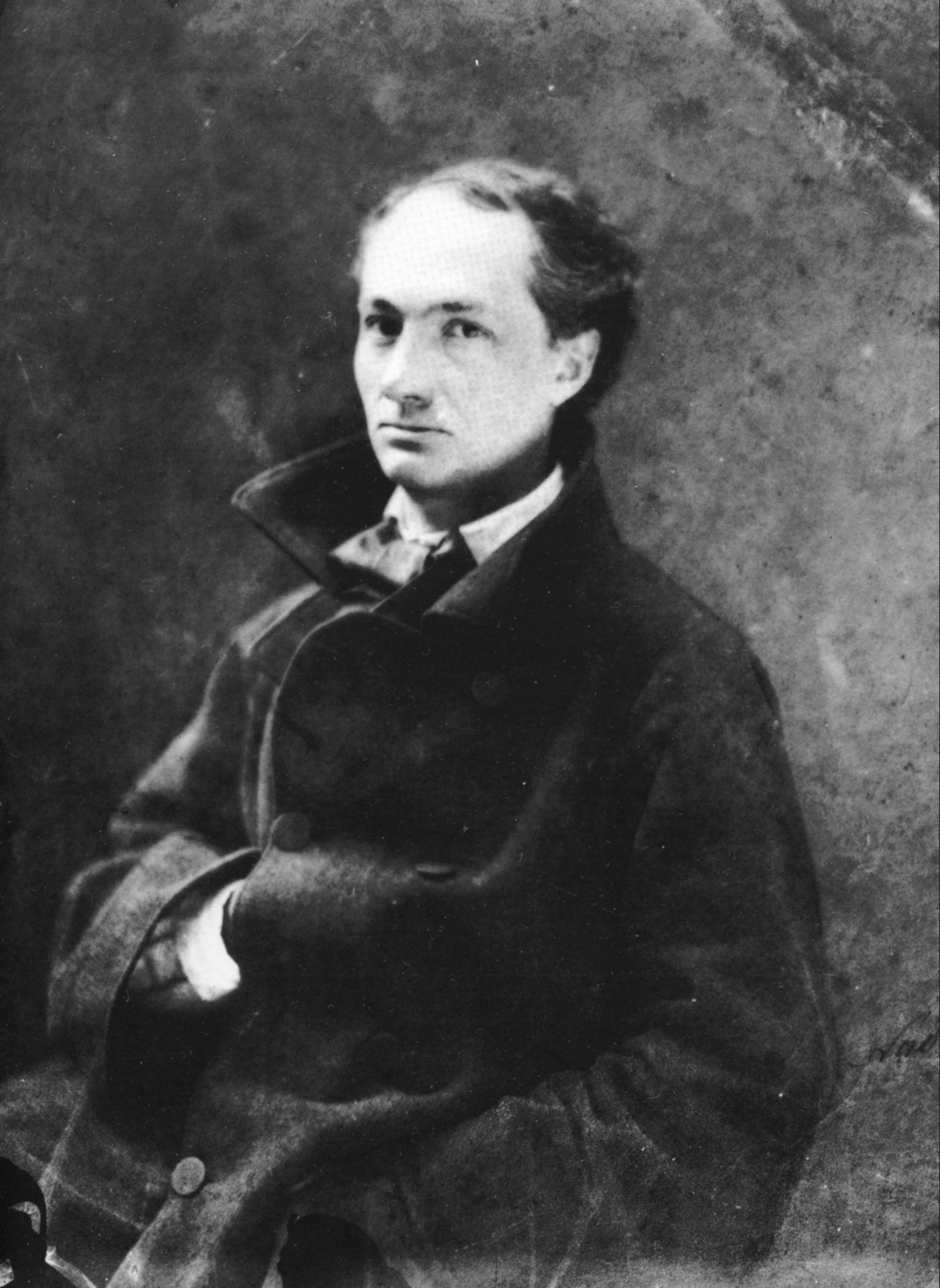
Charles Baudelaire.

Bien que Philip Wadsworth soutienne que « Tristan est un devancier du mouvement romantique en France », Victor Hugo ne voit en lui qu'un académicien, au même titre que Boileau :
La langue était en ordre, auguste, époussetée,

Fleur de lys d'or, Tristan et Boileau, plafond bleu,

Les quarante fauteuils et le trône au milieu.
Hugo, académicien lui-même en 1841, « associe donc Tristan à l'un de ceux qui symbolisent le plus ce classicisme que les romantiques rejettent presque unanimement ». Théodore de Banville cite ce poème sans mentionner Tristan dans son Petit traité de poésie française, où il attaque les « règles absurdes, sottes et mortelles » de L'Art poétique de Boileau, « écrit dans le mauvais français dont il avait le secret dès qu'il parlait en vers ». Il considère seulement Corneille comme « le premier poète français qui véritablement composa des tragédies » après Jodelle, Garnier et Hardy.
Victor Fournel n'admet pas davantage « qu'on puisse opposer aux tragiques grecs », Eschyle, Sophocle et Euripide, des auteurs modernes comme « Mairet, Tristan, Garnier et Hardy, quand on a Corneille et Racine ». Selon lui, « Perrault a raison de croire que les modernes peuvent lutter avec les anciens », mais « il a tort de choisir ses modernes parmi les Tristan, les Sarasin et les Voiture ».
Non moins critique envers « le régent Boileau », Théophile Gautier ignore Tristan dans Les Grotesques, étude publiée en 1844. Émile Henriot regrette cette absence : « c'est un tort ». Sainte-Beuve évoque La Mariane pour illustrer une « époque de transition » dans l'histoire du théâtre français, marquée par une « poétique un peu équivoque ». Viollet-le-Duc est donc l'un des rares à s'exprimer, en 1843, sur les vers de Tristan qu'il juge « correctement faits. Sa pensée ne manque pas de noblesse et d'élévation ; mais c'est un poète tendu, sans charmes, et qu'on n'est pas tenté de relire ».
« Tristan reste ignoré », insiste Jean Tortel avant de comparer « deux vers qui, voulant dire la même chose — unir en une seule réalité la nuit et la femme désirée — partent de pôles inversés, et la pensée est totalement renversée dans le renversement de la figure », de telle sorte que « Tristan et Baudelaire disent le contraire en disant la même chose » :
| Douce et paisible Nuit, déité secourable— L'Amant secret | Bizarre déité, brune comme les nuits— « Sed non satiata » |

De tels rapprochements autorisent Émile Faguet à présenter Tristan comme « le plus romantique des précieux, et le plus précieux des romantiques ».

##### Symbolisme

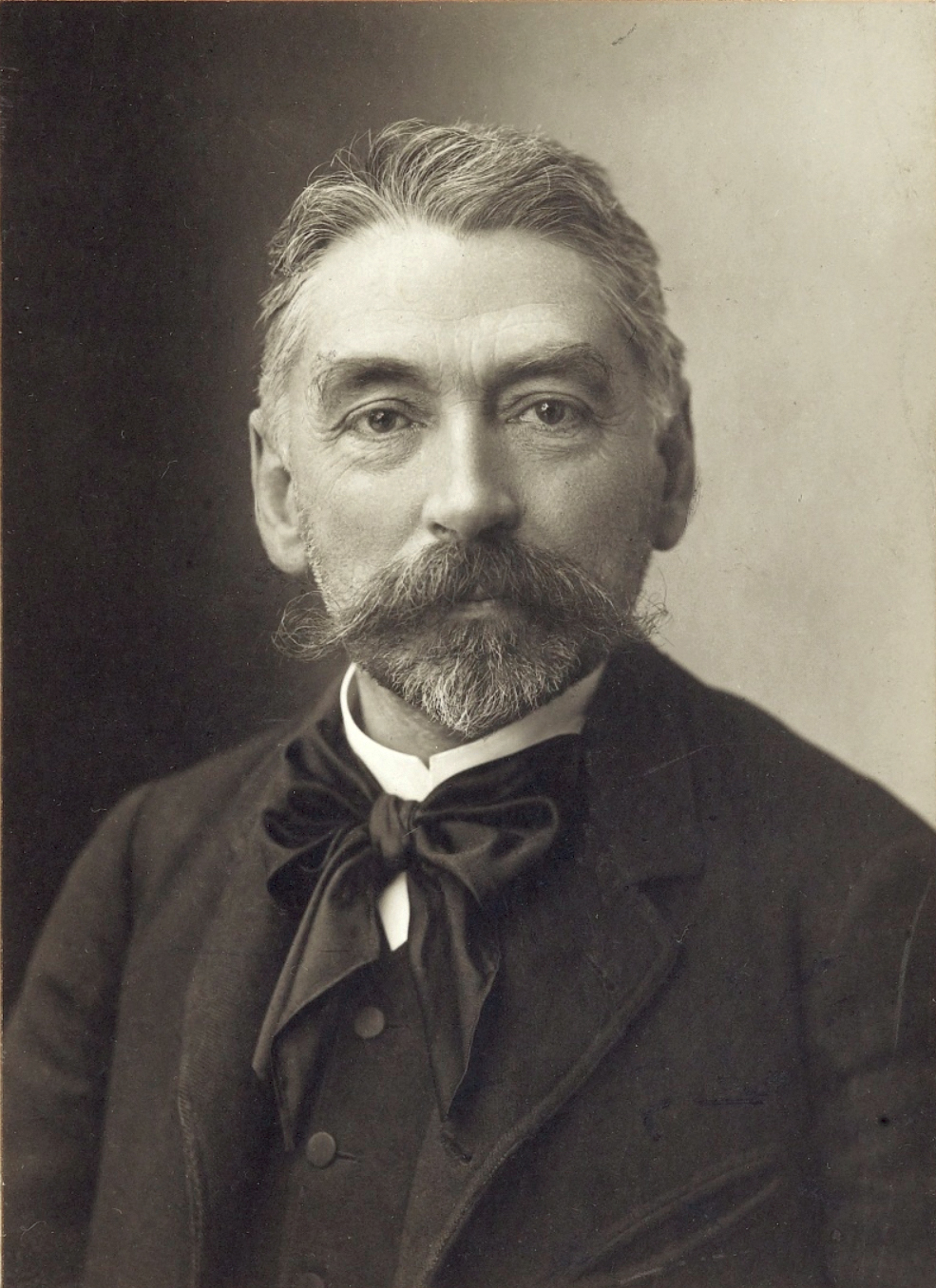
Stéphane Mallarmé.
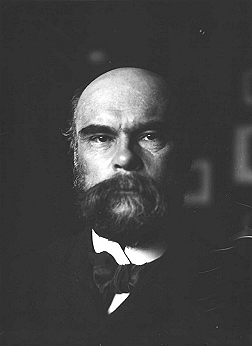
Paul Verlaine.
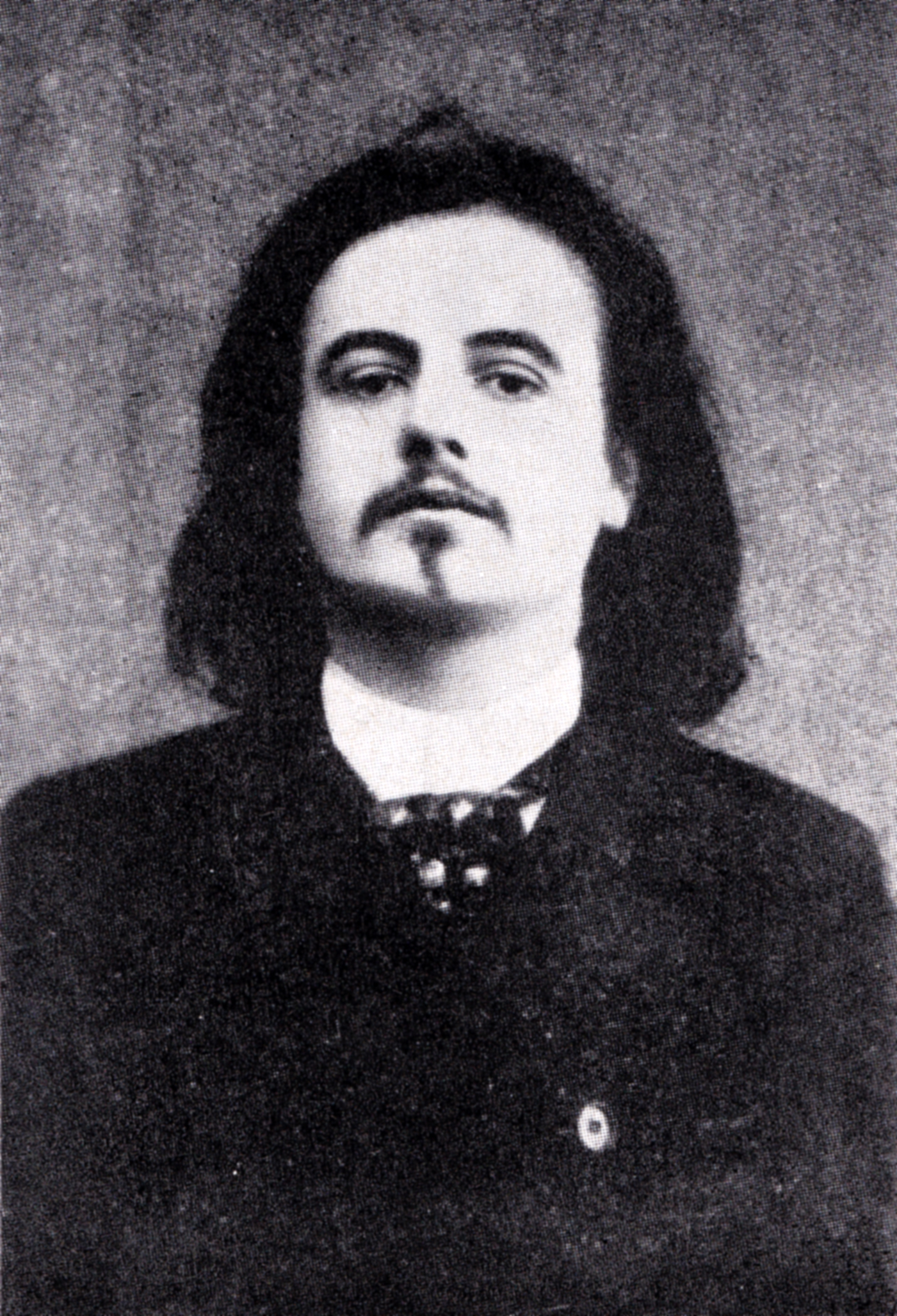
Alfred Jarry.

Dans une émission du 10 décembre 1958 pour la RTF, Jean de Beer présente Tristan L'Hermite comme « un symboliste sous Louis XIII ». Adolphe van Bever suggère que « quelques-uns de nos rimeurs lui doivent une direction, une discipline littéraire. Le Romantisme, le Parnasse, le Symbolisme même ont passé tour à tour sur son œuvre sans la rendre caduque et l'on ne sait qui a le plus gagné, de l'art de Tristan ou de celui du XIXe siècle, à être soumis à un tel rapprochement ».
Dès 1895, Émile Faguet présente Tristan L'Hermite comme un précurseur du symbolisme : « Un homme rêve devant une fontaine. Cette fontaine prend ses sentiments, elle rêve à son tour et le poète peut écrire les songes de l'eau qui sommeille ». Pierre Camo confirme que l'« époque ne s'y est pas trompée » : les symbolistes « pourraient presque le revendiquer pour l'un des leurs. Tel sonnet à forme obscure de Mallarmé ne perdrait rien à la comparaison avec tel sonnet à forme précieuse et contournée du premier recueil de Tristan ».
Marcel Arland s'étonne devant « cet Embarquement pour Cythère que Tristan a nommé Le Promenoir des deux amants, une Cythère plus proche de Corot peut-être que de Watteau, sinon du Watteau que rêva Verlaine, mais plus limpide encore et plus vive ». Antoine Adam propose un rapprochement avec le héros du Page disgracié, « faible, incapable de résister à ses deux tentations qui sont le jeu et les femmes. Sans cesse il prend des résolutions, et sans cesse il les trahit. S'il connaissait le mot, il dirait comme Verlaine qu'il est un saturnien ». Dans plusieurs poèmes, Tristan pratique l'heptasyllabe, « cet impair si cher à Verlaine » :
Le soleil se va perdant ;

La splendeur dont il éclate

Peint là-bas dans l'Occident

Un grand fleuve d'écarlate.

Le jour est prêt à finir.

Déjà mon âme est saisie,

En voyant la nuit venir,

De cette paralysie

Qui trouble ma fantaisie,

Et confond mon souvenir.
— Les Terreurs nocturnes
Amédée Carriat estime que « la profusion inventive d'Alfred Jarry trouve un assez étonnant précédent dans le brio du Parasite, lequel, relu après Ubu, prend une saveur toute nouvelle » :
| De même que l'on coupe un petit brin d'osier, Je m'en vais lui trancher la nuque et le gosier.— Le Parasite, Acte III, scène VI | As-tu fini ? Moi je commence : torsion du nez, arrachement des cheveux, pénétration du petit bout de bois dans les oneilles, extraction de la cervelle par les talons…— Ubu roi, Acte V, scène I |

Ayant pris connaissance de la thèse de Napoléon-Maurice Bernardin, Jacques Madeleine écrit à Théodore de Banville : « Combien ai-je été surpris et charmé, rencontrant en Tristan L'Hermite un grand et superbe poète, duquel je n'avais appris le nom ni au collège, ni ailleurs ». Il se proclame son disciple :
J'ai bien étudié Ronsard,

Mais je suis, adore et imite

La grâce exquise et pleine d'art

de mon maître Tristan L'Hermite.

#### XXesiècle
En 1909, Adolphe van Bever s'indigne de ce que « Tristan demeure un des rares poètes méconnus de son siècle. Les anthologies ignorent à peu près son nom », malgré « les vertus de ce personnage singulier en qui nous découvrons un peu de ce qui constitue l'idéal du XXe siècle ».

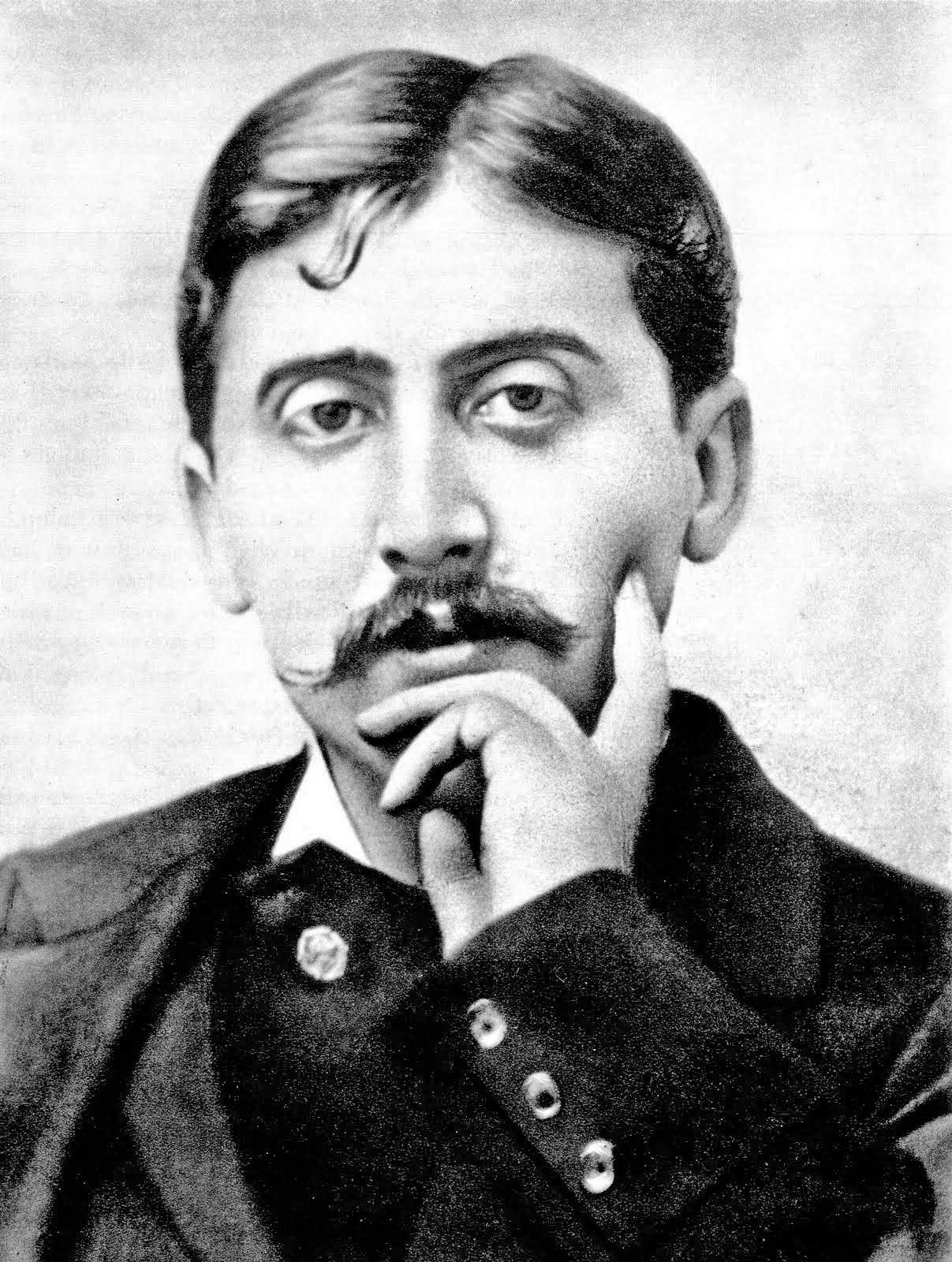
Marcel Proust.
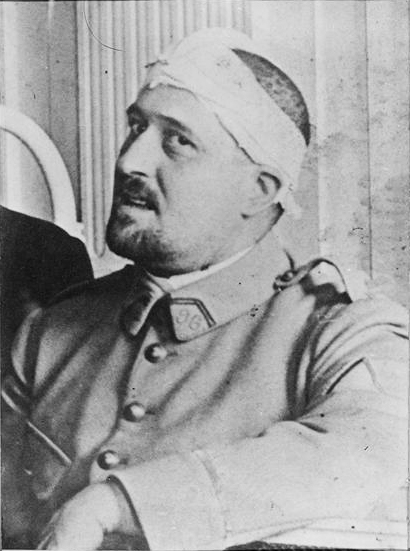
Guillaume Apollinaire.
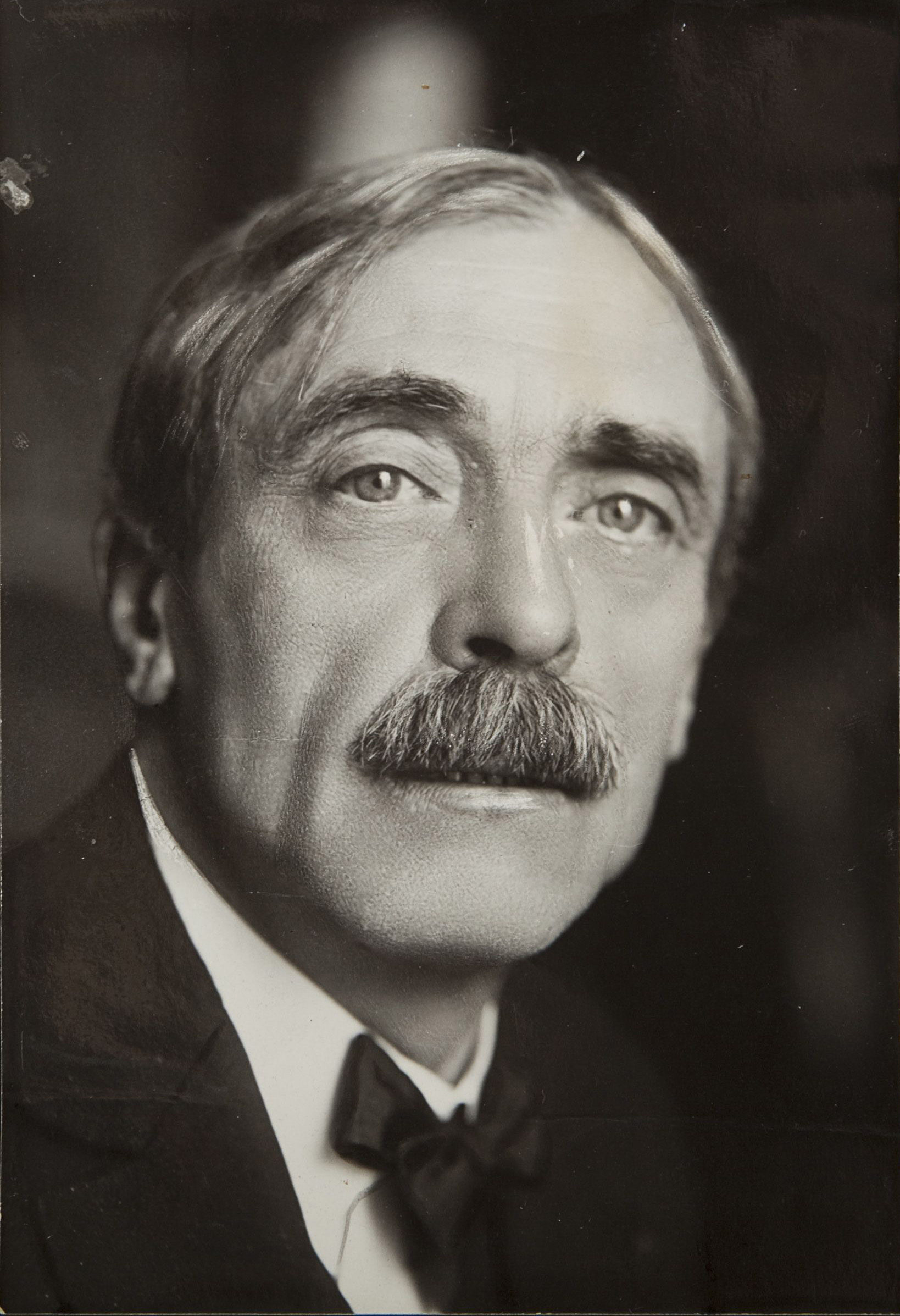
Paul Valéry.

Patrick Dandrey soutient que le « modèle épanoui » du Page tristanien est la Recherche proustienne, autre roman à clef traversé par les mêmes déceptions et présentant, née de la désillusion même, la vocation d'écrivain comme rédemption illusoire : « Au terme d'À la recherche du temps perdu, le narrateur annonce la rédaction du livre qu'il vient de donner à lire. La suite à son Page disgracié qu'annonce Tristan, c'est le livre qu'il vient de nous donner, qu'il nous convie à relire comme une fiction de vie contant la manière dont une vie entre en fiction ».
Tristan, « poète mal aimé lui-même, ne fut-il pas pour cela d'abord goûté d'Apollinaire ? » À la Méditation sur le « Memento homo », il répond « comme en écho, s'étant fait lui aussi une raison » :
| Souviens-toi de l'heure dernière Et de l'horreur du monument, Où ta dépouille prisonnière Ne sera plus rien que poussière Et n'aura plus de sentiment. | Que lentement passent les heures Comme passe un enterrement Tu pleureras l'heure où tu pleures Qui passera trop vitement Comme passent toutes les heures— Alcools, « À la Santé » |

Raymond Radiguet considère comme une référence l'un de ses « poètes préférés : Ronsard, Chénier, Malherbe, La Fontaine, Tristan L'Hermite, qui [lui] ont dit ce qu'est la poésie ». Critique envers Victor Hugo, Radiguet entend dans Les Chansons des rues et des bois un écho « des poètes précieux et particulièrement Tristan L'Hermite : Hugo ne plagie pas, il vulgarise ». Radiguet comprend le « mauvais goût » des œuvres d'Edmond Rostand sous l'influence de Hugo, dans sa lecture « de tous ces poètes précieux. Tristan L'Hermite en est un grand. C'est à lui que Rostand doit le plus ».
En 1923, Valery Larbaud publie « trois histoires d'amour douces-amères, en reprenant l'incipit de pièces empruntées à trois poètes du XVIIe siècle qu'il aimait entre tous » : Malherbe, La Fontaine et Tristan, dont il cite Les Agréables pensées sous le titre Mon plus secret conseil….
Amédée Carriat propose en 1960 un rapprochement entre La Mer de Tristan et Le Cimetière marin : « Ne serait-ce pas Valéry qui parle lorsque la mer fait étinceler mille pointes de diamants ? » Une étude détaillée a été réalisée, en 1995, autour des « parentés entre les vingt-cinq dizains d'octosyllabes qui constituent l'ode de Tristan et le poème de vingt-quatre sizains de décasyllabes que Valéry nomme aussi ode », avec des contrastes remarquables puisqu'« il est seulement midi dans le poème de Valéry, et c'est la seule heure qui ne soit pas représentée dans l'ode de Tristan ».
Jules Supervielle met en exergue de ses Gravitations « un alexandrin énigmatique signé Tristan L'Hermite ». D'autres poètes lui rendent hommage, par des études — comme Jean-Marc Bernard et Joë Bousquet — ou des poèmes — comme Léon Vérane, Jean Tortel et Robert Mallet, dont « la modernité s'accorde avec un précieux baroquisme hérité des poètes du règne de Louis XIII, et spécialement de l'étonnant Tristan L'Hermite que notre siècle a remis à sa vraie place ».

##### Rééditions
Sous l'impulsion de Napoléon-Maurice Bernardin, Le Page disgracié est publié en 1898 : le roman n'avait pas connu de réédition depuis celle de 1667. En 1909, Jacques Madeleine propose la première édition intégrale et comparée des Plaintes d'Acante et des Amours : les poèmes de ces deux recueils n'avaient plus été imprimés depuis 1662. Amédée Carriat fait le point sur cet « indice le plus parlant » de la notoriété d'un écrivain : « entre la dernière édition ancienne et la première réédition moderne il s'est écoulé, pour La Mariane 116 ans, pour Le Page disgracié 216 ans, pour les recueils de poésie 247 ans, pour les Lettres mêlées 331 ans ! C'est là revenir de loin ».
Certaines éditions sont particulièrement éloquentes : « lorsque, sous l'occupation, Max-Pol Fouchet se donne d'Alger la mission de « prolonger la parole, non pas des absents, mais de ces présents dont la voix lointaine ne nous parvient plus », il réédite Le Promenoir des deux amants après Poésie et vérité 1942 et France écoute. Éluard, Aragon, Tristan : l'insolite voisinage… Mais quel honneur pour un poète de qui l'on s'était si longuement déshabitué, à l'heure où les forces mauvaises se sont conjurées contre l'esprit, de symboliser soudain l'indépendance, la fantaisie, la grâce, la calme beauté du monde ».
Ces rééditions modernes aboutissent aux travaux d'Amédée Carriat, qui devient le principal artisan de la redécouverte d'« un écrivain creusois, sans doute le plus grand, qui reste un inconnu ». Antoine Adam voit en Tristan L'Hermite « la plus noble figure de poète que puisse nous offrir l'époque de Louis XIII ». Sa mémoire se trouve progressivement entourée de « véritables amis, que la Fortune ingrate lui avait refusé de son vivant : des lecteurs complices, effacés et présents comme savent l'être les vrais lecteurs, ceux qui ne lisent ni pour censurer, ni pour expliciter, ni pour théoriser, mais pour l'amour des livres et par fidélité à l'esprit des poètes ».
L'œuvre de Tristan est représentée dans la Bibliothèque de la Pléiade avec deux tragédies en 1986,, son roman en 1998 et un choix de ses poèmes en 2000. Les éditions récentes la rendent plus accessible. La Mariane et Le Page disgracié sont publiés en livres de poche : « Tristan a le droit, autant que Corneille, d'être abordé facilement ». L'édition des œuvres complètes est achevée en 2002 — aboutissement dont Les Amis de Tristan L'Hermite rappellent qu'il constitue « une première : Tristan n'avait jamais eu le temps, de son vivant, de veiller à une édition exhaustive de son œuvre ! »

##### Études tristaniennes
En 1955, le troisième centenaire de la mort de Tristan est célébré à la Sorbonne, « en marge de la commémoration du quatrième centenaire de la naissance de Malherbe ». Amédée Carriat publie Tristan ou l'Éloge d'un poète, « étude très personnelle et pleine de sensibilité » initiant un courant d'études tristaniennes qui se développe bientôt en Italie, en Allemagne, au Canada et aux États-Unis. Cette « belle étude » révèle « l'importance considérable de Tristan dans la littérature de son époque ». En 1956, une conférence est consacrée au « poète marchois » à l'hôtel de ville de Limoges.
L'association Les Amis de Tristan L'Hermite est créée en 1979 avec l'éditeur René Rougerie, associée à la publication des Cahiers Tristan L'Hermite. En 1993, des « colloques Tristan L'Hermite » se déroulent à Janaillat dans la Creuse et Athens en Géorgie. En 1995, le centenaire de la thèse de Napoléon-Maurice Bernardin fait l'objet d'un premier état d'« un siècle de recherches tristaniennes » : les progrès de ces recherches ont permis à l'écrivain de « sortir de cette marginalité feutrée où il était jusqu'alors confiné pour prendre sa place dans le grand concert baroque ».
En 2015, le cahier consacré à « Tristan autour du monde » rassemble des articles thématiques de différentes régions de France — la Bourgogne, la Lorraine, la Corse — mais aussi de pays d'Europe — l'Angleterre, l'Écosse, l'Irlande, la Norvège, l'Allemagne, la Roumanie et l'Italie — et du monde entier : l'Amérique du Nord représentée par l'Iowa, le Kansas, l'Alberta et le Québec, ainsi que le Brésil et le Japon.

##### Redécouvertes

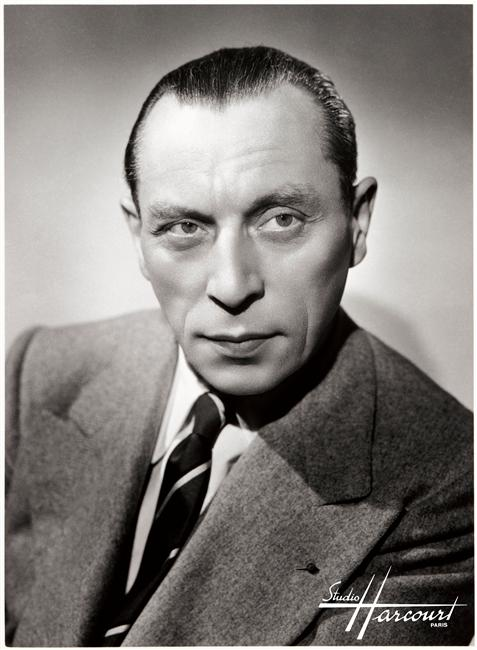
Louis Jouvet en 1947 (portrait du Studio Harcourt).

En 1936, Le Parasite est représenté au Théâtre des Arts, Jean-Louis Vaudoyer apprécie cette comédie « qui, théâtralement, n'est pas un chef-d'œuvre, mais qui a l'intérêt d'annoncer, avec deux siècles d'avance, le théâtre en vers du XIXe siècle ». À cette occasion, Henry Bidou présente La Mort de Chrispe comme « l'aveu de Phèdre sans l'aveu ». Le critique du Temps devine « entre le génie de Tristan L'Hermite et celui de Racine une affinité qui donne à rêver : C'en est peut-être assez pour tirer un instant la pièce de l'oubli ».
Louis Jouvet enregistre les stances de La Mort de Sénèque le 28 octobre 1948, dans le cadre de l'émission radiodiffusée « Prestige du théâtre ». Il les récite à nouveau le 20 octobre 1949, dans la même émission, avec la participation de Pierre Bertin, Dominique Blanchar et Léon Chancerel — cet enregistrement est repris dans une émission consacrée à « l'Hôtel de Bourgogne de Corneille à Racine », le 30 janvier 1956, avec des scènes de La Mariane et de La Folie du sage, présentées par Georges Mongrédien et interprétées par Maria Casarès et André Brunot.
La Mort de Sénèque fait l'objet d'une reprise à la Comédie-Française le 24 mars 1984, « superbement confrontée au Cinna de Corneille », dans une mise en scène de Jean-Marie Villégier, avec Richard Fontana dans le rôle de Néron et Hubert Gignoux dans le rôle de Sénèque : « plus de 15 000 spectateurs se sont pressés aux représentations de cette pièce inconnue ».
Du 27 au 30 avril 1987, Gérard Desarthe fait représenter La Mariane par les jeunes acteurs de l'Atelier, au Conservatoire de Paris. Michel Cournot s'enthousiasme pour la pièce « écrite dans une langue française magnifique, des alexandrins vivants, dynamiques, colorés, transparents et mystérieux, sensibles et sauvages ». De même, « les quiproquos plaisants et la verve langagière du Parasite ne manquent pas d'intérêt, et quelques mises en scène récentes prouvent que le théâtre de Tristan peut encore plaire au public d'aujourd'hui ».
Le Page disgracié est publié en feuilletons dans le quotidien Combat, du 25 août au 18 novembre 1959 : « les personnages n'ont d'anachroniques que l'habit, les moyens de transport et les armes de combat ; les mouvements de leur cœur pourraient se rencontrer chez Françoise Sagan, un jour qu'elle aurait lu Till l'Espiègle ». Le roman est inscrit au programme de l'agrégation de lettres modernes en 2013, et trois tragédies (La Mariane, La Mort de Sénèque, Osman) en 2023. À l'aube du XXIe siècle, Amédée Carriat se demande si, « dans la polygraphie tristanienne, toutes les pistes ont été frayées. Sans doute pas, et c'est un bonheur ».

### Présences de Tristan

#### Littérature

##### XVIIesiècle
Tristan paraît comme personnage dans la scène d'ouverture des Académistes, comédie en cinq actes de Saint-Évremond composée en 1637 ou 1638 dans le but de railler les « mesquines discussions dans le travail linguistique entrepris par l'Académie française », sans viser pour autant tous les académiciens :
Quoique fort peu savants, ils ont bien le courage

De gloser tous les jours dessus notre langage,

Mais ils passent deux ans à réformer six mots.
La présence de Tristan a surpris dans cette « spirituelle satire », notamment parce que « Saint-Évremond ne pouvait ignorer que Tristan ne faisait pas partie de l'Académie » à cette date. Le trio qu'il forme avec Saint-Amant et Faret n'en est pas moins sympathique. Lorsque Saint-Évremond réécrit sa pièce, vers 1680, dans une version en trois actes, le rôle de Tristan a disparu.

Tristan est l'un des protagonistes du Parnasse réformé de Gabriel Guéret, publié en 1669 — où il encourt les reproches de l'acteur Montfleury : « Vous voudriez, je pense, qu'on ne jouât jamais que La Mariane, et qu'il mourût toutes les semaines un Montdory à votre service ». Le poète répond lui-même aux critiques de L'Estoile contre ceux qui « se laissent tellement posséder par la fureur poétique qu'ils font des poèmes en marchant » : 

« Vous vous mettez en peine de peu de choses, dit alors brusquement Tristan. Laissez vivre les poètes à leur fantaisie. Ne savez-vous pas qu'ils n'aiment point la contrainte ? Et que vous importe-t-il qu'ils soient mal vêtus, pourvu que leurs vers soient magnifiques ? Ne vous y trompez point : Cette grande négligence d'eux-mêmes est la source des plus belles poésies. »

Dans Molière comédien aux Champs-Élysées, comédie de Laurent Bordelon publiée en 1694, où Molière « distribue les rôles et fait répéter les acteurs, Ronsard joue Le Sec, Laure et Pétrarque les Amants, Molière Scapin, Eschyle le Magicien et Tristan L'Hermite le Philosophe ».
Cyrano de Bergerac, qui « admire Tristan », lui rend hommage dans un passage de son Histoire comique des États et Empires de la Lune répondant à un chapitre du Page disgracié. Le démon de Socrate évoque les rares « grands personnages » qu'il a rencontré sur Terre : 

« Il est tout esprit, il est tout cœur […] c'est le seul poète, le seul philosophe et le seul homme libre que vous ayez. »

Cette phrase « a jeté le trouble et la discorde parmi les historiens littéraires » : François-Tommy Perrens refuse cet éloge panégyrique, qui « n'est pas la moindre marque des écarts de jugements où s'est aventuré Cyrano ». Pour Doris Guillumette, au contraire, cet éloge « d'un des esprits les plus curieux de son temps et les moins suspects de complaisance » est « valable et mérite d'être pris au sérieux ».

##### XXesiècle

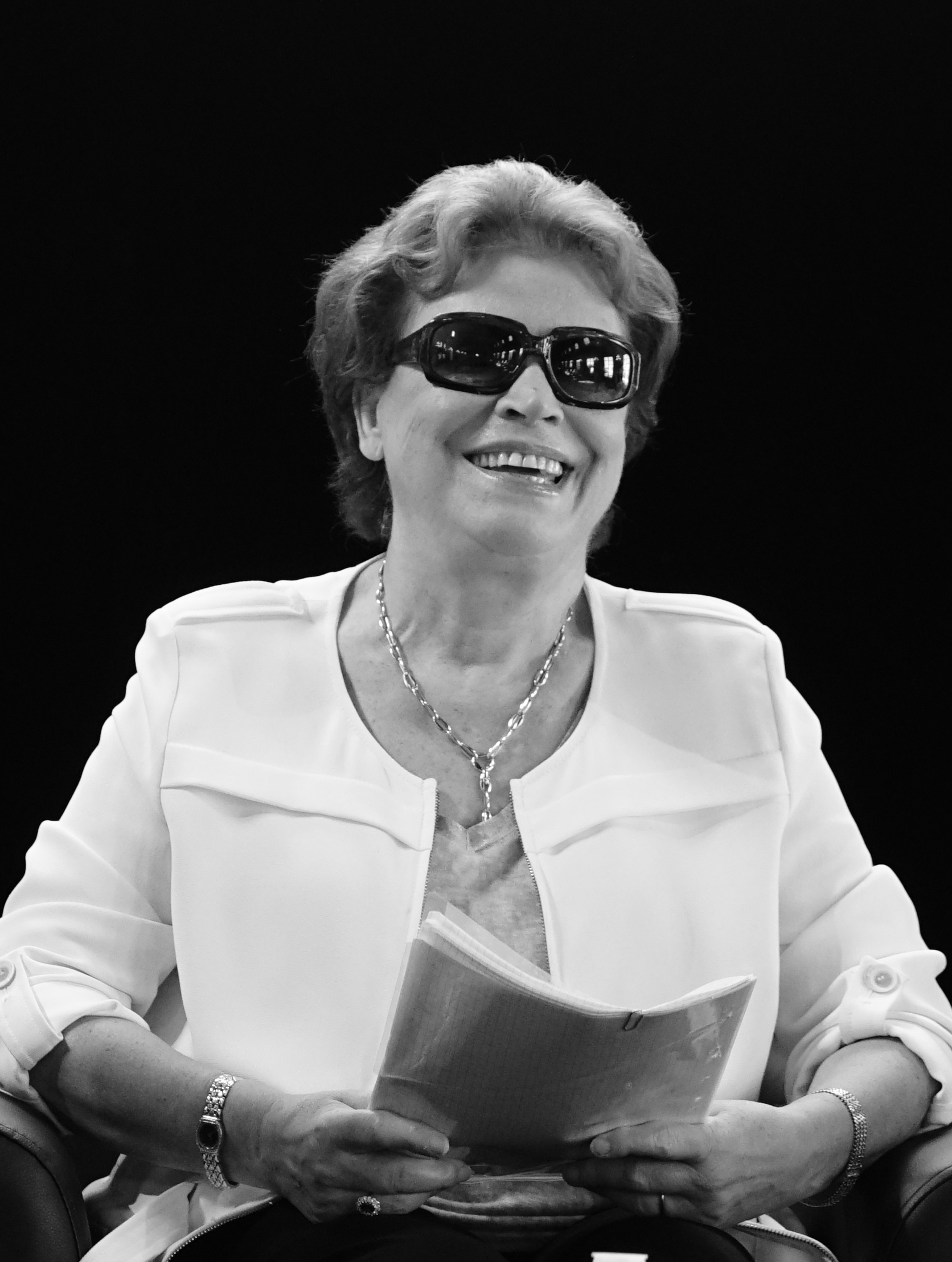
Françoise Chandernagor.

Dans le roman de Françoise Chandernagor L'Allée du Roi, mémoires imaginaires de madame de Maintenon publiés en 1981, un souvenir de Tristan intervient sous une forme spectrale à des « endroits charnières » du récit, marquant les progrès de son intimité avec le Roi. Dans le cadre enchanteur des grottes de Saint-Germain, un « gentilhomme à la cape grise » chuchote les premiers quatrains du Promenoir des deux amants : 

« Le poète était sale et grossier mais les vers de son Promenoir sonnaient comme du Racine, et sans doute ne furent-ils jamais mieux en situation que ce matin-là dans la petite grotte de Saint-Germain. »

Par la suite, logée à Saint-Cyr, l'héroïne songe à sa jeunesse. « Je devais avoir quinze ou vingt ans. Je ne sais qui dit tout bas auprès de moi ces vers de Tristan que je trouvais beaux » :
L'ombre de cette fleur vermeille

Et celle de ces joncs pendants

Paraissent être là-dedans

Les songes de l'eau qui sommeille.

Ils lui inspirent le mouvement suivant : « Quoiqu'il fît bien du vent, et peut-être de la pluie, j'éprouvai soudain le désir singulier d'entrer dans cette eau glacée et de m'y avancer jusqu'à l'instant qu'elle m'engloutirait dans ses rêves ».

##### XXIesiècle
En 2019, dans le chapitre de L'Incroyable histoire de la littérature française en bande dessinée consacré à madame de La Fayette, Philippe Bercovici représente Tristan L'Hermite — sans le nommer — comme un modèle de poète précieux, déclamant le dernier vers de l'Extase d'un baiser :
J'ai rencontré ma mort sur un bouton de rose,

avec le commentaire « Traduction contemporaine : C'est cool, elle m'a embrassé ».

#### Musique
Si Tristan est « parent des peintres, familier probablement de leurs décors et de ceux, fictifs, de la poésie du temps, les constructions qu'il nous laisse sont plus proches de l'art des sons, de ces airs de cour ou de ces préludes non mesurés, si français, si riches d'une expressivité paraissant sans limite, si construits néanmoins ».

##### Airs de cour

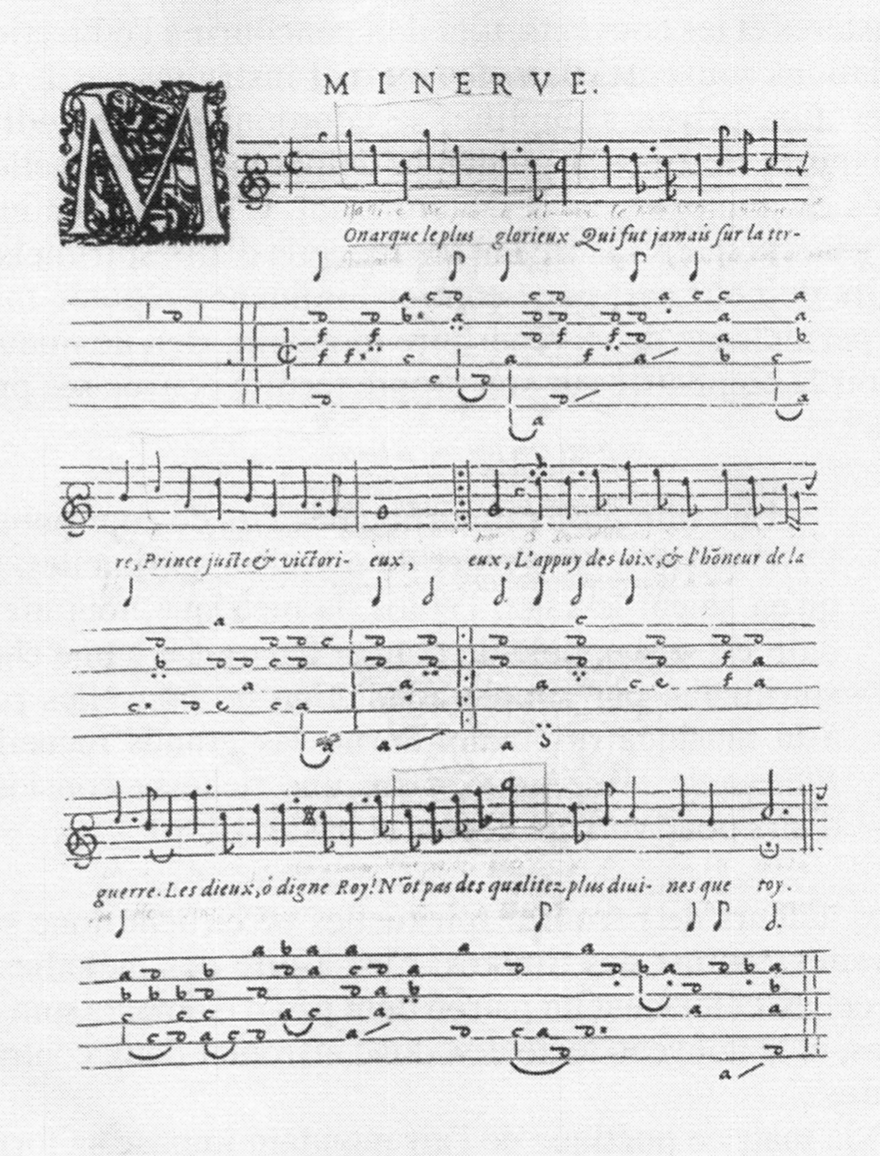
« Monarque le plus glorieux », pour le Ballet de Mademoiselle d'Étienne Moulinié (1635).

Roland-Manuel rend hommage à Tristan L'Hermite et aux poètes de sa génération, « chantres et peintres de la solitude et du mystère » au même titre que « Georges de La Tour qui pénètre sans effraction, une chandelle à la main, dans les châteaux de l'âme et qui éclaire, à la dérobée, l'énigme des choses sans visages ».
Il est « naturel que Tristan ait pris part à la composition de ballets puisqu'il était poète de cour ». Six airs de cour ont été conservés dans des recueils collectifs, publiés en 1661 et 1668, « pleins de verve gauloise » appropriée pour ces divertissements, « mélange fantasque de musique, danses, décors et costumes extraordinaires, et propos souvent grivois ».
Les musicologues ont recensé quatorze titres d'airs de ballet composés sur des poèmes de Tristan, mais seulement « neuf dont on a réellement recueilli la musique ». À cet égard, « la plus lourde perte est sans doute celle des récits composés pour le Ballet du Triomphe de la beauté dansé en 1640 — repris dans La Lyre et les Vers héroïques — dont on ne connaît plus que la musique instrumentale ».
Ces airs, mis en musique « par Antoine Boësset, Étienne Moulinié, Nicolas Métru et Michel Lambert, constituent un microcosme musical » autour d'une œuvre qui a également inspiré Joseph Chabanceau de La Barre et Sébastien Le Camus,.

La première participation du poète aux ballets donnés par son maître Gaston d'Orléans est, en 1626, « le Ballet de Monsieur dit aussi Ballet des Dandins, ». Tristan participe également au Grand Bal de la douairière de Billebahaut,, dansé au Louvre la même année, au Ballet de Monsieur en 1627, au Ballet de Mademoiselle en 1635, au Ballet de la Félicité pour saluer la naissance du dauphin, en 1639, et au Ballet du Triomphe de la beauté. La musique de Boësset ajoute « l'attrait de la variété à ces récits pittoresques » où « les fantaisies les plus extravagantes abondent, et ne pas les lire serait méconnaître un des divertissements les plus plaisants de l'époque ».

##### Le Promenoir des deux amants
Le Promenoir des deux amants, « le poème le plus célèbre de Tristan », a été mis en musique à plusieurs reprises : Jean-Baptiste Weckerlin en retient six quatrains en 1868, dans La Promenade pour chant et piano. Pendant la Seconde Guerre mondiale, Georges Dandelot reprend une partie du poème dans le no 4 des Cinq poèmes précieux, publié en 1942.
L'adaptation la plus remarquable est celle de Claude Debussy, avec trois mélodies composées en 1904 (no 1 « Auprès de cette grotte sombre », sur les strophes 1, 2  et   4) et 1910 en ajoutant les strophes 14  à   16 (no 2 « Crois mon conseil, chère Climène ») et 22  à   24 (no 3 « Je tremble en voyant ton visage »). L'ensemble est publié sous le même titre que le poème de Tristan — « insurpassable chef-d'œuvre d'une concision parfaite, qui parvient à traduire toutes les nuances de clair-obscur du poème par de surprenantes échappées harmoniques dans un cadre modal ».
Louis Beydts en a réalisé une version pour chant et orchestre.

##### Autres mélodies
Louis Beydts reprend trois poèmes de La Lyre et un poème des Amours dans son recueil de mélodies intitulé La Lyre et les Amours, publié en 1939.
En 1953, Vernon Duke compose Six mélodies sur les paroles de Tristan L'Hermite, reprenant notamment le sonnet consacré à La Belle en deuil, le madrigal intitulé Le Soupir ambigu et l'Épitaphe d'un petit chien du recueil des Amours.
Considérant les titres de quatre pièces pour clavecin du Vingt-quatrième ordre
de François Couperin qui « égarent à plaisir le lecteur » — Les Dards homicides, Les Guirlandes, Les Brimborions, La Divine Babiche ou Les Amours badins — Guy Sacre suggère « quatre chapitres pris au hasard dans un roman précieux, ou quatre sonnets de Tristan L'Hermite ».

#### Hommages
En hommage à l'écrivain creusois, la commune d'Aubusson a nommé une rue Tristan l'Hermite, et celle de La Souterraine a donné son nom à une école primaire.
Une « journée Tristan L'Hermite » est organisée le 11 août 1984 à Janaillat, où une plaque commémorative est apposée pour marquer le lieu de naissance du poète. Des célébrations associant conférences, concerts de musique baroque, mises en scène et lectures d'œuvres de Tristan, « mais aussi ces petites lumières portées dans la nuit par tout un bourg en fête » ont été renouvelées en 1994 et 2001.
Le quatre-centième anniversaire de la naissance de Tristan L'Hermite a fait l'objet d'une exposition à la Bibliothèque Mazarine, du 6 avril au 29 juin 2001, et d'un colloque international intitulé « Actualités de Tristan », du 22 au 24 novembre 2001, organisé par l'Université Paris-Nanterre.

### Éditions modernes

#### Éditions historiques

##### Choix de pages
- Amédée Carriat, Tristan L'Hermite : Choix de pages, Limoges, Éditions Rougerie, 1960, 264 p., in-8 (BNF 33196560).
- Adolphe van Bever, Tristan L'Hermite, Paris, Mercure de France, coll. « Les plus belles pages », 1909, 320 p. (lire en ligne).

##### Poésie
- Pierre Camo, Les Amours et autres poésies choisies, Paris, Garnier Frères, 1925, XXVII-311 p.
- Jean-Pierre Chauveau, La Lyre, Paris-Genève, Librairie Droz, coll. « Textes littéraires français » (no 243), 1977, LXXVII-327 p. (ISBN 2-6000-2517-0, lire en ligne).
- Jacques Madeleine, Les Plaintes d'Acante et autres œuvres, Paris, Édouard Cornély & Cie, 1909, XXXI-242 p. (lire en ligne).
- Philip Wadsworth, Tristan L'Hermite : Poésies, Paris, Pierre Seghers, 1962, 150 p.

##### Prose
- Marcel Arland, Le Promenoir de Tristan, préface pour Le Page disgracié, Paris, Éditions Stock, coll. « À la Promenade » (no 7), 1946, 324 p., p. 7-44.
- Auguste Dietrich, Le Page disgracié, Paris, Plon, 1898, XLIII-454 p. (lire en ligne).
- Catherine Grisé, Lettres mêlées, Genève, Librairie Droz, coll. « Textes littéraires français » (no 193), 1972, XXXVI-227 p.
- Jacques Prévot, Le Page disgracié, Paris, Gallimard, coll. « Folio classique » (no 2609), 1994, 315 p. (ISBN 978-2-070-38909-4).
- Jean Serroy, Le Page disgracié, Grenoble, PUG, coll. « Bibliothèque de l'imaginaire », 1980, 223 p. (ISBN 978-2-706-10185-4).

##### Théâtre
- Jacques Madeleine, La Mariane, Paris, Librairie Hachette, coll. « Société des textes français modernes », 1917, XXVI-123 p. (lire en ligne).
- Jacques Madeleine, Le Parasite (première édition critique), Paris, Librairie Droz, coll. « Société des textes français modernes », 1934, XXIV-151 p.
- Jacques Madeleine, La Folie du sage (première édition critique), Paris, Librairie Droz, coll. « Société des textes français modernes », 1936, XV-123 p. (lire en ligne).
- Guillaume Peureux, La Mariane, Paris, GF Flammarion (no 1144), 2003, 162 p. (ISBN 978-2-0807-1144-1).

##### Vers de Ballet
- Paul Lacroix, dit le Bibliophile Jacob, Ballets et mascarades de cour de Henri III à Louis XIV (1624-1627), t. 3, Paris, Slatkine, 1968 (1re éd. 1868), 344 p. (lire en ligne).
- Paul Lacroix, Ballets et mascarades de cour de Henri III à Louis XIV (1627-1633), t. 4, Paris, Slatkine, 1968 (1re éd. 1869), 338 p. (lire en ligne).
- Paul Lacroix, Ballets et mascarades de cour de Henri III à Louis XIV (1629-1640), t. 5, Paris, Slatkine, 1968 (1re éd. 1870), 360 p. (lire en ligne).

#### Œuvres complètes
- Jean Serroy et al., Tristan L'Hermite : Prose, t. I, Paris, Honoré Champion, coll. « Sources classiques » (no 20), 1999, 448 p. (ISBN 978-2-745-30154-3).
  - Jean Serroy, Vie de Tristan, p. 7-30.
  - Marc Fumaroli, Tristan en son temps, p. 31-38.
  - Amédée Carriat, La Fortune de Tristan, p. 39-50.
  - Bernard Bray, Introduction aux Lettres mêlées, p. 55-70.
  - Jean Serroy, Introduction au Page disgracié, p. 193-204.
- Jean-Pierre Chauveau et al., Tristan L'Hermite : Poésie I, t. II, Paris, Honoré Champion, coll. « Sources classiques » (no 41), 2002, 562 p. (ISBN 978-2-745-30606-7).
  - Véronique Adam, Introduction, p. 7-35.
- Jean-Pierre Chauveau et al., Tristan L'Hermite : Poésie II, t. III, Paris, Honoré Champion, coll. « Sources classiques » (no 42), 2002, 736 p. (ISBN 978-2-745-30607-4).
- Roger Guichemerre et al., Tristan L'Hermite : Tragédies, t. IV, Paris, Honoré Champion, coll. « Littératures » (no 10), 2009 (1re éd. 2001), 560 p. (ISBN 978-2-745-31967-8).
  - Daniela Dalla Valle, Introduction, p. 7-16.
- Roger Guichemerre et al., Tristan L'Hermite : Théâtre (suite) et Plaidoyers historiques, t. V, Paris, Honoré Champion, coll. « Sources classiques » (no 19), 1999, 502 p. (ISBN 978-2-745-30152-9).

#### Anthologies
- Jean-Pierre Chauveau, Anthologie de la poésie française : XVIIe siècle, Paris, Gallimard, coll. « Bibliothèque de la Pléiade » (no 466), 2000, 1586 p. (ISBN 2-07-011384-1).
- Jacques Prévot, Libertins du XVIIe siècle, vol. I, Paris, Gallimard, coll. « Bibliothèque de la Pléiade » (no 450), 2012 (1re éd. 1998), 1725 p. (ISBN 978-2-07-011360-6).Cette réédition du Page disgracié reprend l'introduction, la présentation et les notes de l'édition Folio Classique de 1994[645].
- Jacques Scherer et Jacques Truchet, Théâtre du XVIIe siècle, vol. II, Paris, Gallimard, coll. « Bibliothèque de la Pléiade » (no 330), 1986, 1603 p. (ISBN 2-07-011107-5).

### Ouvrages généraux
- Antoine Adam, Histoire de la littérature française au XVIIe siècle — Tome I : L'époque d'Henri IV et de Louis XIII, Paris, Éditions Albin Michel, 1997 (1re éd. 1956), 615 p. (ISBN 2-226-08910-1).
- Antoine Adam, Histoire de la littérature française au XVIIe siècle — Tome II : L'apogée du siècle, Paris, Éditions Albin Michel, 1997 (1re éd. 1956), 845 p. (ISBN 2-226-08922-5).
- Antoine Adam, Histoire de la littérature française au XVIIe siècle — Tome III : La fin de l'époque classique, Paris, Éditions Albin Michel, 1997 (1re éd. 1956), 744 p. (ISBN 2-226-08923-3).
- Gaston Bachelard, L'Eau et les Rêves : Essai sur l'imagination de la matière, Paris, José Corti, 1984 (1re éd. 1942), 265 p. (ISBN 2-7143-0079-0).
- Théodore de Banville, Petit traité de poésie française, Paris, Georges Charpentier, 1871, 328 p. (lire en ligne).
- Pierre Bayle, Dictionnaire historique et critique, t. 5 : S-Z, Amsterdam, Compagnie des Libraires, 1734, 888 p., in-folio (lire en ligne), p. 398-400.
- René Bray, La Préciosité et les Précieux : de Thibaut de Champagne à Jean Giraudoux, Paris, Éditions Albin Michel, 1948, 406 p.
- Françoise Chandernagor, L'Allée du Roi, Paris, Gallimard, coll. « Folio » (no 4507), 2018 (1re éd. 1981), 839 p. (ISBN 978-2-07-034121-4).
- Urbain Chevreau, Œuvres mêlées, La Haye, Adrian Moetjens, 1697, 662 p. (lire en ligne).
- Henri Coulet, Le Roman jusqu'à la Révolution, t. I, Paris, Armand Colin, coll. « U », 1967, 559 p., p. 186-190.
- Jean Tortel et al., Le préclassicisme français, Paris, Les Cahiers du Sud, 1952, 374 p. 
  - Pierre Guerre, Pouvoir et poésie, p. 79–88.
  - Roland-Manuel, La Musique au siècle de Louis XIII, p. 89-98.
  - Jean Tortel, Quelques constantes du lyrisme préclassique, p. 123-161.
  - André Blanchard, Principaux recueils collectifs publiés de 1597 à 1653, p. 227-231.
- (en) Joan DeJean, Libertine Strategies : Freedom and novel in Seventeenth-Century France [« Stratégies libertines : liberté et roman dans la France du XVIIe siècle »], Columbus, Université d'État de l'Ohio, 1981, XIII-222 p. (ISBN 0-8142-0325-6).
- Robert Ellrodt, William Shakespeare, Œuvres complètes, Paris, Robert Laffont, 2002, 1159 p. (ISBN 978-2-221-08236-2), « Les poèmes de Shakespeare », p. 521-991.
- Émile Faguet, Histoire de la littérature française : depuis le XVIIe siècle jusqu'à nos jours, t. 2, Paris, Plon-Nourrit et Cie, 1905, 570 p. (lire en ligne).
- Georges Forestier, Racine, Œuvres complètes I : Théâtre - Poésie, Paris, Gallimard, coll. « Bibliothèque de la Pléiade » (no 5), 2012 (1re éd. 1999), CVI-1801 p. (ISBN 978-2-07-011561-7).
- Victor Fournel, La littérature indépendante et les écrivains oubliés au XVIIe siècle, Paris, Didier, 1862, VIII-484 p. (lire en ligne).
- Édouard Fournier et Eugène Crépet, Les poëtes français, recueil des chefs-d'œuvre de la poésie française depuis les origines jusqu'à nos jours, t. II : de Ronsard à Boileau, Paris, Gide, 1861, 779 p. (lire en ligne), p. 539-551.
- Théophile Gautier, Les Grotesques, Paris, Michel Lévy frères, 1856 (1re éd. 1844), 400 p. (lire en ligne).
- Claude-Pierre Goujet, Bibliothèque françoise ou Histoire de la littérature françoise, t. XVII, Paris, Guérin & Le Mercier, 1754, 409 p. (lire en ligne), p. 202-215.
- Gabriel Guéret, Le Parnasse réformé, Paris, Thomas Jolly, 1669, 136 p. (lire en ligne), p. 70-76.
- (de) Heinrich Körting, Geschichte des französischen Romans im XVII Jahrhundert [« Histoire du roman français au XVIIe siècle »], Genève, Slatkine, 1971 (1re éd. 1891), 816 p.
- (en) Henry Carrington Lancaster, A History of French dramatic Literature in the seventeenth century, Part II : The Period of Corneille (1635-1651), New York, Gordian Press, 1966 (1re éd. 1932), 804 p.
- (en) Henry Carrington Lancaster, A History of French dramatic Literature in the seventeenth century, Part IV : The Period of Racine (1673-1700), New York, Gordian Press, 1966 (1re éd. 1940), 984 p.
- Philippe Martinon, Les Strophes : Étude historique et critique sur les formes de la poésie lyrique en France depuis la Renaissance, Paris, Honoré Champion, 1912, 615 p. (lire en ligne).
- Claude et François Parfaict, Histoire du Théâtre français depuis son origine jusqu'à présent, t. V, Amsterdam, Aux dépens de la Compagnie, 1745, 489 p. (lire en ligne).
- Paul Pellisson et Pierre-Joseph Thoulier d'Olivet, Histoire de l'Académie Françoise depuis son établissement jusqu'à 1652, t. I, Paris, Jean-Baptiste Coignard, 1729, 363 p. (lire en ligne), p. 303-304.
- François-Tommy Perrens, Les Libertins en France au XVIIe siècle, Paris, Léon Chailley, 1896, 429 p. (lire en ligne), p. 271-274.
- Raymond Radiguet et Chloé Radiguet et Julien Cendres (éd.), Œuvres complètes, Paris, éditions Omnibus, 2012, 883 p. (ISBN 978-2-258-09186-3).
- Jean Rousset, La Littérature de l'âge baroque en France : Circé et le Paon, Paris, José Corti, 1995 (1re éd. 1953), 316 p. (ISBN 978-2-714-30358-5).
- Charles de Saint-Évremond, Théâtre du XVIIe siècle : La Comédie des Académistes, vol. II, Paris, Gallimard, coll. « La Pléiade » (no 330), 1986 (1re éd. 1638), 1603 p. (ISBN 2-07-011107-5), p. 493-530.
- Claude-Sixte Sautreau de Marsy, Annales poétiques ou Almanach des muses, depuis l'origine de la poésie françoise, t. XX, Paris, Delalain, 1782, 264 p. (lire en ligne), p. 5-10.
- Paul Scarron, Œuvres de Scarron : Poésies diverses, t. VII, Paris, Jean-François Bastien, 1786, 396 p. (lire en ligne).
- Tallemant des Réaux et Antoine Adam (éd.), Historiettes, vol. I, Paris, Gallimard, coll. « La Pléiade » (no 142), 2011 (1re éd. 1960), 1374 p. (ISBN 978-2-07-010547-2).
- Tallemant des Réaux et Antoine Adam, Historiettes, vol. II, Paris, Gallimard, coll. « La Pléiade » (no 141), 2011 (1re éd. 1961), 1725 p. (ISBN 978-2-07-010548-9).
- Voltaire, Œuvres complètes : Commentaires sur Corneille, t. 31, Paris, Garnier Frères, 1880 (1re éd. 1764), 604 p. (lire en ligne).

### Études et monographies
- Antoine Adam, Théophile de Viau et la libre pensée française en 1620, Paris, Slatkine, 1966 (1re éd. 1935), 473 p. (ISBN 978-2-051-02067-1, lire en ligne).
- Auguste Baluffe, Molière inconnu : sa vie, t. I : 1622-1646, Paris, Perrin et Cie, 1886, 323 p. (lire en ligne).
- Napoléon-Maurice Bernardin, Un Précurseur de Racine : Tristan L'Hermite, sieur du Solier (1601-1655), sa famille, sa vie, ses œuvres, Paris, Alphonse Picard, 1895, XI-632 p. (lire en ligne).
- Sandrine Berrégard, Tristan L'Hermite, « héritier » et « précurseur » : Imitation et innovation dans la carrière de Tristan L'Hermite, Tübingen, Narr, 2006, 480 p. (ISBN 3-8233-6151-1, lire en ligne).
- Amédée Carriat, Tristan, ou L'éloge d'un poète, Limoges, Éditions Rougerie, 1955, 146 p. 
  - Émile Henriot, Préface, p. 9-16.
- Doris Guillumette, La libre pensée dans l'œuvre de Tristan L'Hermite, Paris, Nizet, 1972, 205 p.
- Frédéric Lachèvre, Tristan L'Hermite, sieur du Solier, poète chrétien et catholique : Une réparation posthume due au « précurseur de Racine », Paris, Librairie historique Margraff, 1941, 90 p. (lire en ligne).
- Kenneth C. Wright, Tristan l'Hermite et l'évolution de la poésie lyrique française entre 1620 et 1650, Université d'Édimbourg, 1957, III-445 p. (lire en ligne).

### Articles et analyses
- Olivier Soutet, Le Couronnement de Louis, Jodelle, Tristan L'Hermite, Montesquieu, Stendhal, Éluard, Paris, Presses de l'université Paris-Sorbonne, coll. « Bibliothèque des styles » (no 13), 2013, 228 p. (ISBN 978-2-84050-915-8).
  - Véronique Adam, L'usage du nom propre dans Le Page disgracié de Tristan L'Hermite : un désignateur de fiction, Paris, Presses de l'université Paris-Sorbonne, 2013, p. 99-114.
- Jean-Pierre Chauveau, « Le Théâtre complet de Tristan l'Hermite », Revue d'histoire littéraire de la France,‎ juillet-août 1979, p. 650-652.
- Michel Cournot, « La Mariane de Tristan Lhermite : Desarthe entraîneur des juniors », Le Monde,‎ 5 mars 1987.
- Patrick Dandrey, « Le Page disgracié de Tristan L'Hermite ou le roman de sa vie », Revue d'histoire littéraire de la France, no 114,‎ 2014, p. 169-181 (ISSN 0035-2411).
- Patrick Dandrey, « Portrait de Tristan L'Hermite en page mélancolique », XVIIe siècle, Paris, no 266,‎ 2015, p. 139-156 (ISSN 0012-4273).
- Claire-Éliane Engel, « Tristan et Shakespeare », Revue de Littérature Comparée, no 33,‎ avril-juin 1959, p. 234-238.
- Émile Faguet, « Tristan L'Hermitte : Sa vie et ses idées générales », dans Revue hebdomadaire des cours et conférences, Paris, Lecène, Oudin et Cie (no 28), mars 1896 (lire en ligne), p. 488-497.
- Émile Faguet, « Tristan L'Hermitte : Ses Œuvres », dans Revue hebdomadaire des cours et conférences, Paris, Lecène, Oudin et Cie (no 30), juin 1896 (lire en ligne), p. 577-586.
- Brigitte François-Sappey (dir.) et Gilles Cantagrel (dir.), Guide de la mélodie et du lied, Paris, Fayard, coll. « Les Indispensables de la musique », 1994, 916 p. (ISBN 2-213-59210-1, OCLC 417117290, BNF 35723610)
  - Christian Goubault, Louis Beydts, p. 55-56
- René Lacôte, « Tristan L'Hermite et sa façade poétique », Les Lettres françaises, no 584,‎ 8-14 septembre 1955.
- Gustave Larroumet, « Tristan L'Hermite », Revue des cours et conférences,‎ 25 avril 1897, p. 350-359 (lire en ligne).
- Raymond Lebègue, « Tristan était-il à Amsterdam en décembre 1612 ? », Revue d'histoire littéraire de la France, no 44,‎ 1937, p. 390-395 (lire en ligne).
- Pierre Quillard, « Les poètes hétéroclites : François Tristan L'Hermitte de Soliers », Mercure de France, Paris, t. V,‎ août 1892, p. 370 (lire en ligne).
- Eugène Rigal, « L'Étourdi de Molière et Le Parasite de Tristan », Revue universitaire, Paris,‎ 15 février 1903.Article inclus dans De Jodelle à Molière : Tragédie, comédie, tragi-comédie, Paris, Hachette, 1911, 302 p. (lire en ligne), p. 291-302.
- Henri Rousseau, Un poète marchois en Poitou : Tristan L'Hermite et les Sainte-Marthe, Poitiers, Bulletins de la Société des antiquaires de l'Ouest, 21 janvier 1934, 766 p. (lire en ligne), p. 15-44.
- Ernest Serret, « Un précurseur de Racine : Tristan L'Hermite », Le Correspondant, no LXXXII,‎ 25 avril 1870, p. 334-354 (lire en ligne).
- (en) Philip Wadsworth, « Artifice and Sincerity in the Poetry of Tristan l'Hermite » [« Artifice et sincérité dans la poésie de Tristan l'Hermite »], Modern Language Notes, Johns Hopkins University Press, no 5,‎ mai 1959, p. 422-430.
- A. E. Williams, « Le mythe du Shakespeare français », Revue de Littérature Comparée, no 43,‎ janvier-mars 1969, p. 98-107.

### Cahiers Tristan L'Hermite
- Cahiers Tristan L'Hermite, Tristan et la mélancolie (1), Limoges, Rougerie (no VIII), 1986, 56 p.
  - Nicole Mallet, Tristan et la maladie élisabéthaine, p. 25-35.
  - Claude Abraham, Mélancolie, nostalgie et souvenir : Tristan et sa Marche natale, p. 50–52.
- Cahiers Tristan L'Hermite, Tristan et la mélancolie (2), Limoges, Rougerie (no IX), 1987, 50 p.
  - Stéphan Bouttet, Mélancolie et création poétique, p. 12-18.
- Cahiers Tristan L'Hermite, Tristan et l'Europe, Limoges, Rougerie (no X), 1988, 92 p.
  - Nicole Mallet, Tristan dramaturge face aux Élisabéthains, p. 29-37.
  - Andrée Mansau, Gongora et Tristan L'Hermite, p. 57–61.
- Cahiers Tristan L'Hermite, Questions de poétique, Limoges, Rougerie (no XIV), 1992, 78 p.
  - Françoise Graziani, L'art de dissimuler, p. 18–27.
  - Alain Génetiot, « De petites herbes parmi les fleurs » : Tristan, poète mondain ?, p. 35–44.
  - Stéphan Bouttet, Tristan et le lyrisme religieux : Une poétique de la variation, p. 63–71.
- Cahiers Tristan L'Hermite, Les Fortunes de Tristan, Limoges, Rougerie (no XVII), 1995, 72 p.
  - Jean-Pierre Chauveau, 1895-1995, le centenaire de la thèse de Bernardin, p. 5–11.
  - Thérèse Lassalle, De Tristan à Valéry : images de la mer, p. 36–49.
  - François Lesure, Claude Debussy et Le promenoir des deux amants, p. 50–53.
- Cahiers Tristan L'Hermite, Paysages tristaniens, Limoges, Rougerie (no XVIII), 1996, 65 p.
  - Michel Chaillou, Libres propos, à la rencontre de Tristan, p. 5–17.
- Cahiers Tristan L'Hermite, Tristan : Théâtre, Limoges, Rougerie (no XXII), 2000, 95 p.
  - Véronique Adam, Formes et reflets du songe chez Tristan L'Hermite, p. 47-61.
- Cahiers Tristan L'Hermite, Dédié à Amédée Carriat, Limoges, Rougerie (no XXV), 2003, 112 p. (ISBN 2-85668-099-2).
  - René Rougerie, Éloge d'un poète, p. 10–12.
  - Françoise Graziani, L'ami des livres, p. 15–17.
  - Claude Abraham, Tristan outre-Atlantique, p. 18–27.
  - Rémy Landy, Sur quelques airs de Tristan, p. 80–86.
- Cahiers Tristan L'Hermite, Thèmes et variations, Limoges, Rougerie (no XXVIII), 2006, 110 p. (ISBN 2-85668-125-5).
  - Lionel Philipps, Le poète et le Prince dans les Vers héroïques : agonie d'une relation mythique, p. 87–94.
- Cahiers Tristan L'Hermite, Tristan et la musique de son temps, Janaillat, Les Amis de Tristan L'Hermite (no XXXIII), 2011, 125 p. (ISBN 978-2-8124-0355-2).
  - Pierre Gatulle, Les identités d'auteur et de compositeur de Tristan et Moulinié par la publication : la dignité et l'honorabilité, p. 97–107.
- Cahiers Tristan L'Hermite, Tristan autour du monde, Janaillat, Les Amis de Tristan L'Hermite (no XXXVII), 2015, 126 p. (ISBN 978-2-406-05678-2).
  - Laurence Grove, L'invitation au voyage : Tristan autour du monde, p. 7–10.
- Cahiers Tristan L'Hermite, Sur Le Page disgracié : vingt-quatre études des "Cahiers Tristan L'Hermite", Paris, Classiques Garnier (no II à XXXIV, extraits), 2013, 270 p. (ISBN 978-2-8124-1162-5).
  - Jacques Prévot, Le Je de cache-cache, p. 23–25.
  - Laurence Rauline, Le Page disgracié ou la nostalgie de l'esprit d'enfance, p. 33-42.
  - Catherine Thiollet, Variations sur la disgrâce dans Le Page disgracié, p. 75-83.
  - Maurice Lever, Le jeu du hasard et du destin dans Le Page disgracié, p. 85-89.
  - Jean Serroy, Lieux réels, lieux mythiques dans Le Page disgracié, p. 123–132.
  - Patrick Riard, Le Page et son initiation, p. 161–174.
  - Sandrine Berrégard, La Folie du page ou le Sage disgracié, p. 195–210.